# Uckermärkische Seen

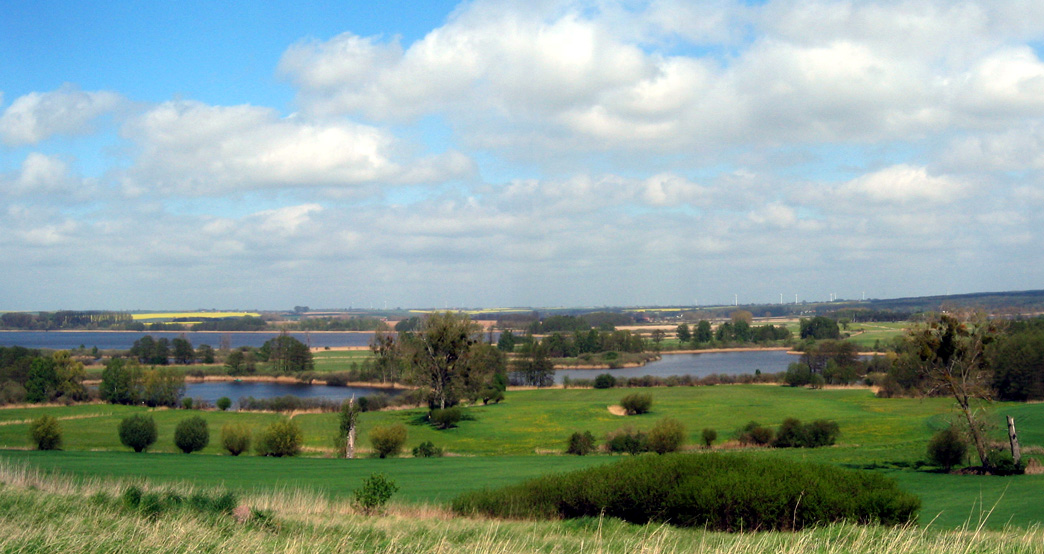
Blick auf die Uckerseen.. Fünf-Seen-Blick

Die Uckermärkischen Seen liegen in Nordost-Brandenburg, beginnend etwa 50 Kilometer nördlich von Berlin. Im Nordwesten geht das Seengebiet bruchlos in die
Mecklenburgische Seenplatte über. Das Neustrelitzer Kleinseenland umfasst Teile beider Bundesländer und Seenplatten.

## Naturraum und Naturpark
Nicht alle Seen der politisch-historischen Uckermark gehören zum Naturraum Uckermark. Die größte Dichte an Seen im Landkreis findet sich im Einzugsgebiet der Havel und wird dem Naturraum Nordbrandenburgisches Wald- und Seengebiet zugerechnet.
Der Naturpark Uckermärkische Seen wiederum besteht zu mehr als der Hälfte aus dem Anteil der Uckermark am Einzugsgebiet der Havel, dazu noch etwa dem Einzugsgebiet der Quillow. Das obere Einzugsgebiet der Ucker mit Oberuckersee und Unteruckersee gehört nicht dazu.
Das Einzugsgebiet der Welse mit mehreren überwiegend kleinen Seen gehört zum Naturraum Uckermark, aber nur teilweise zur historischen Landschaft und zum Landkreis. Es gehört zum Biosphärenreservat Schorfheide-Chorin und nicht zum Naturpark Uckermärkische Seen. Die nicht sehr zahlreichen aber doch nennenswerten Seen im Norden und Osten der Uckermark gehören zum Naturraum aber nicht zum Naturpark.

## Anzahl der Seen
Die Uckermärkischen Seen umfassen zahlreiche natürlich entstandene Seen, die eine beeindruckende Artenvielfalt sowie eine meist hohe Wasserqualität aufweisen.
Die insgesamt 590 Seen der Uckermark (> 1 ha) bieten mit ihren Ufern, ergänzt durch insgesamt 233 Kilometer Flüsse und Bäche, eine enorme Vielfalt von Lebensräumen für die Tier- und Pflanzenwelt.

## Region/Entstehung
Die Uckermark als Moränenlandschaft ist durch die Eiszeit geprägt worden. Dabei entstand ein leicht hügeliges Flachland und darin durch verschiedene Mechanismen Mulden, von denen viele mit Seen unterschiedlicher Größe gefüllt sind, manche auch nur mit einem Feuchtgebiet. Es gibt Zungenbeckenseen, es gibt aus Tunneltälern entstandene Seen und es gibt viele kleine Sölle, die beim Zurückweichen des Eises durch Toteisblöcke entstanden sind. Ein weiterer Beleg der Eisbewegungen vor 15.000 Jahren sind die vielen großen gerundeten Gesteinsbrocken, sogenannte Findlinge.
Weder die Landesgrenze noch die Kreisgrenze zwischen Uckermark und Oberhavel bilden hier geologische oder sonst wie landschaftliche Grenzen.
Die Vernetzung der Seen ist unterschiedlich. In Tunneltälern bildeten sich Seenketten, die mancherorts von kleinen Flüssen durchströmt werden. Sölle stehen typischerweise nur über das Grundwasser in Verbindung mit anderen Gewässern. Das führt nicht selten zu starken Schwankungen des Wasserspiegels, da nach starken Niederschlägen kaum mehr an Wasser versickert als bei anhaltender Trockenheit. Es gibt aber auch Seen, die durch eine Tonschicht vom Grundwasser abgegrenzt sind. Seit dem Mittelalter wurden zahlreiche künstliche Abflusswege geschaffen, um das Wasser für den Betrieb von Mühlen zu nutzen und um die Schädigung von Landwirtschaft und Wald durch Überflutungen zu vermindern. Im 20. Jahrhundert wurden viele der Gräben verrohrt, so dass schlecht informierte Besucher Seen für isoliert halten, die in Wirklichkeit einen Abfluss haben. Mit der Entwässerung ist man heute zurückhaltender als noch vor dreißig Jahren, da man die Bedeutung von Feuchtgebieten für den Artenschutz und für die Regeneration des Grundwassers erkannt hat.
Der außergewöhnliche Reichtum an Seen ist ein besonderes Charakteristikum der zusammenhängenden Jungmoränenlandschaft im Nordosten Brandenburgs und im Süden Mecklenburgs.

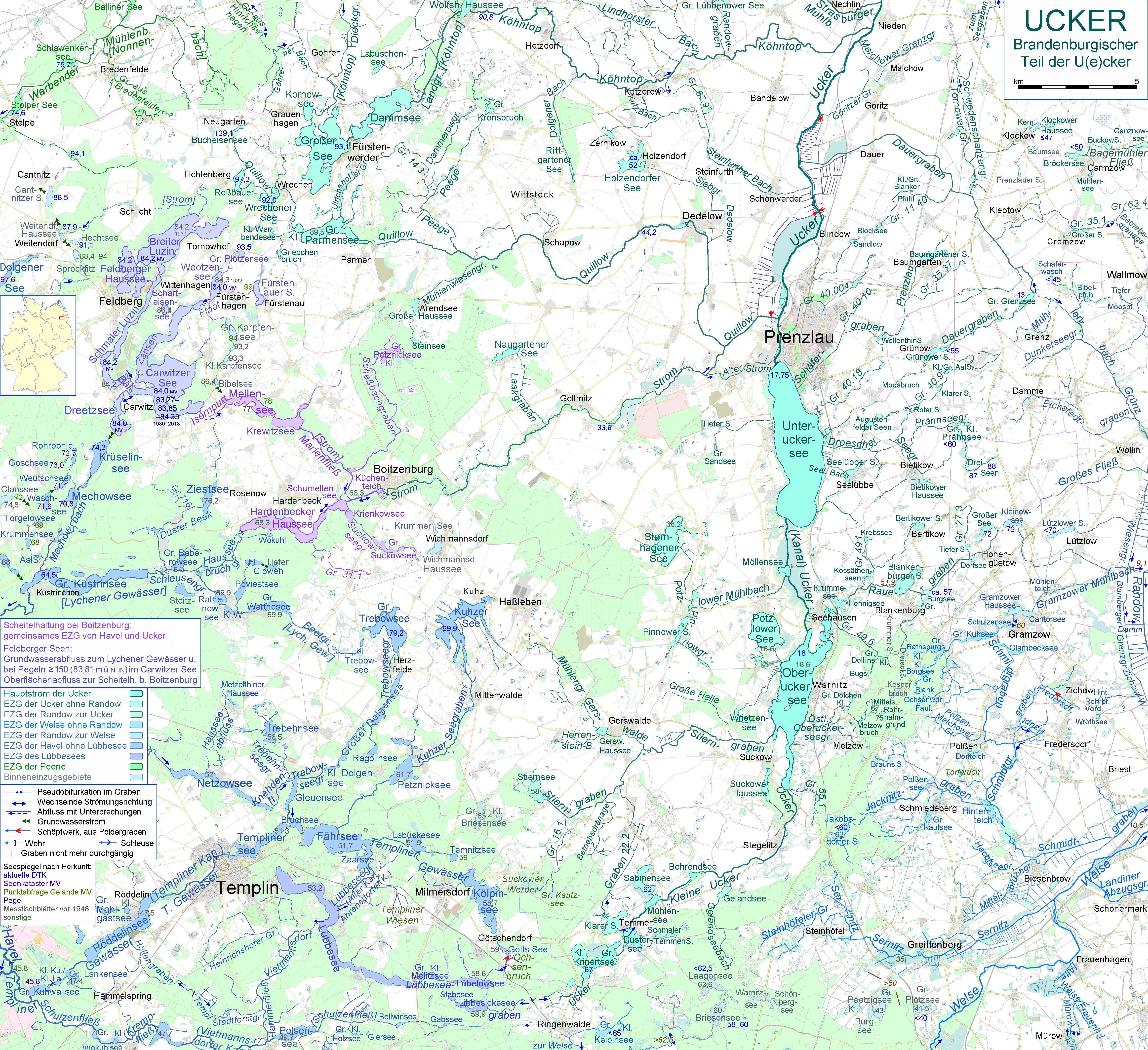
Die Ucker und ihre Zuflüsse von der Quelle bis zum (unvollständig dargestellten) Köhntop.
Lesbare Darstellungsgrößen: 20% (924 × 845 px) – 25% (1155 × 1057 px) – 33% (1540 × 1409 px)

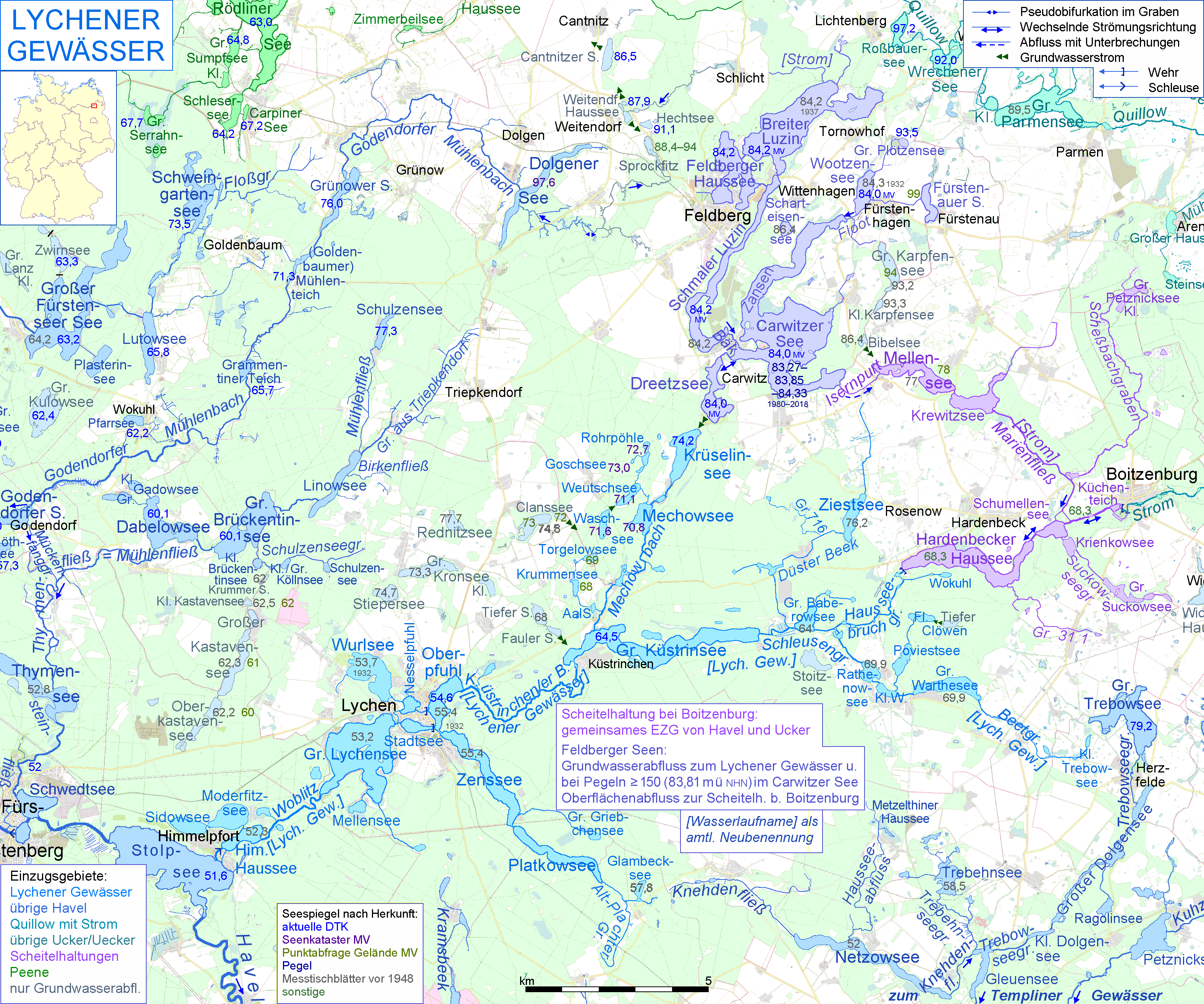
Das Lychener Gewässer (grell blau), abgesehen von einem kleinen eigenen Oerblauf westlicher Abflussweg der Feldberger Seen (lila) und der Scheitelhaltung bei Boitzenburg (pink)

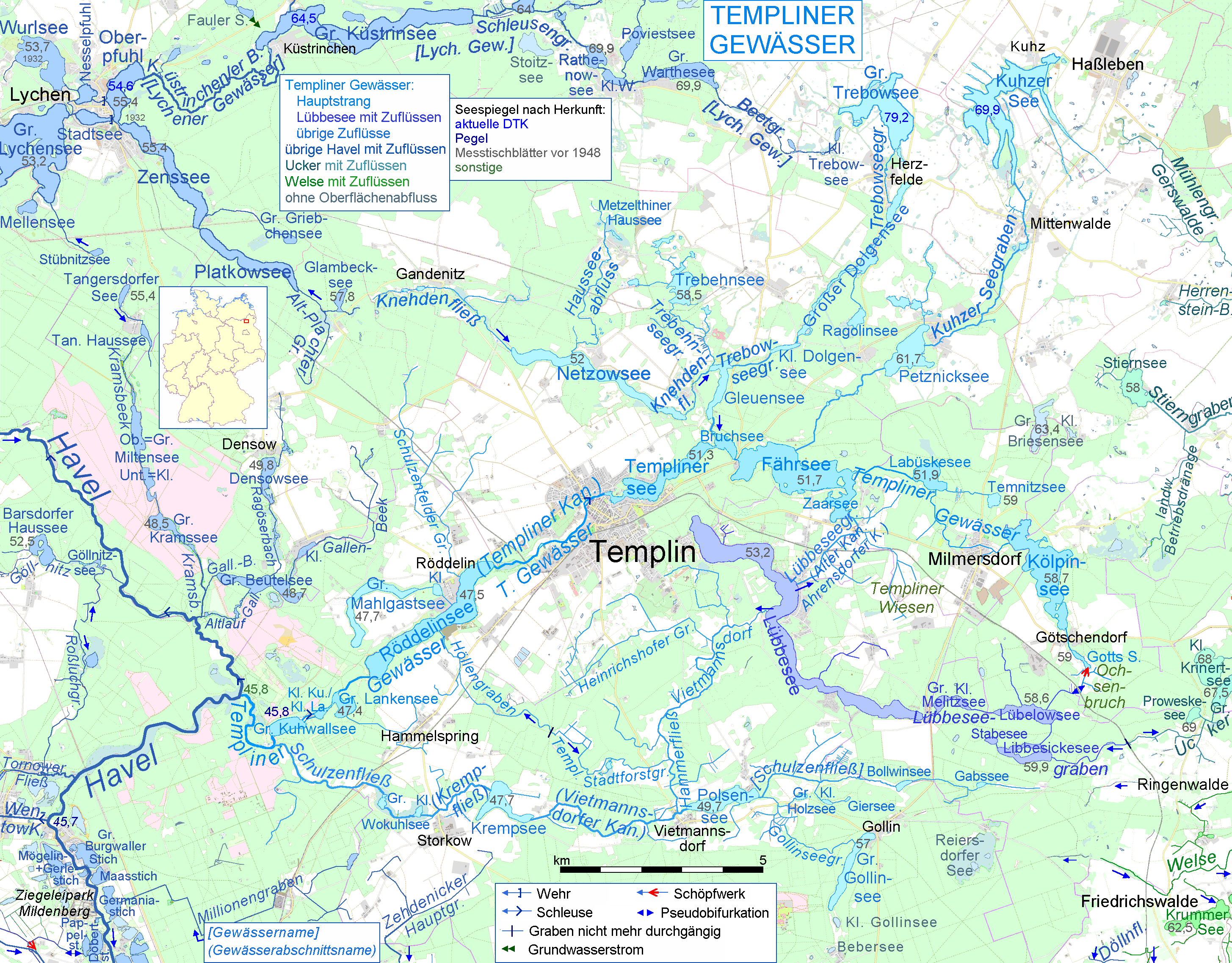
Das Templiner Gewässer leuchtend blau, Lübbesee aber rotstichig (wegen der Gabelung)

## Schutz
Die Uckermärkischen Seen stehen als Europäisches Vogelschutzgebiet unter Schutz, viele seit 1997 im Naturpark Uckermärkische Seen, weitere seit 1990 im Biosphärenreservat Schorfheide-Chorin.

## Auflistung
Gewässer; Gewässersystem; Fläche in ha; Lage zum nächsten bedeutenden Ort; Bemerkung; Koordinaten

### A
- Aalsee; im Verlauf des Prähnseegrabens, verrohrt zum Dreescher Seegraben → Unteruckersee; ??? ha, nördlich von Bietikow, westlich von Dreesch; 53° 17′ 5″ N, 13° 56′ 23″ O
- Aalgastsee; zweiter See im Verlauf des Grabens 55.1 zur Großen Lanke des Oberuckersees; ??? ha, nördlich von Pfingstberg; 53° 8′ 25″ N, 13° 52′ 32″ O
- Aalgastsee; Abfluss in den Jacknitzgraben (zw. Jakobsdorfer See u. Jacknitzsee); ??? ha, im Melzower Forst; 53° 8′ 21″ N, 13° 54′ 18″ O
- Apfelsee; verrohrter Abfluss in den Parsteiner See; ??? ha, südlich von Bölkendorf; 52° 56′ 17″ N, 13° 59′ 55″ O

### B
- Großer Bauernsee; isoliert; ??? ha; Dobberzin, Angermünde
- Kleiner Bauernsee (auch Stegelinsee); isoliert; ??? ha; Dobberzin, Angermünde
- Baumgartener See; Abfluss durch den Schäfergraben Prenzlau zum Unteruckersee; 41 ha; Baumgarten; 53° 21′ 0″ N, 13° 56′ 55″ O

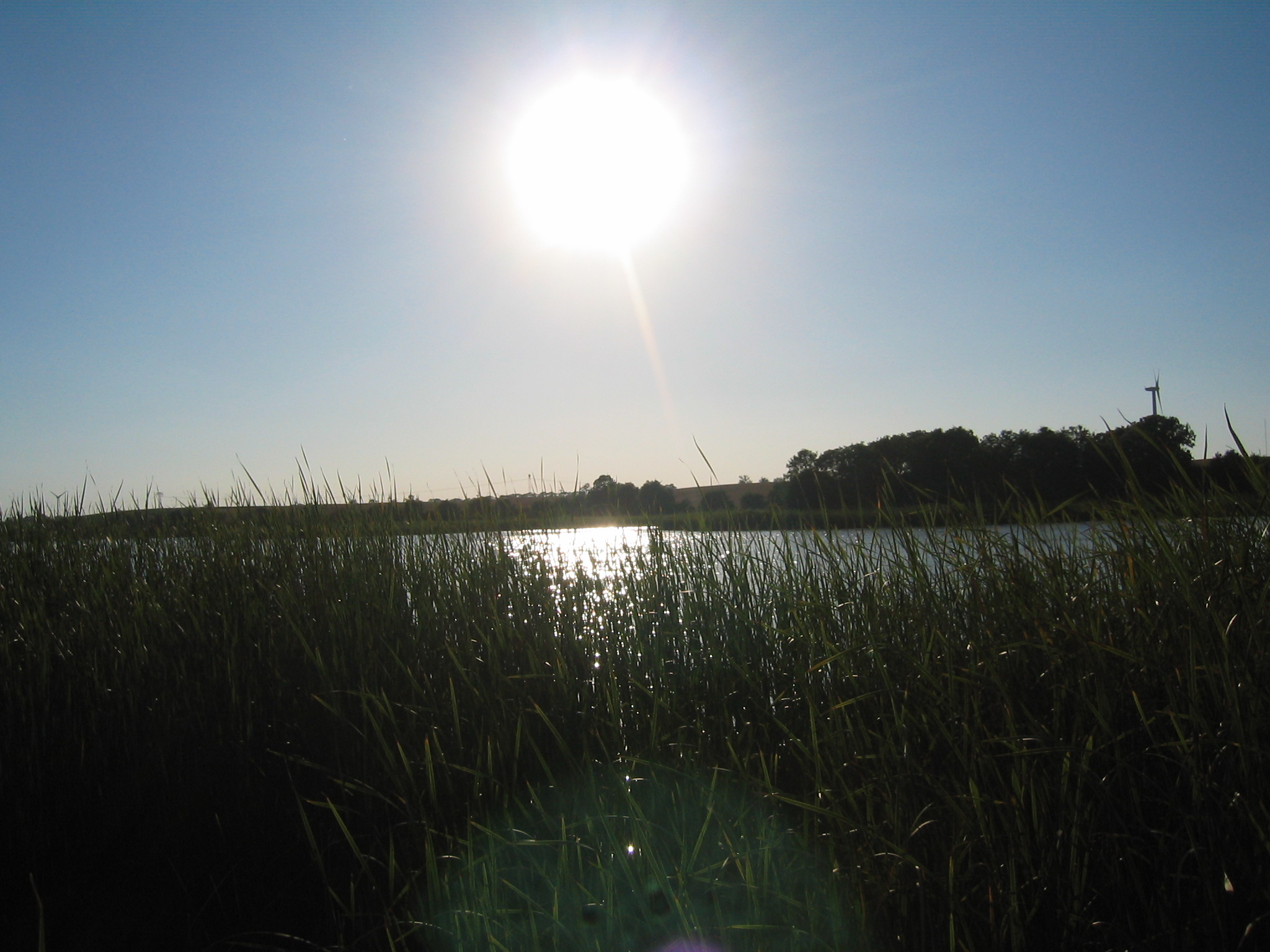
Baumgartener See

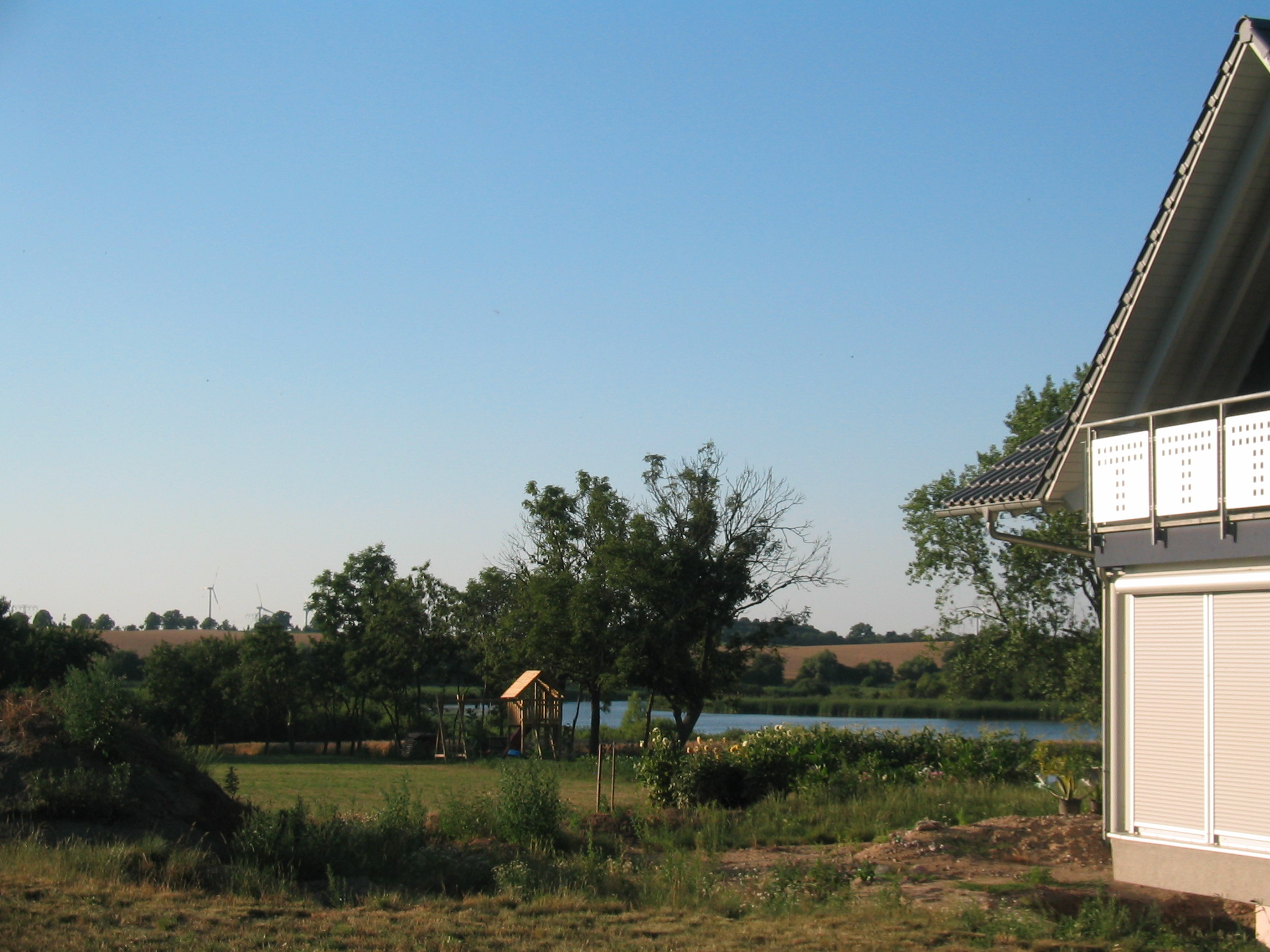
Baumgartener See

- Bebersee (früher Biebersee); isoliert (kein Graben zum Kleinen und zum Großen Gollinsee); 2,1 ha; Groß Dölln
- Behrendsee; im Verlauf der „Kleinen“ Ucker vom Mühlensee zum Oberuckersee; 11,31 ha; südlich von Groß Fredenwalde (nördlich Hessenhagen); 53° 6′ 57″ N, 13° 47′ 54″ O
- Bertikower See; Ablauf in Richtung Kossäthenseen → Rauegraben aus dem kleinen See; 10,5 ha; Bertikow; 53° 14′ 53″ N, 13° 56′ 26″ O
- Blankenburger See; Rauegraben zum Oberuckersee; 52 ha; Blankenburg; 53° 13′ 34″ N, 13° 55′ 52″ O

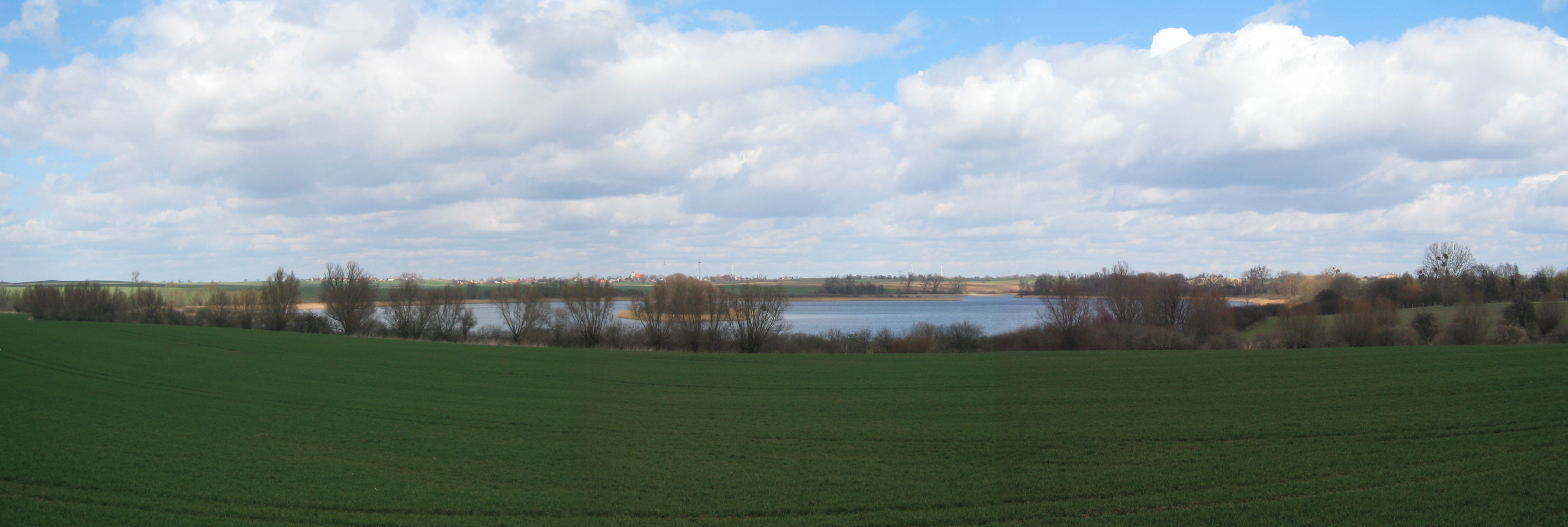
Der Blankenburger See

- Blumberger Mühlenteich; Welsezufluss, Speisung der Blumberger Fischteiche; ??? ha; 53° 2′ 15″ N, 13° 56′ 37″ O

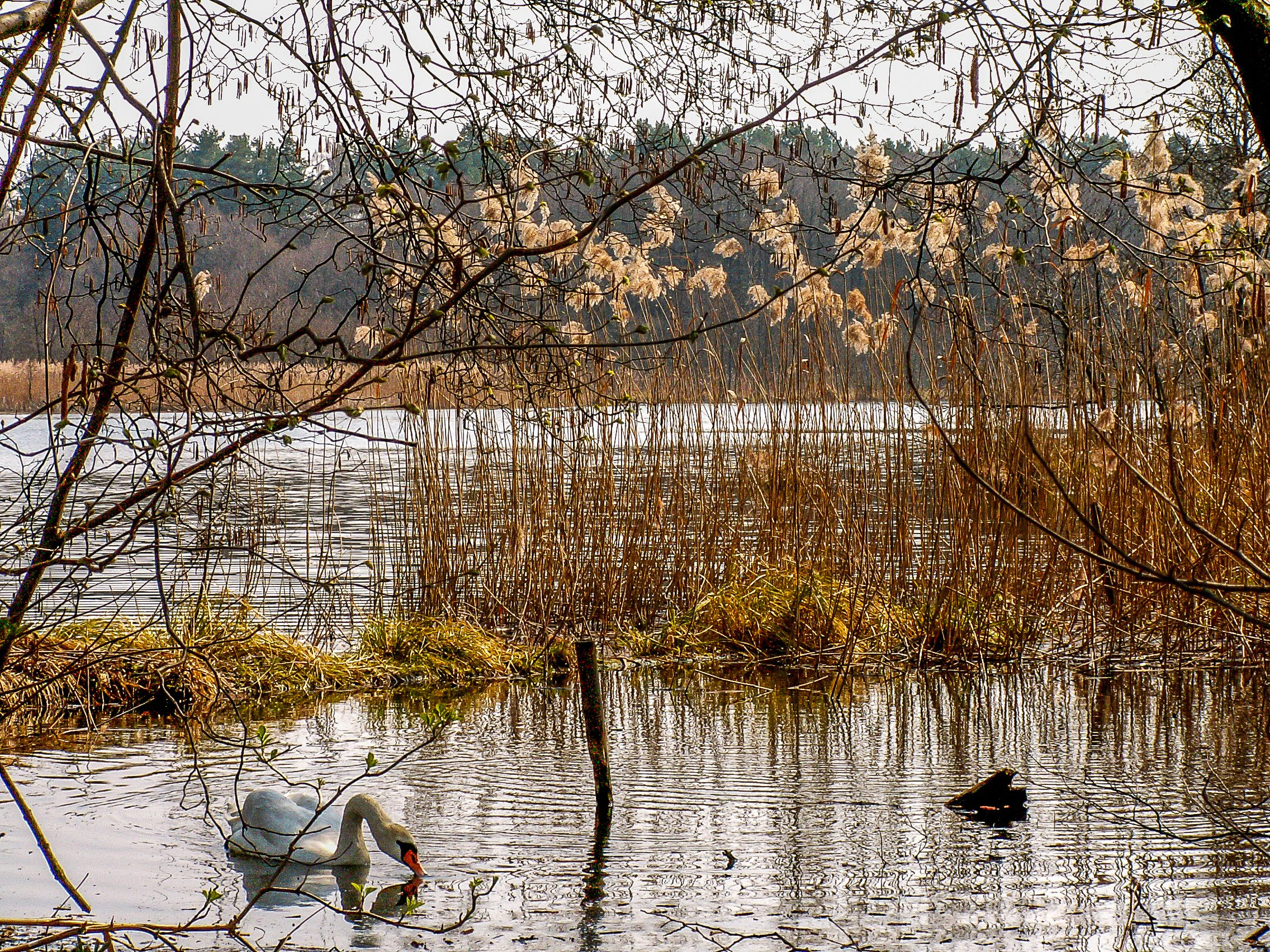
Blumberger Mühlenteich
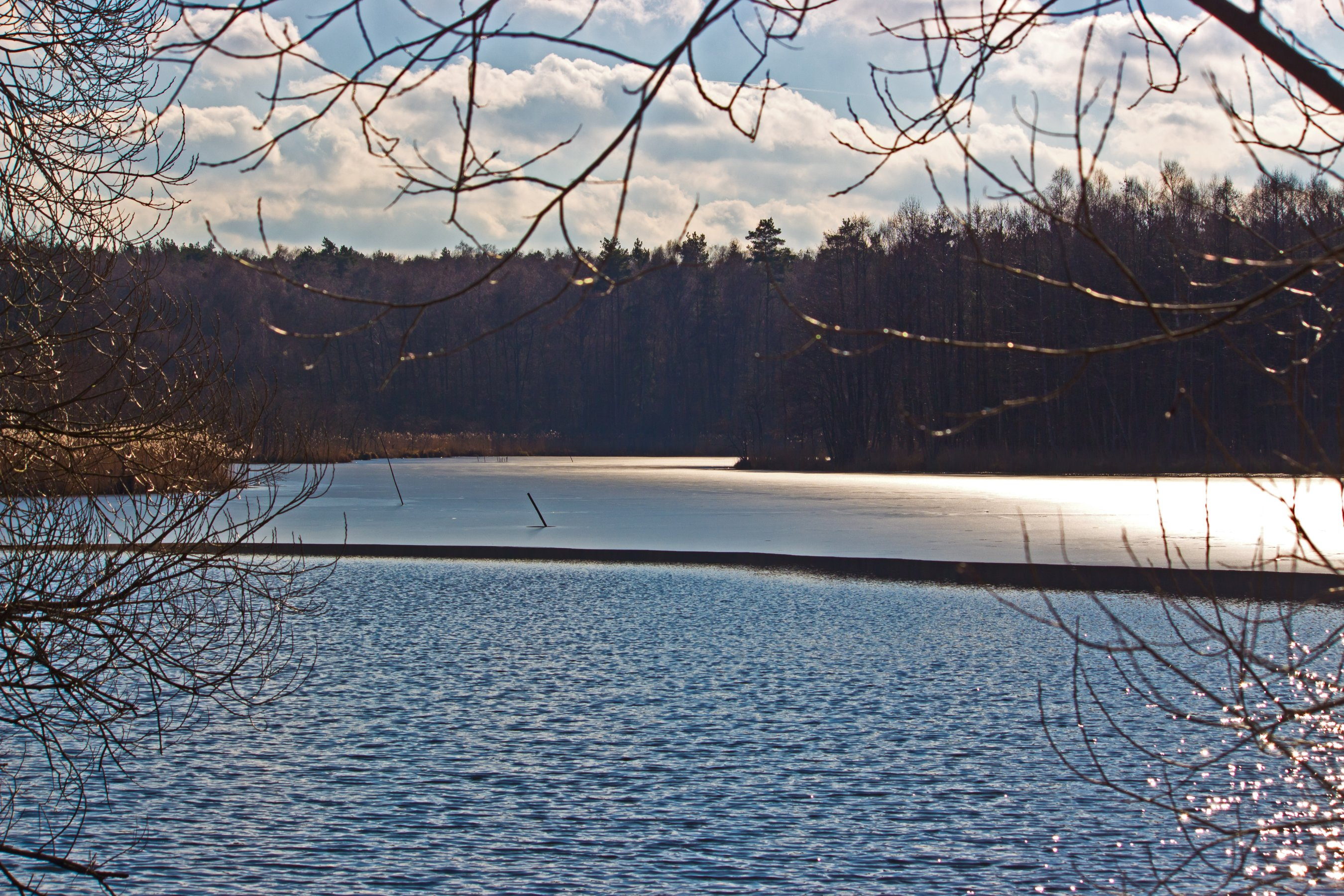
Blumberger Mühlenteich

- Großer Borgsee; Ablauf zum Kleinen Borgsee; ??? ha; östlich der Autobahn 11 im Melzower Forst, ehem. Ferienlager; 53° 11′ 31″ N, 13° 56′ 45″ O
- Kleiner Borgsee; Ablauf durch See u. Feuchtgebiet Düsterbruch zum Oberlauf des Schmidtgrabens; ??? ha; östlich der Autobahn 11 im Melzower Forst; 53° 11′ 42″ N, 13° 56′ 41″ O
- Brauns See; überwiegend verrohrter Abfluss zum Racknitzgrabem → Welse; ??? ha; nordwestlich von Grünheide; 53° 9′ 38″ N, 13° 54′ 53″ O
- Großer Briesensee; isoliert; ??? ha; Briesen, nördlich Milmersdorf
- Briesensee; Binneneinzugsgebiet; 62,1 ha; östlich von Poratz, östlich von Temmen-Ringenwalde
- Brökersee; Bagemühler Fließ (→ Buckowsee) → Randow zur Uecker; ??? ha; Carmzow, südwestlich von Brüssow
- Bruchsee; isoliert; 1 ha; Voßberg (bei Stegelitz)
- Brüssower See; Verbindung zum Ganznowsee; 34,6 ha; Brüssow; 53° 24′ 24″ N, 14° 6′ 43″ O
- Buckower See; isoliert; 6,3 ha; Naturschutzgebiet Grumsiner Forst/Redernswalde; 52° 59′ 46″ N, 13° 53′ 5″ O

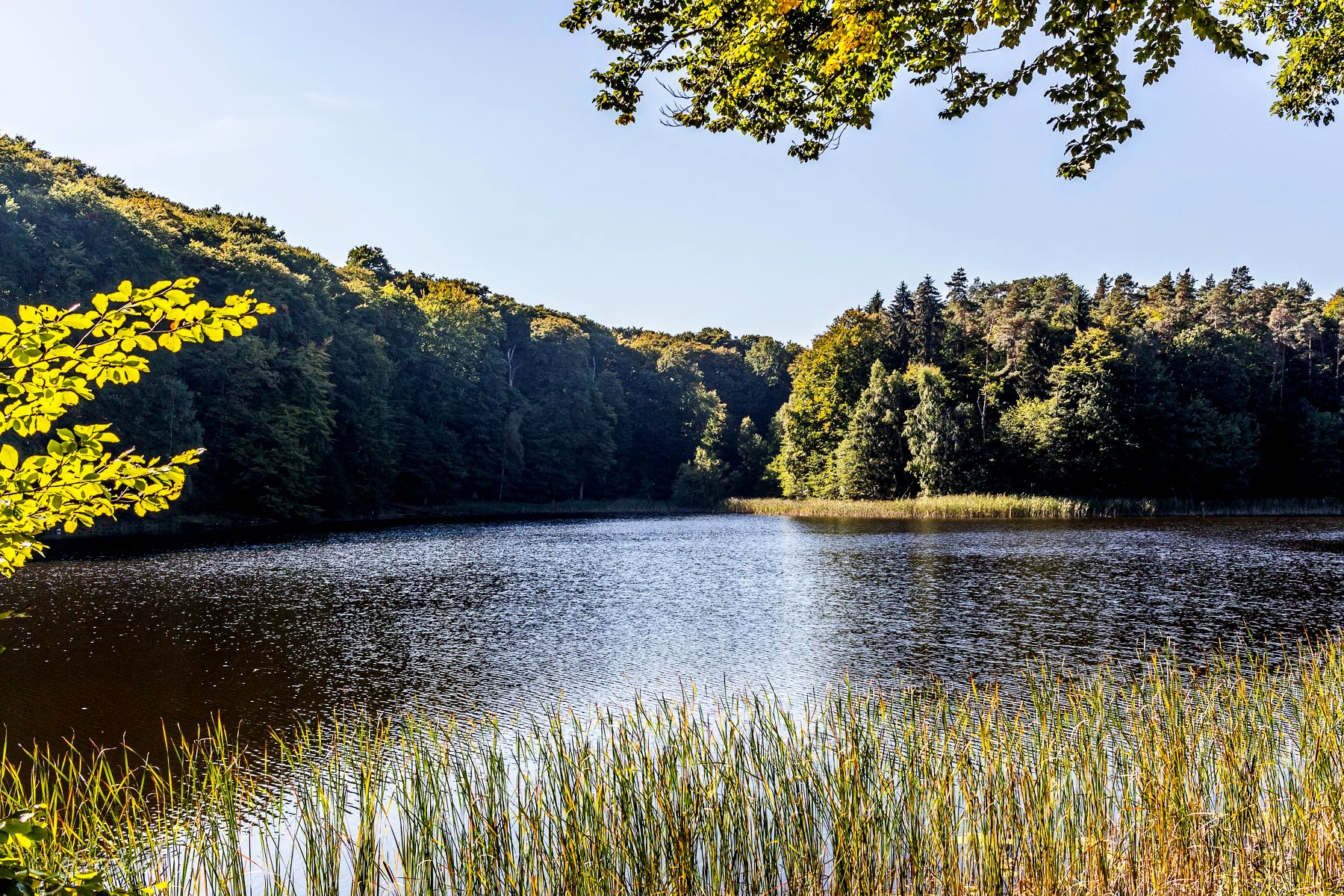
Der Buckowsee im Grumsin

- Buckowsee; Bagemühler Fließ (→ Ganznowsee) → Randow zur Uecker; ??? ha; Carmzow, südwestlich von Brüssow
- Bugsee; Verbindung zum Großen Dollinsee; 2,5 ha; nördlich von Melzow; 53° 11′ 35″ N, 13° 54′ 35″ O
- Großer Burgsee; Abfluss in den Rauegraben zum Blankenburger See → Krummesee → Oberuckersee; 2,09 ha; Blankenburg; 53° 13′ 12″ N, 13° 56′ 40″ O

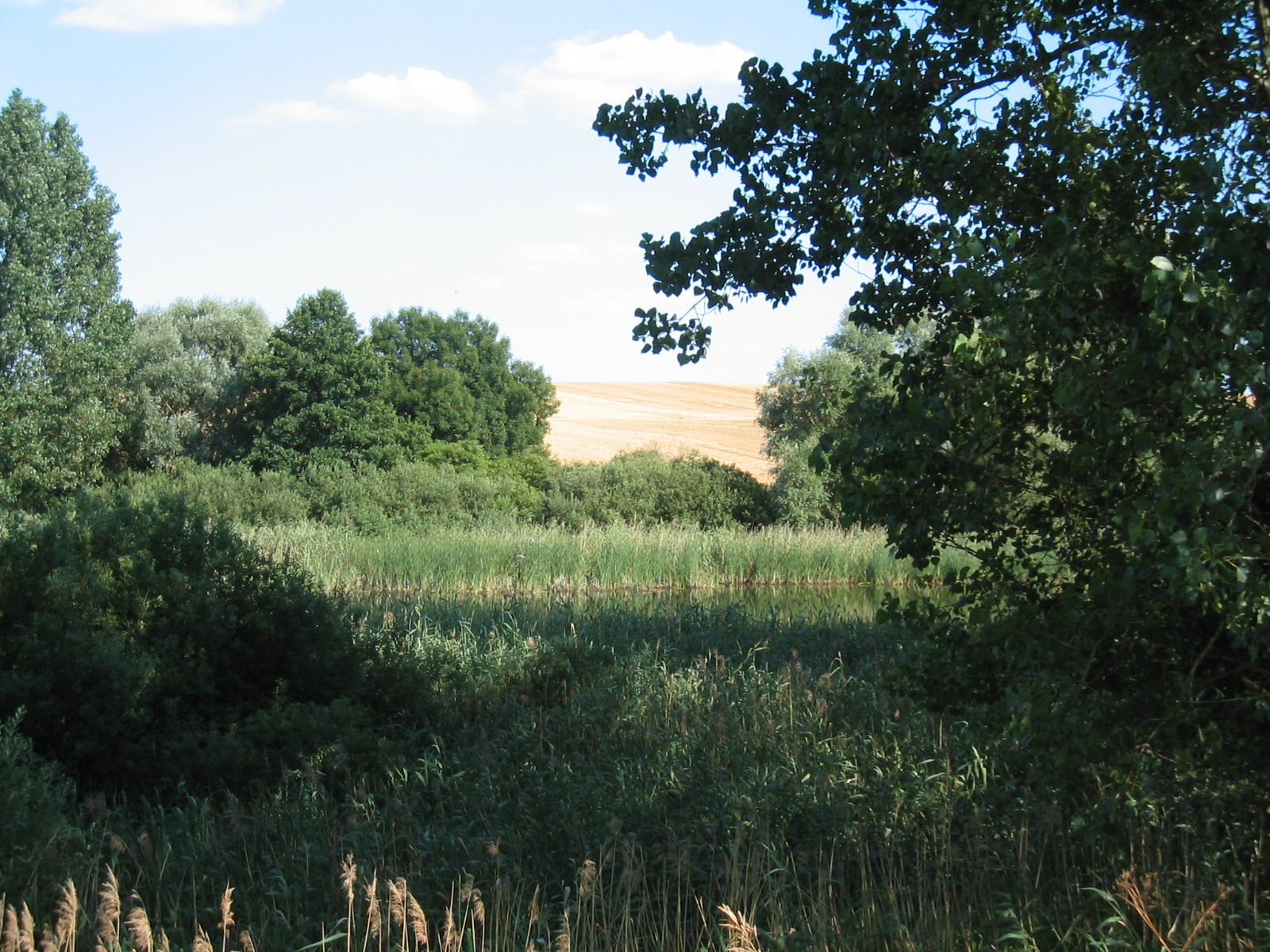
Der Burgsee in Blankenburg

- Kleiner Burgsee; im Verlauf des Rauegrabens, dessen nächster Abschnitt überwiegend verrohrt zum Blankenburger See; 1,02 ha; Blankenburg; 53° 13′ 22″ N, 13° 56′ 49″ O

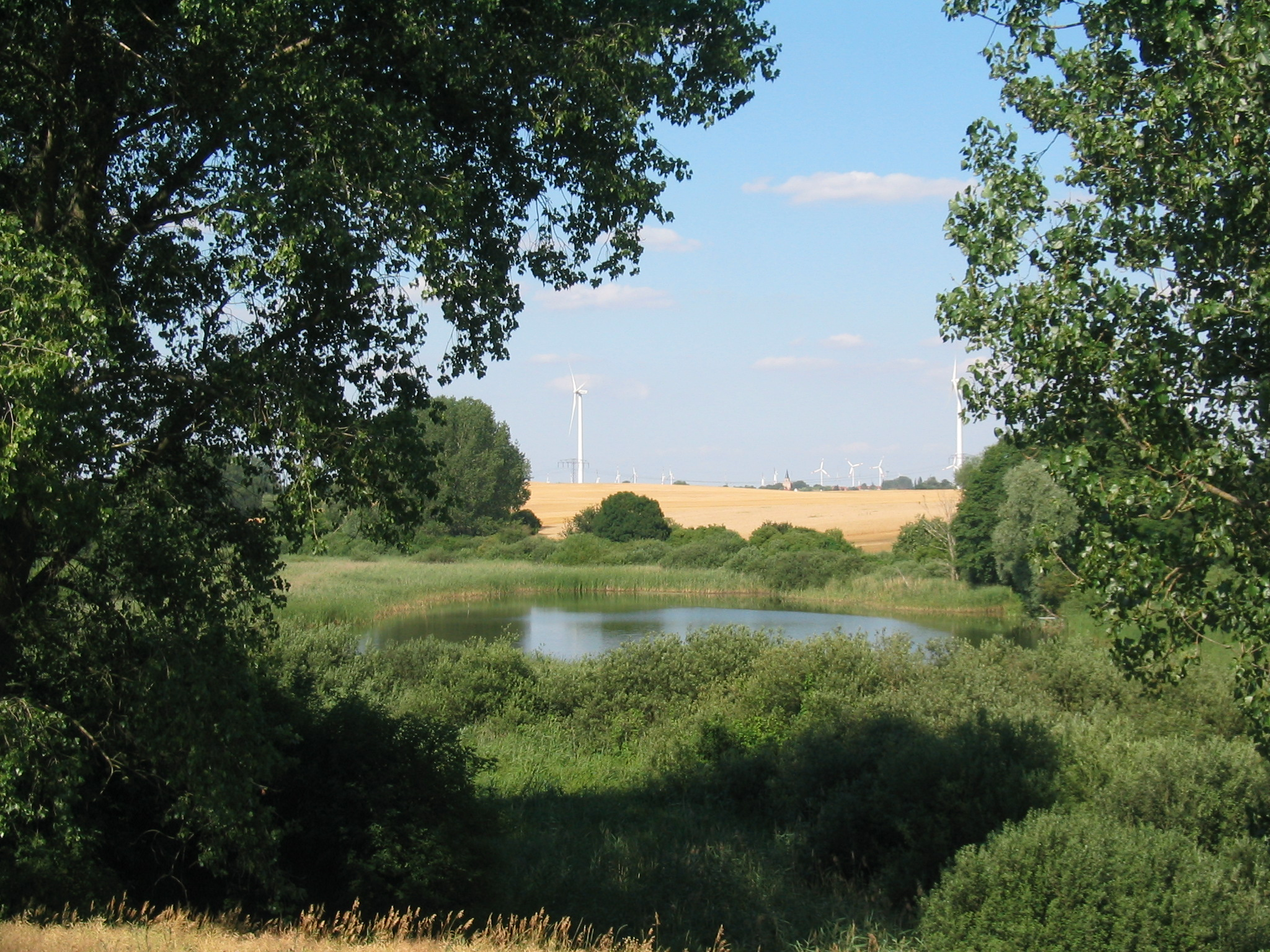
Der Kleine Burgsee in Blankenburg

- Burgsee; direkte Verbindung zum Großen Peetzigsee; ??? ha; südlich von Peetzig
- Büttbruch; isoliert; ??? ha; Haßleben; 53° 12′ 47″ N, 13° 42′ 7″ O

### C
- Clanssee; isoliert; ??? ha; Beenz (bei Lychen)

### D
- Dammsee; im Verlauf des Köhntop, Zufluss aus dem Großen See bei Fürstenwerder, Abfluss durch den Flussabschnitt „Landgraben“ zum Wolfshagener Haussee; 199 ha; Fürstenwerder; 53° 24′ 16″ N, 13° 36′ 0″ O

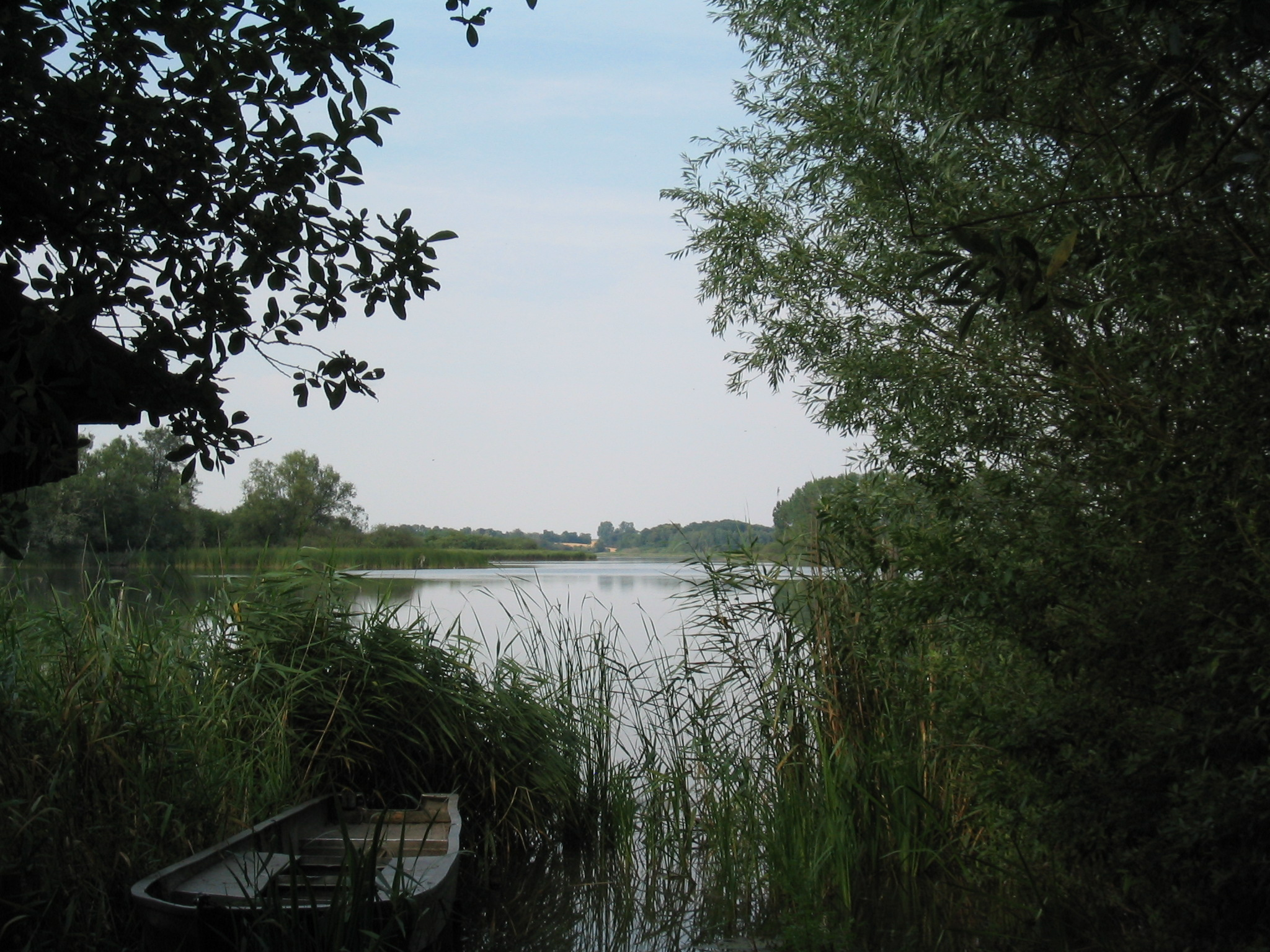
Der Dammsee in Fürstenwerder

- Densenpfuhl; Abfluss durch den Densengraben in die Alte Oder; ??? ha; bei Schöneberg
- Dobberziner See; im Verlauf des Dievenitzgrabens, durch den Mündesee zur Welse; ??? ha; östlich von Angermünde; 53° 0′ 35″ N, 14° 2′ 36″ O
- Großer Dolchen; Abfluss durch den Kleinen Dolchen zum Östlichen Oberuckerseegraben; ??? ha; Melzow; 53° 10′ 58″ N, 13° 53′ 54″ O

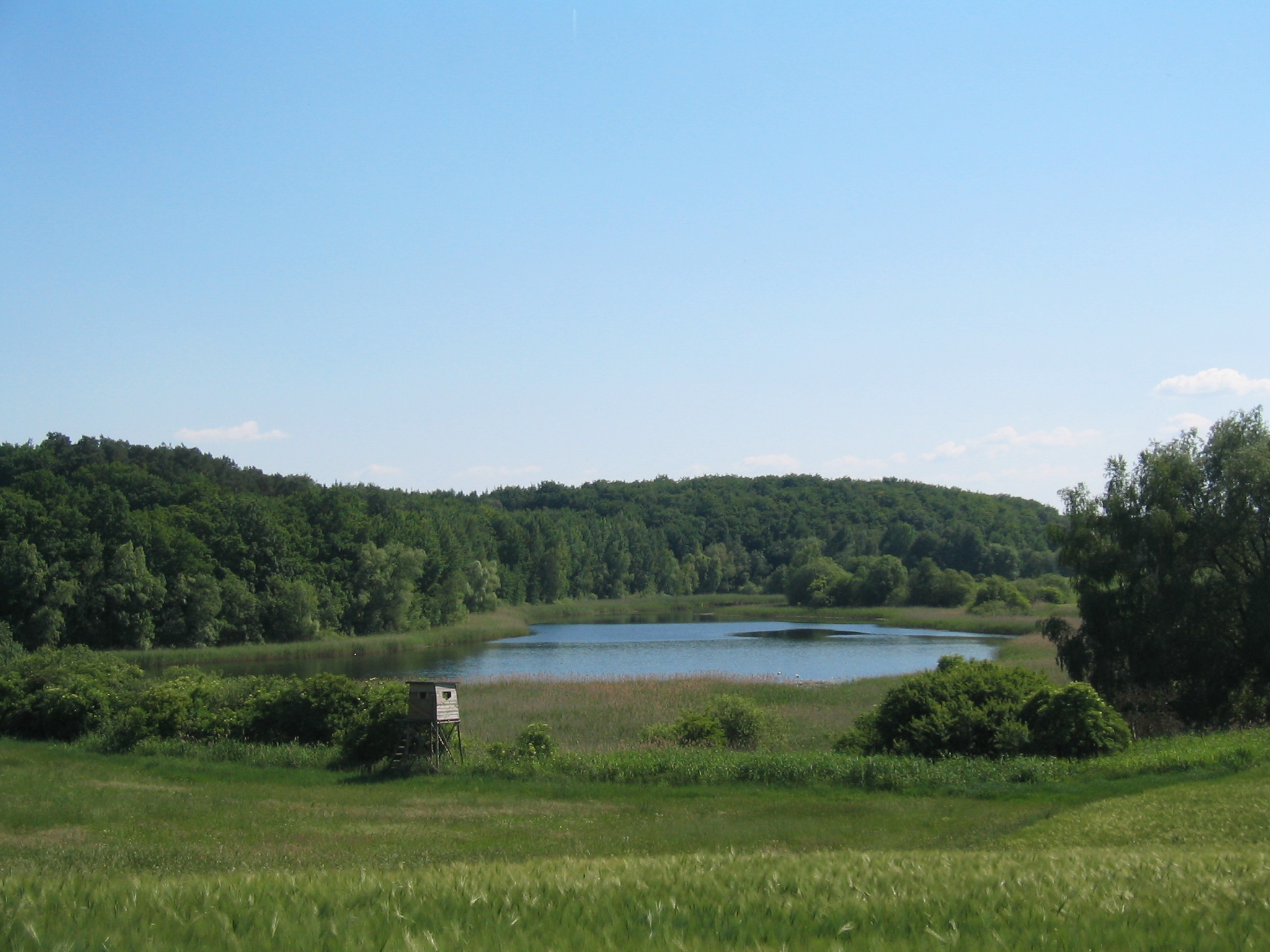
Der Dolgen bei Melzow

- Kleiner Dolchen; Abflussweg mündet im Höllengrund in den Östlichen Oberuckerseegraben (siehe Messtischbll.); ??? ha; nördlich von Melzow, in der Nähe vom Trumpf; 53° 10′ 43″ N, 13° 53′ 36″ O
- Dolgensee (Die DTK unterscheidet hier nur zwischen dem sehr langen Großen Dolgensee und dem Kleinen Dolgensee); ??? ha; östlich Klosterwalde (Mittenwalde)
- Großer Dolgensee; im Verlauf des Trebowseegrabens zum Templiner Gewässer; ??? ha; bei Herzfelde (Mittenwalde)
- Kleiner Dolgensee; im Verlauf des Trebowseegrabens zum Templiner Gewässer; (Klosterwalder Mühle) zum Gleuensee; ??? ha; südlich Klosterwalde (Mittenwalde)
- Großer Dollinsee; Abfluss durch den Graben 49.6 in den Oberuckersee; ??? ha; Melzow; 53° 11′ 52″ N, 13° 54′ 45″ O
- Kleiner Dollinsee; Abfluss durch den Graben 49.6 in den Oberuckersee; 2 ha; Melzow; 53° 11′ 55″ N, 13° 55′ 5″ O
- Dorfsee; Abfluss durch den Rauegraben zum Oberuckersee; ??? ha; Hohengüstow; 53° 14′ 10″ N, 13° 58′ 32″ O
- Dovinsee; im Verlauf des Joachimsthaler Hauptgrabens zw. Grimnitzsee u. Welse; ??? ha; nordöstlich von Joachimsthal

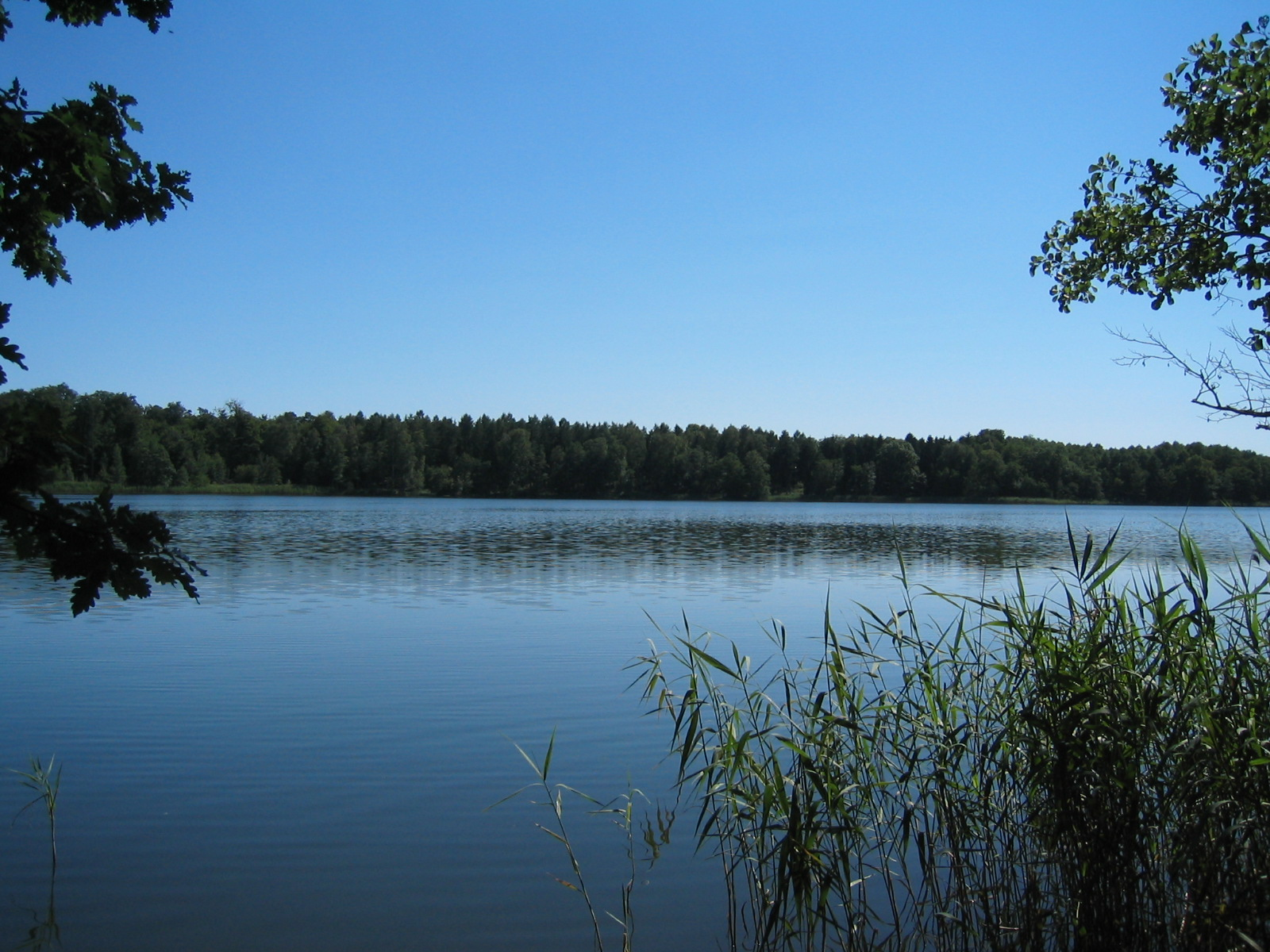
Dovinsee in der Nähe von Joachimsthal

- Dreiecksee; isoliert; ??? ha; südlich von Blankenburg; 53° 12′ 0″ N, 13° 55′ 57″ O
- Dunkersee; im Verlauf des Mühlenbachs Grünz zur Randow zur Welse; ??? ha; nördlich von Eickstedt
- Dunkle Hölzer (2 Seen); miteinander verbunden, Ablauf zum Seehauser Bach, einem Entwässerungsgraben zum Unteruckersee; 1,94 ha; nördlich von Seehausen; 53° 14′ 20″ N, 13° 52′ 24″ O
- Düstersee; im Verlauf der Ucker mit Abzweig zum Klaren See; 13 ha; Temmen

### E
- Entengrützsee; isoliert; 1,5 ha; Melzow; 53° 10′ 27″ N, 13° 53′ 48″ O

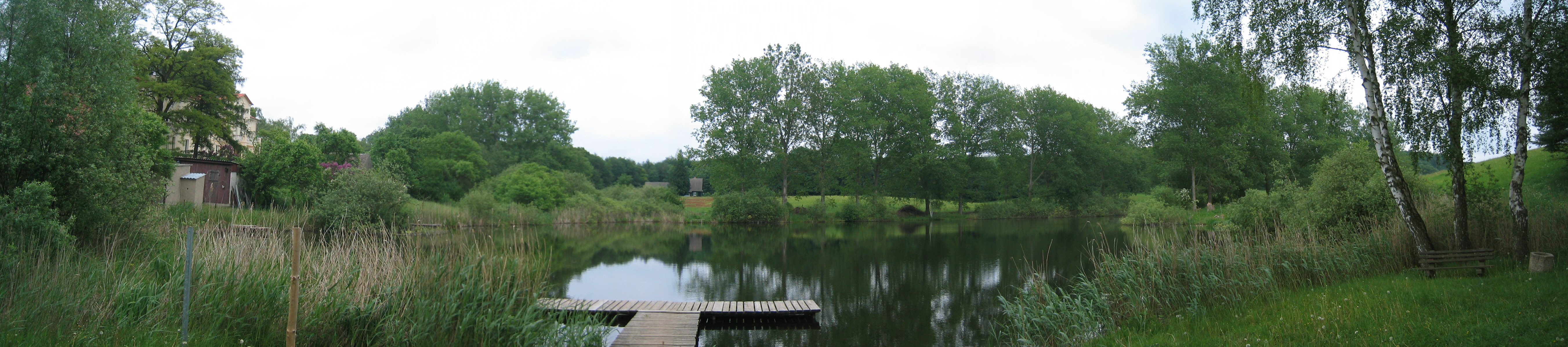
Der Entengrützsee in Melzow

### F
- Fährsee; Templiner Gewässer; 220 ha; Templin
- Fauler See; wohl einer von mehreren abflusslosen Seen; ??? ha; Gut Peetzig bei Angermünde
- Fauler See; Graben 39.11 teilweise verrohrt zum Potzlower Mühlbach → Möllensee der Ucker; 1,2 ha; zw. Sternhagen und Potzlow; 53° 13′ 41″ N, 13° 49′ 0″ O
- Felchowsee; Abfluss durch den Landiner Abzugsgraben zur Welse; 140 ha; Pinnow (Niederlandiner Heide)

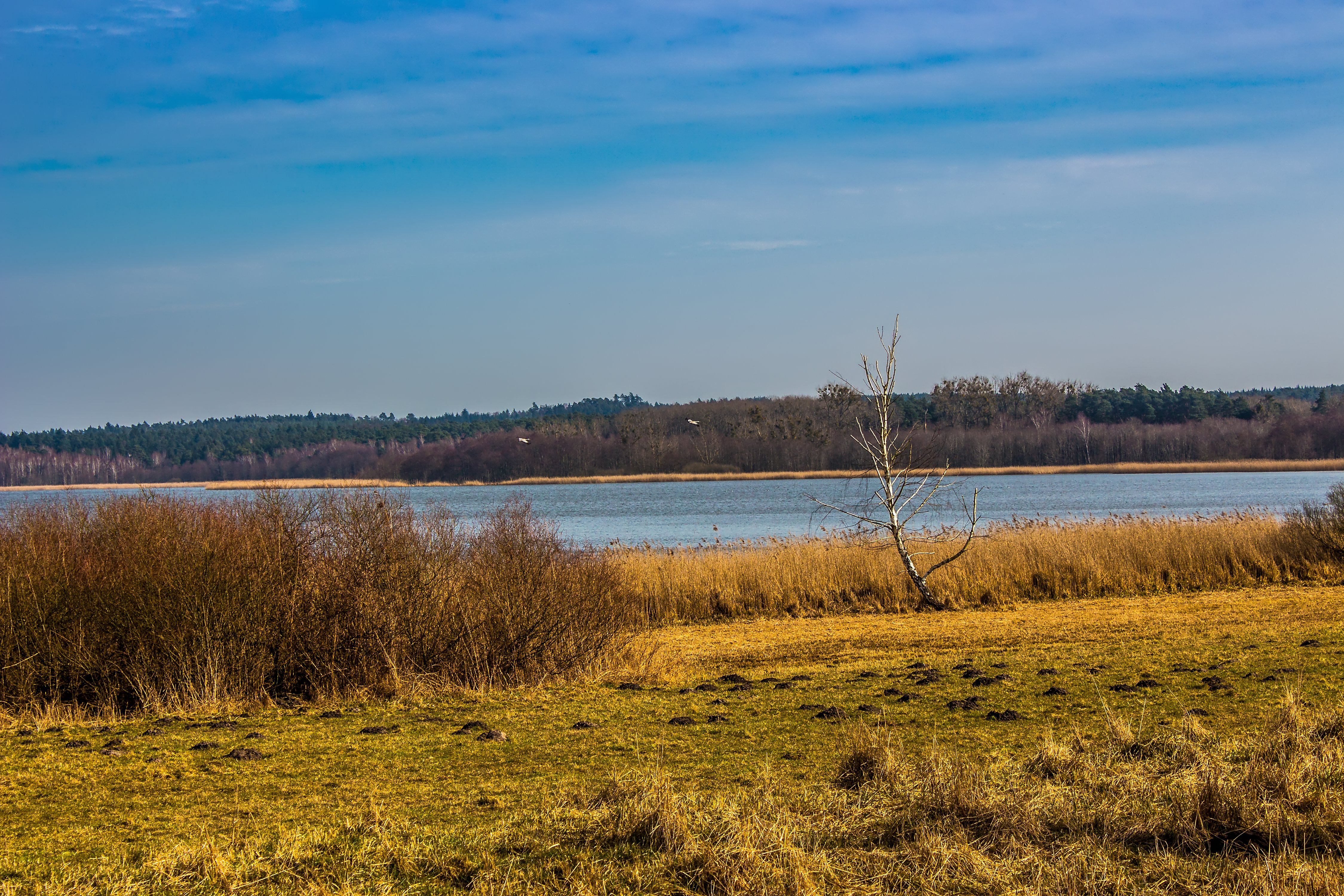
Felchowsee

- Fischteiche Blumberger Mühle; geregelter Abfluss in die Welse; 240 ha; 21 Teiche, südlich von Görlsdorf, Blumberger Mühle bei Angermünde; 53° 2′ 27″ N, 13° 56′ 54″ O

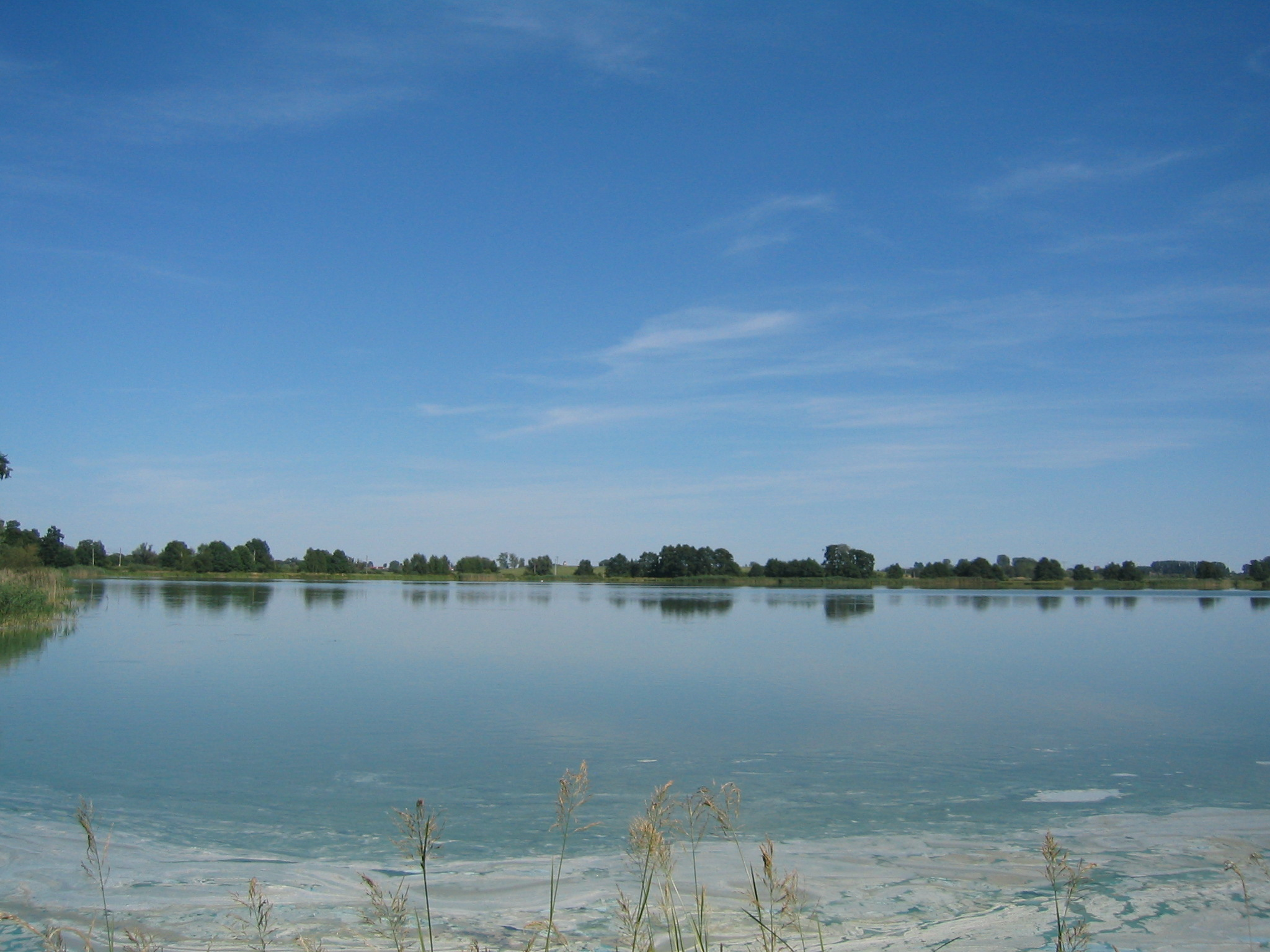
Einer der Fischteiche
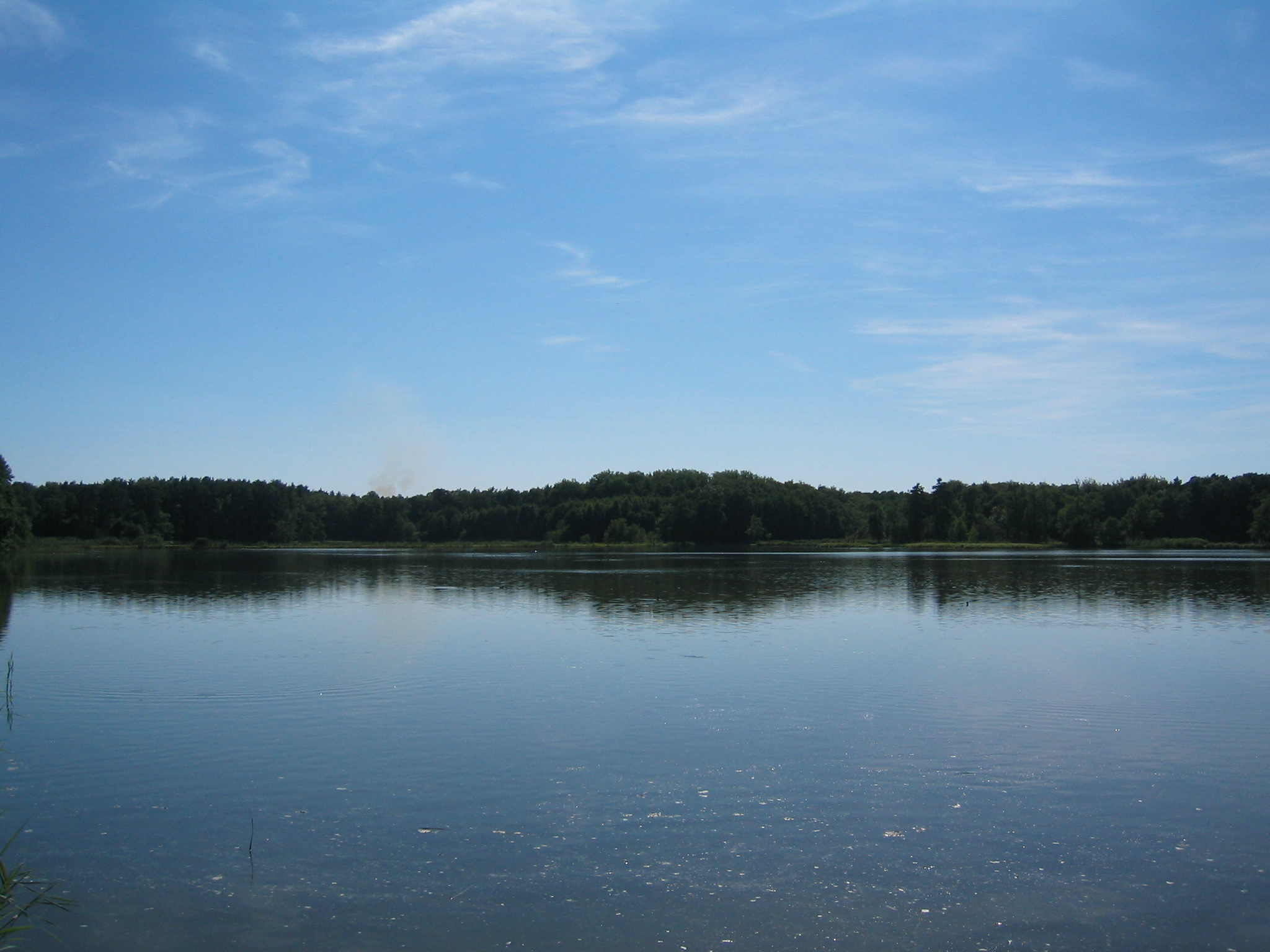
Einer der Fischteiche
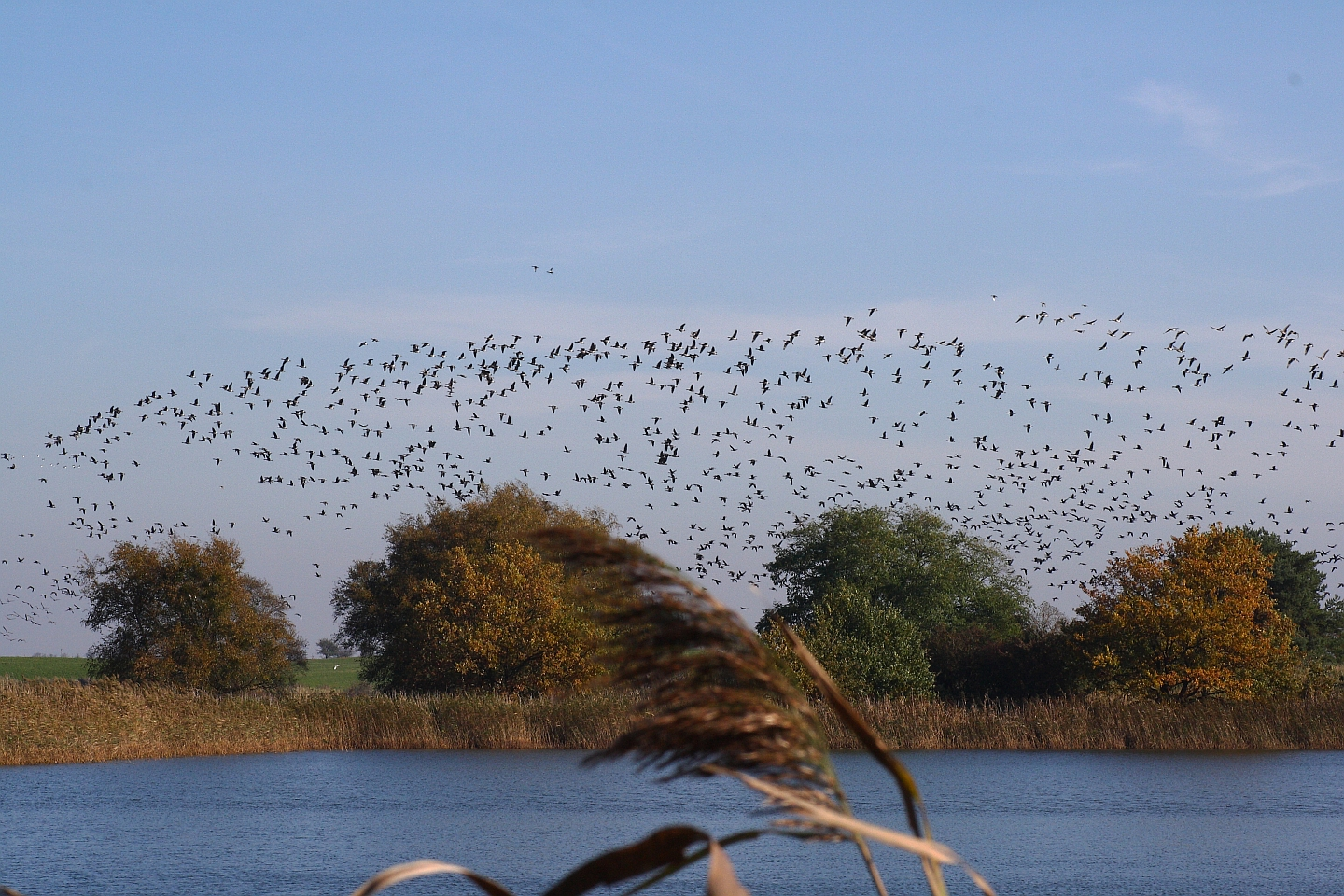
Blumberger Fischteiche

- Flocksee; im Verlauf des Schmollner Grabens, Abfluss zur Randow zur Uecker; 5,51 ha; zw. Schwaneberg und Schmolln

### G
- Ganznowsee; im Verlauf des Bagemühler Fließes zu Randow zur Uecker; 14,7 ha; Carmzow, südwestlich von Brüssow
- Gelandsee; Gelandseebach zur „Kleinen“ Ucker zum Oberuckersee, Flieth-Stegelitz; 53° 6′ 37″ N, 13° 49′ 10″ O

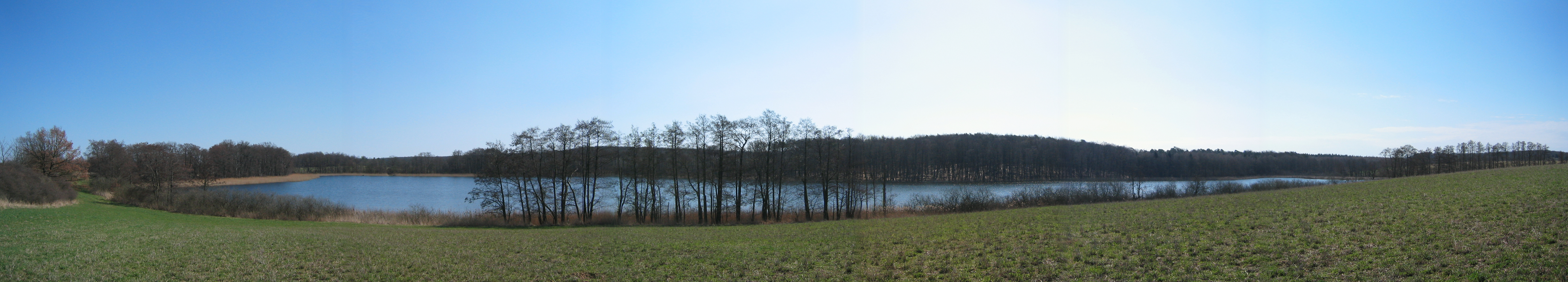
Gelandsee bei Hessenhagen

- Glambeck See; Abfluss in den Altplachter Graben → durch Platkowsee und Zenssee zum Lychner Gewässer; 10,10; bei Alt Placht nordwestlich von Templin
- Glambecksee; im Oberlauf des Schmidtgrabens Zufluss aus dem Großen Kuhsee und auf den nächsten 1,7 km überwiegend verrohrter Abfluss zur Welse; ??? ha; südlich von Gramzow; 53° 12′ 0″ N, 13° 59′ 58″ O
- Glambecker See; im Verlauf der Welse; ??? ha; westlich von Glambeck

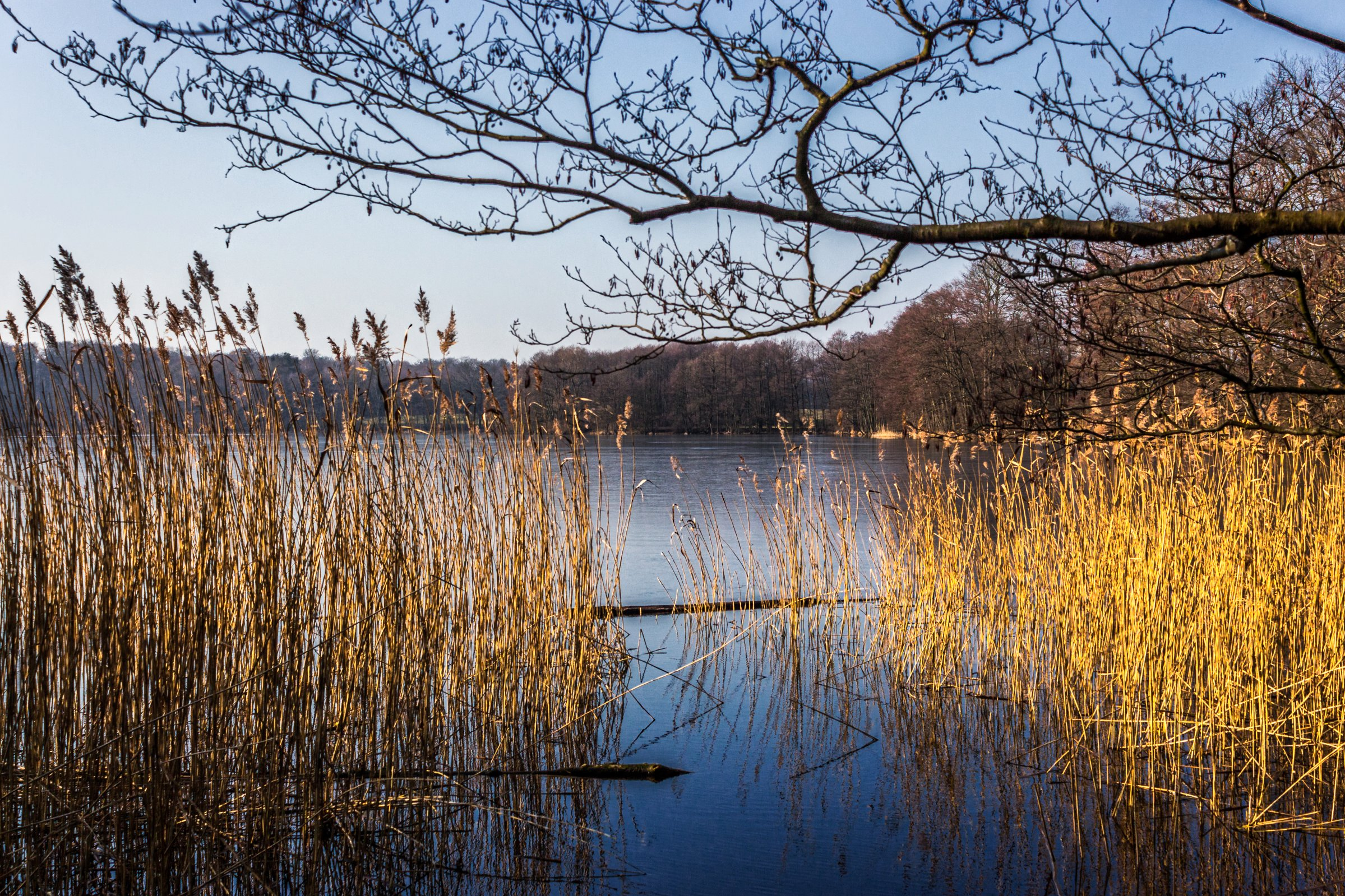
Glambecker See

- Gleuensee; unterster See im Verlauf des Trebowseegrabens zum Templiner Gewässer; ??? ha; nördlich von Templin
- Gramzowsee; im Verlauf des teilw. verrohrten Grabens 40.18 zum Unteruckersee; ??? ha; westlich von Alexanderhof; 53° 17′ 52″ N, 13° 53′ 45″ O
- Großer Gollinsee; Gollinseegraben zum Bollwinfließ (Oberlauf des Schulzenfließes) → Templiner Gewässer; ??? ha; Gollin; Bollwinwiesen
- Kleiner Gollinsee; gemeinsames Feuchtgebiet mit Großem Gollinsee; 4,0 ha, bei Gollin (Bebersee)
- Großer See bei Fürstenwerder; im Verlauf des Köhntop Zufluss aus dem Kornowsee und Abfluss in den Dammsee; 260 ha; Zufluss fast genauso groß wie Abfluss, keine Verbindung um Grundwasser, eutropher Klarwassersee
- Großer See bei Hohengüstow; 30 m unkartierter Graben zum Jahnkes See → Rauegraben → Blankenburger See → Oberuckersee; ??? ha; 53° 14′ 51″ N, 13° 59′ 2″ O

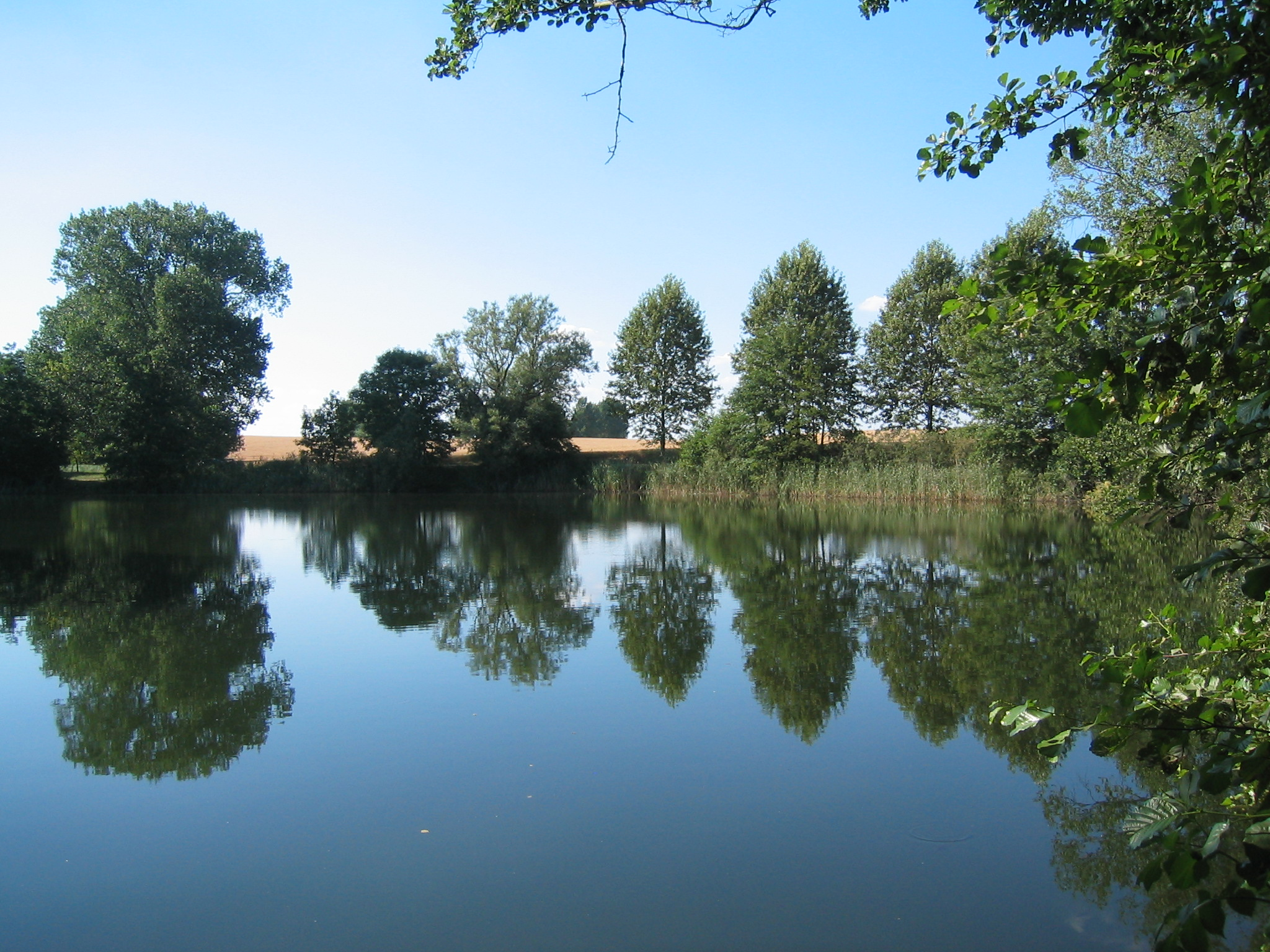
Großer See bei Hohengüstow

- Großer Grumsinsee; Grumsinseegraben zur Welse; 60 ha; Grumsin
- Kleiner Grumsinsee; Abfluss in den Grumsinseegraben oberhalb des Großen Grumsinsees; ??? ha; Grumsin
- Grünower See; Dauergraben zur Ucker; ??? ha; Grünow; 53° 18′ 43″ N, 13° 56′ 48″ O

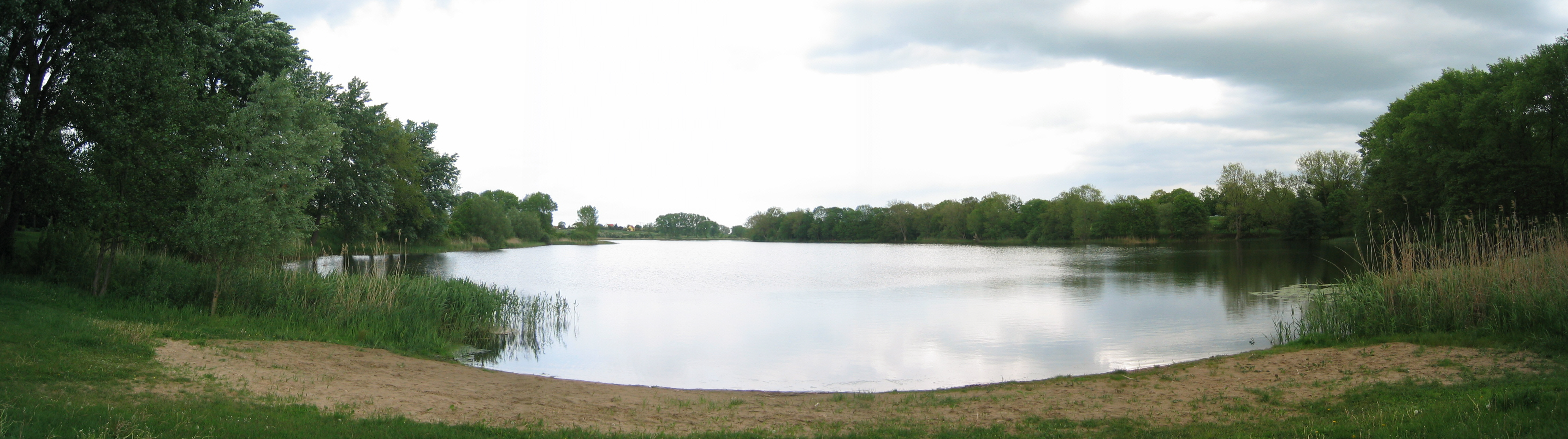
Grünower See

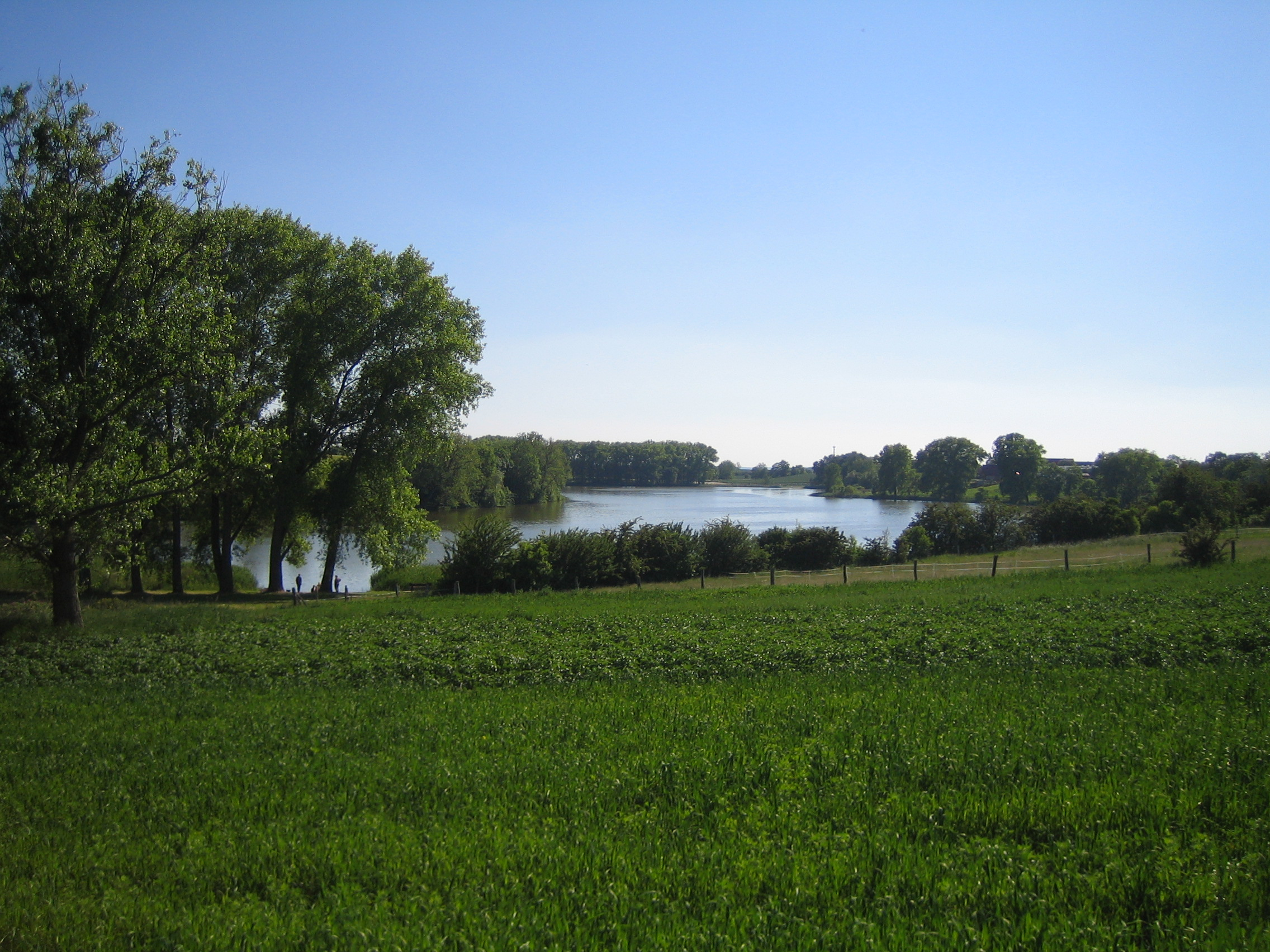
Grünower See

### H

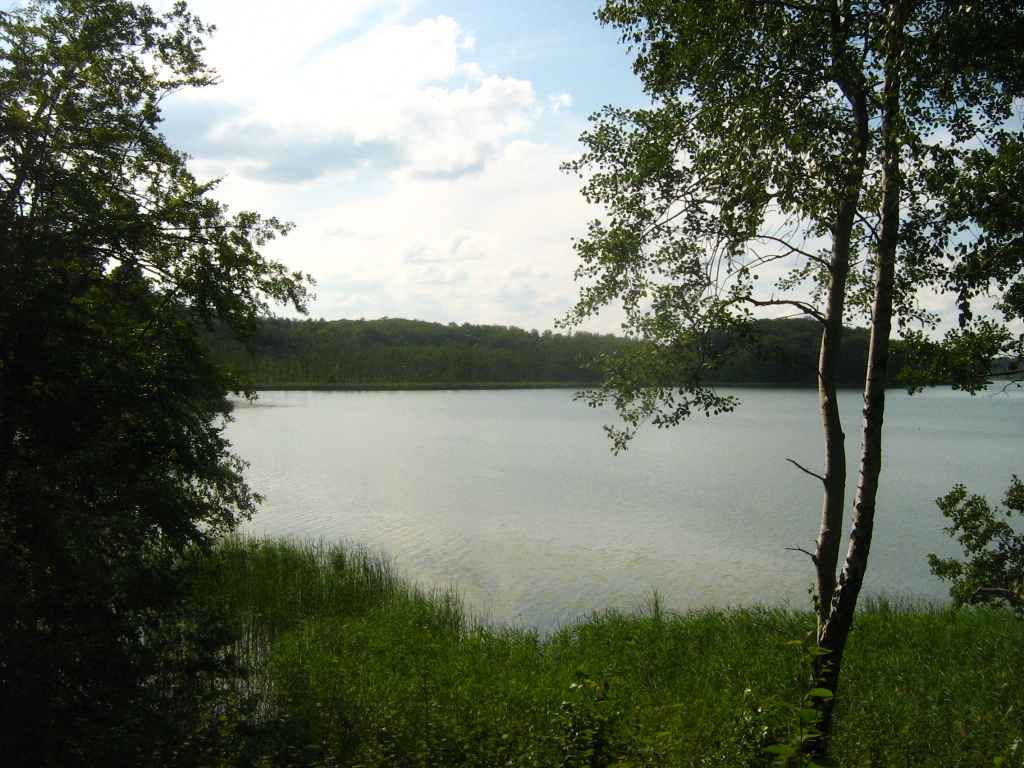
Hardenbecker Haussee

- Haussee; Abfluss durch den Mühlenwiesengraben zur Quillow; ??? ha; Arendsee, Nordwestuckermark; 53° 20′ 1″ N, 13° 37′ 22″ O
- Haussee; Abfluss durch den Dreescher Seeegraben zum Unteruckersee; ??? ha; Bietikow, Uckerfelde; 53° 15′ 54″ N, 13° 56′ 36″ O

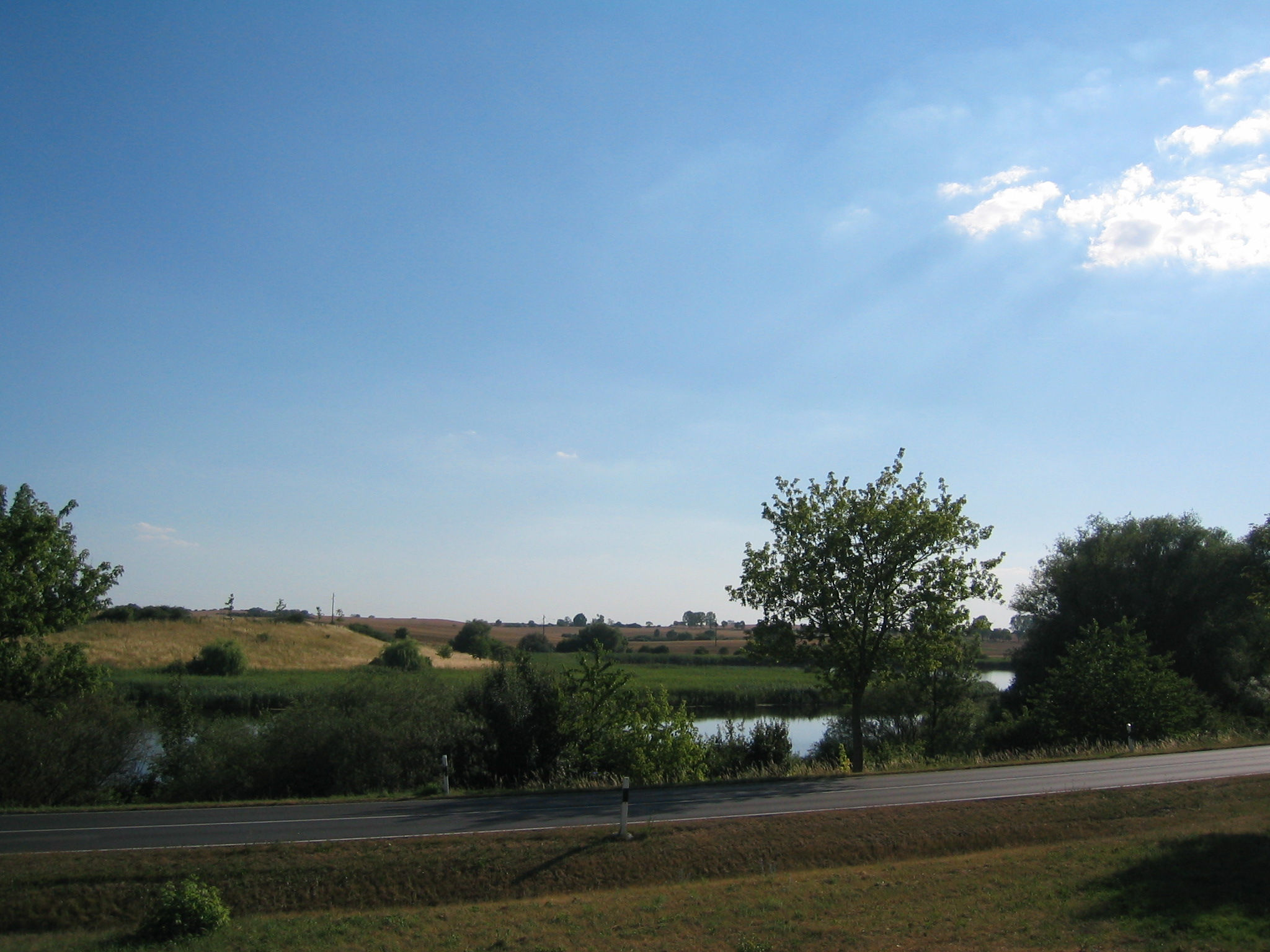
Haussee in Bietikow

- Gerswalder Haussee; Abfluss durch den Mühlengraben Gerswalde zum Stierngraben; 14,62 ha; am Ufer mit Wasserburg; 53° 10′ 13″ N, 13° 44′ 30″ O

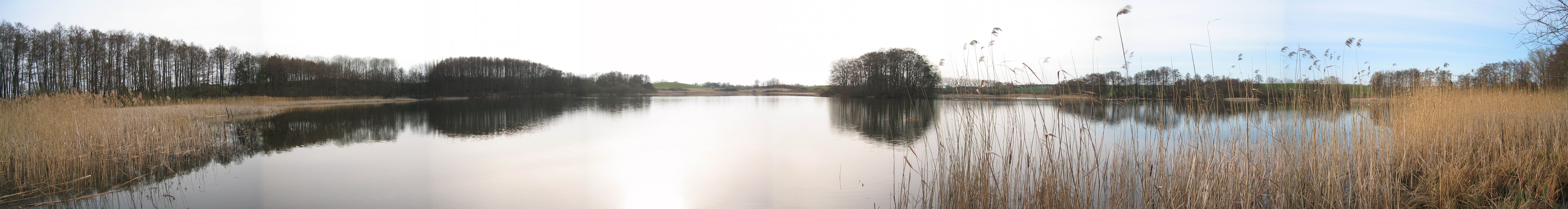
Haussee in Gerswalde

- Gramzower Haussee, auch Klostersee; Abflüssweg ostwärts durch den Kantorsee in den Gramzower Mühlbach, Pseuobifirkation westwärts zum Schulzensee (Abfluss zum Oberlauf des Schmidtgrabens zw. Großem Kuhsee und Glambecksee); ??? ha
- Hardenbecker Haussee; mit Schumellensee und Boitzenburger Küchenteich zur Scheitelhaltung bei Boitzenburg verbunden, Abfluss durch den Hausseebruchgraben zum Lychener Gewässer und aus dem Küchenteich in den Strom; 120 ha; Hardenbeck Boitzenburg

- Haussee; Abfluss durch den überwiegend vorbei geleiteten Landiner Abzugsgraben zur Welse; ??? ha; Landin, Hohenlandin, westlich von Schwedt
- Metzelthiner Haussee; Hausseeabfluss (heißt offiziell so) zum Neetzowsee → Knehdenfließ → Trebowseegraben → Templiner Gewässer
- Haussee; isoliert; ??? ha; Neukünkendorf bei Angermünde
- Haussee oder Dorfsee; Abfluss in den Schmidtgraben; ??? ha; Polßen; 53° 9′ 46″ N, 13° 58′ 23″ O

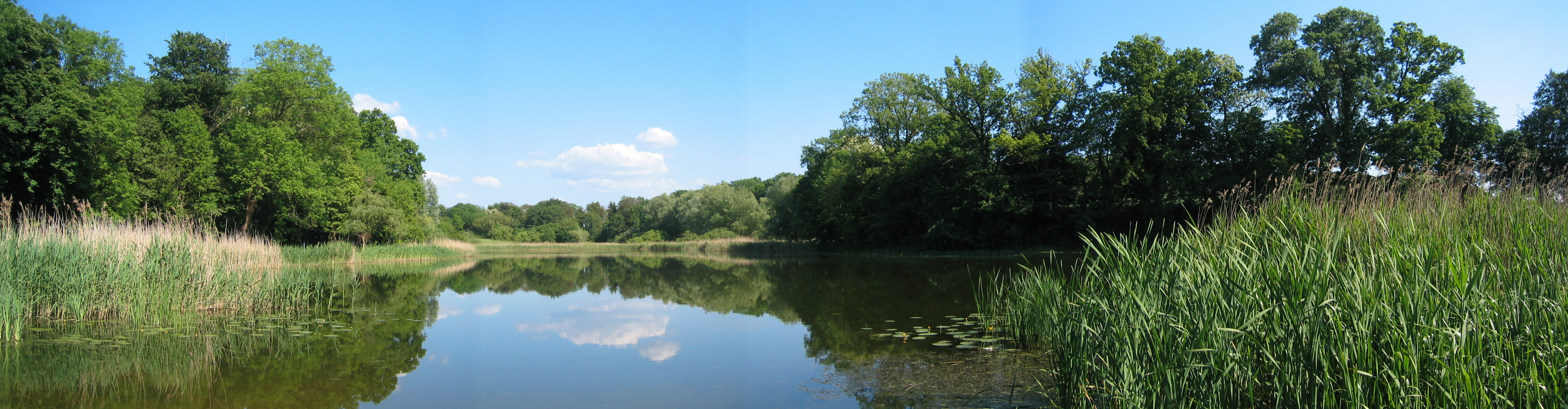
Haussee in Polßen

- Haussee; heute langstreckig verrohrter Abfluss in den Schwedenschanzengraben → Dauergraben → Ucker; 12 ha; Schönfeld, Klockow
- Haussee; isoliert; ??? ha; Schönow; 53° 10′ 55″ N, 14° 9′ 55″ O
- Haussee; Verbindung zum Oberuckersee; 139 ha; Suckow, Flieth-Stegelitz; 53° 8′ 59″ N, 13° 50′ 37″ O
- Haussee; isoliert (Geländeschwelle zu den Suckowseen); ??? ha; Wichmannsdorf, südlich von Boitzenburg
- Wolfshagener Haussee; im Verlauf des Köhntop
- Großer Hassel-See; isoliert; 5,1 ha; bei Prenzlau
- Heiliger See; Zufluss zum Wolletzsee; 10 ha; Altkünkendorf, Stadtgebiet von Angermünde

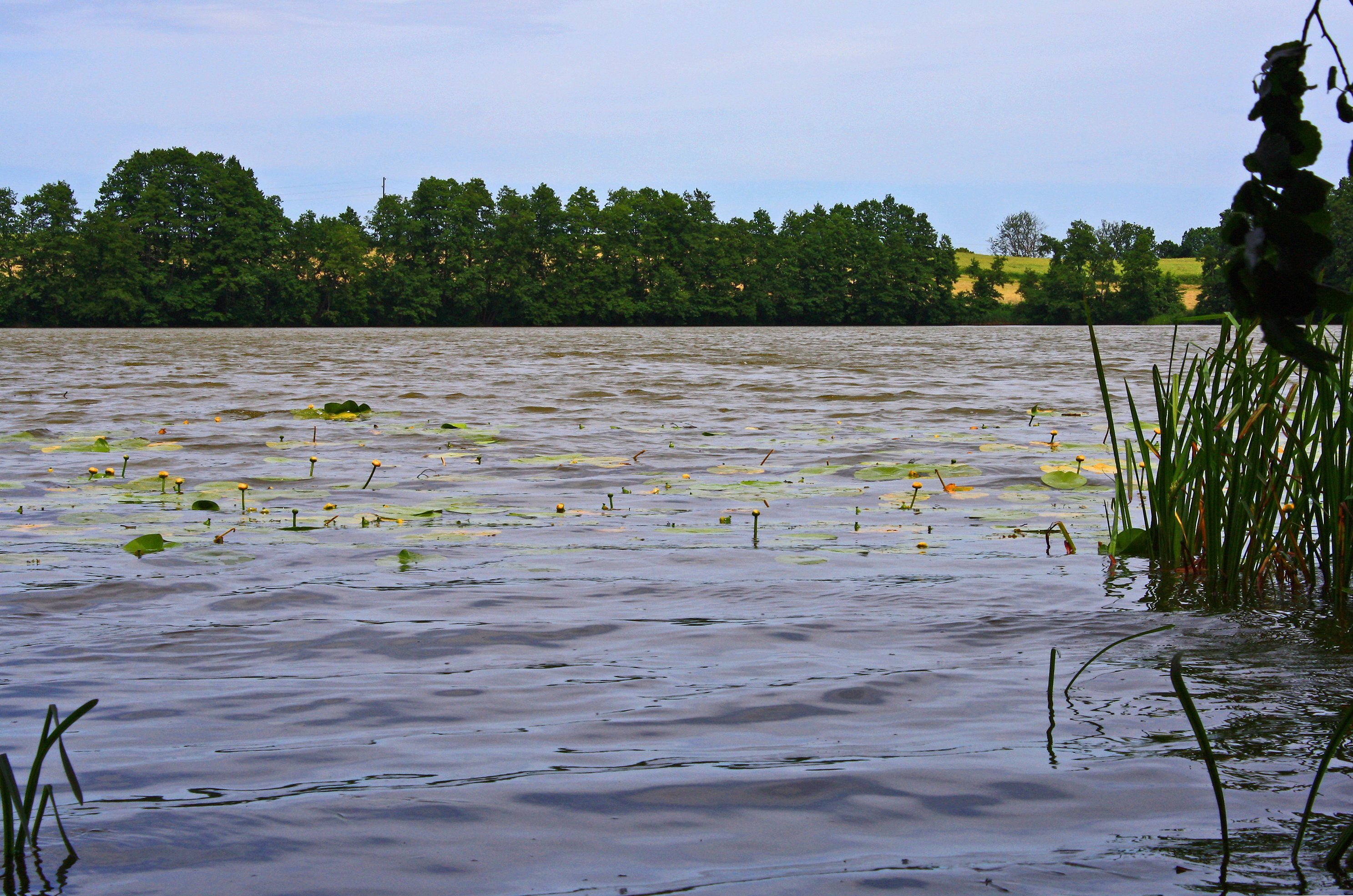
Heiliger See bei Altkünkendorf

- Henningsee; isoliert; 1,0 ha; Seehausen (kleiner Teich)
- Hechtsee; Abflussweg: Hechtseegraben → Mittelbruchgraben → Schmidtgraben; ??? ha; südöstlich von Schmiedeberg; 53° 7′ 35″ N, 13° 58′ 33″ O
- Herrensteiner See; Abfluss durch den Herrensteinbach zum Mühlengraben Gerswalde → Stierngraben; ??? ha; Herrenstein am Schloss; bei Gerswalde; 53° 10′ 0″ N, 13° 42′ 34″ O

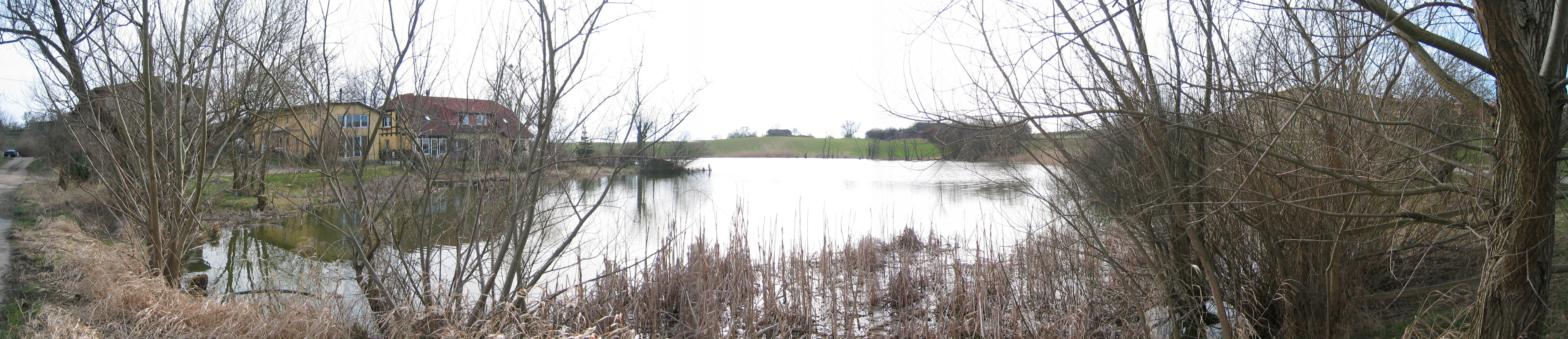
Herrensteiner See

- Hintenteich; Schmidtgraben, Welse; 104 ha; bei Altenhof, östlich von Schmiedeberg, bei Biesenbrow; 53° 8′ 14″ N, 13° 59′ 26″ O

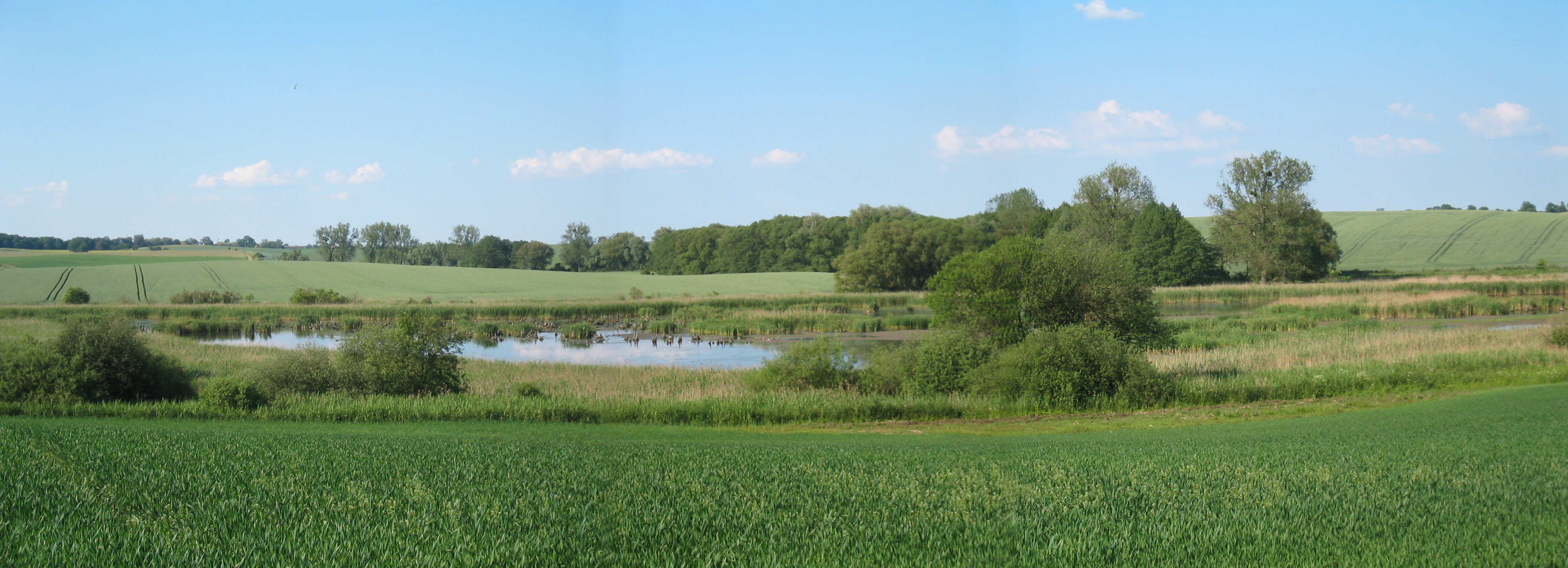
Hintenteich, der nördliche

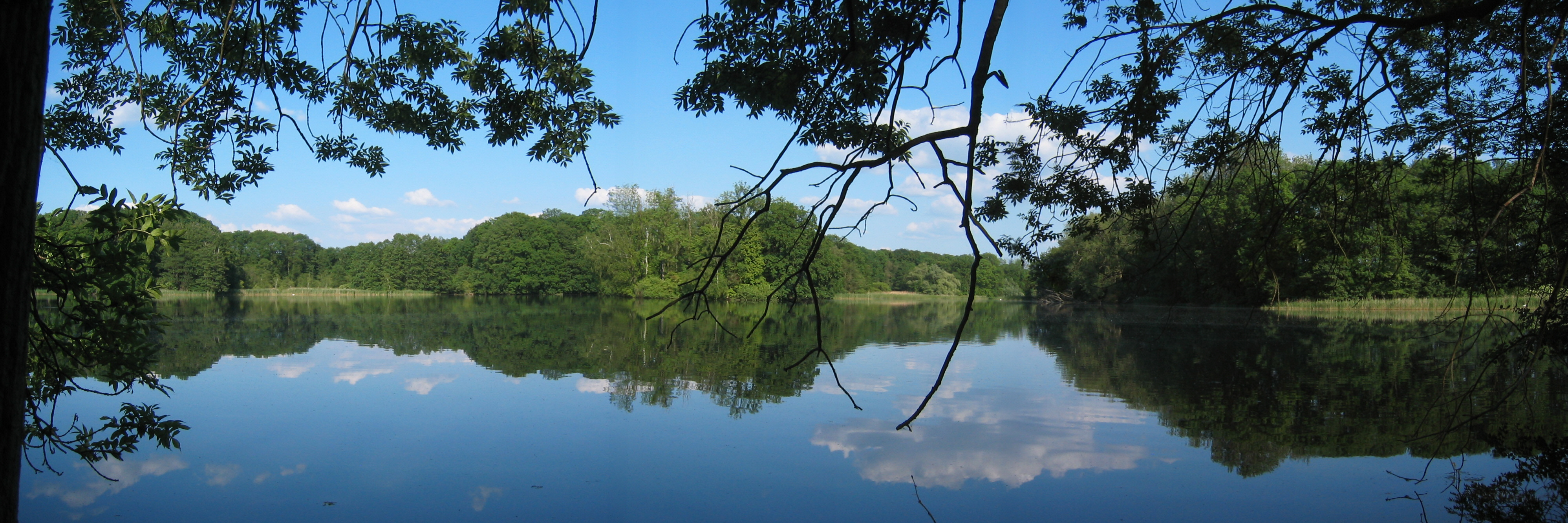
Hintenteich, der mittlere

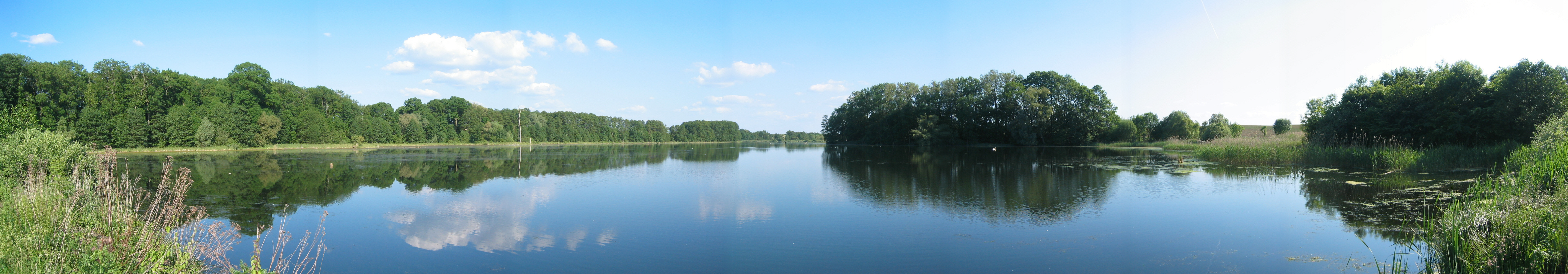
Hintenteich, der südliche

Holzendorfer See bei Holzendorf (Uckerland); Abfluss durch den Siebgraben Dedelow zur Quillow; war jahrelang trockengelegt, seit 2003 wieder geflutet

### I
- Igelpfuhl; isoliert; ??? ha; bei Haßleben; 53° 12′ 48″ N, 13° 41′ 52″ O

### J
- Jächnitzsee (auch Jacknitzsee); im Verlauf des Jacknitzgrabens aus dem Jakobsdorfer See zum Schmidtgraben → Welse; 1,5 ha; bei Grünheide; 53° 8′ 37″ N, 13° 55′ 17″ O
- Jakobsdorfer See (auch Jakobssee); Jacknitzgraben → Schmidtgraben → Welse → Oder; 23 ha; östlich von Pfingstberg; 53° 7′ 55″ N, 13° 53′ 33″ O, (max. 10,5 m tief)

### K

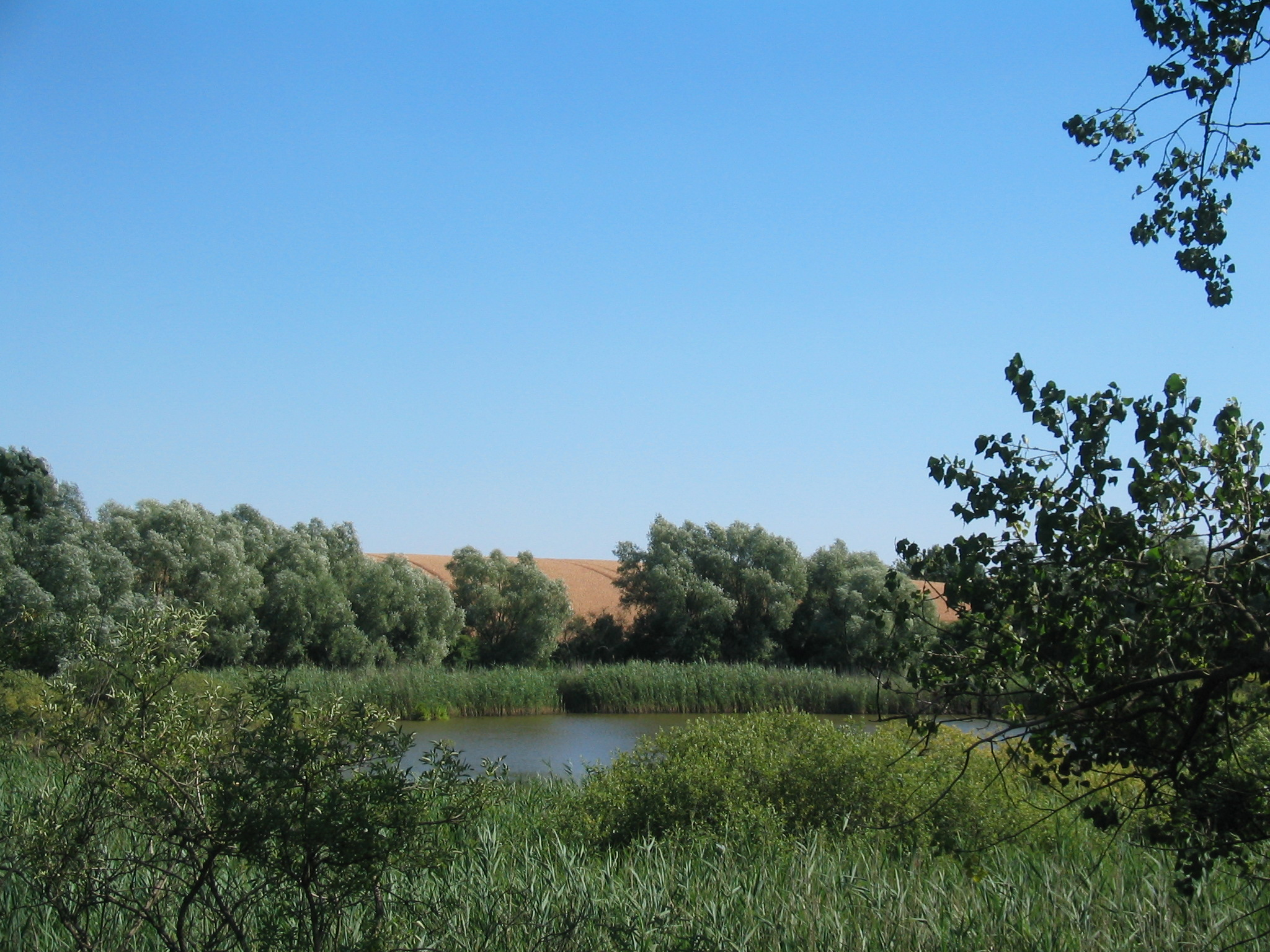
Der Nord-Koppelsee in Grünow

- Kantorsee; mit Zufluss aus dem Klostersee Ursprung des Gramzower Mühlbachs (zur Randow südlich deren Pseudobifurkation); 15 ha; nördlich von Gramzow; 53° 12′ 54″ N, 14° 0′ 36″ O
- Großer Karpfensee; Binneneinzugsgebiet zusammen mit dem Kleinen Karpfensee; 31,7 ha
- Großer Kastavensee; Binneneinzugsgebiet zusammen mit dem Oberkastavensee; 61 ha; Kastaven, Retzow (bei Lychen)
- Kleiner Kastavensee; isoliert; ??? ha; Kastaven, Retzow (bei Lychen)
- Katharinensee; Verbindung zum Stiersee Großen Sternhagener See Pinnower See; 15 ha; Pinnow; 53° 13′ 4″ N, 13° 47′ 47″ O
- Großer Kaulsee; teilw. verrohrter Abfluss zum Jacknitzgraben; ??? ha; in Schmiedeberg, südwestlich bei Schmiedeberg; 53° 8′ 15″ N, 13° 56′ 50″ O

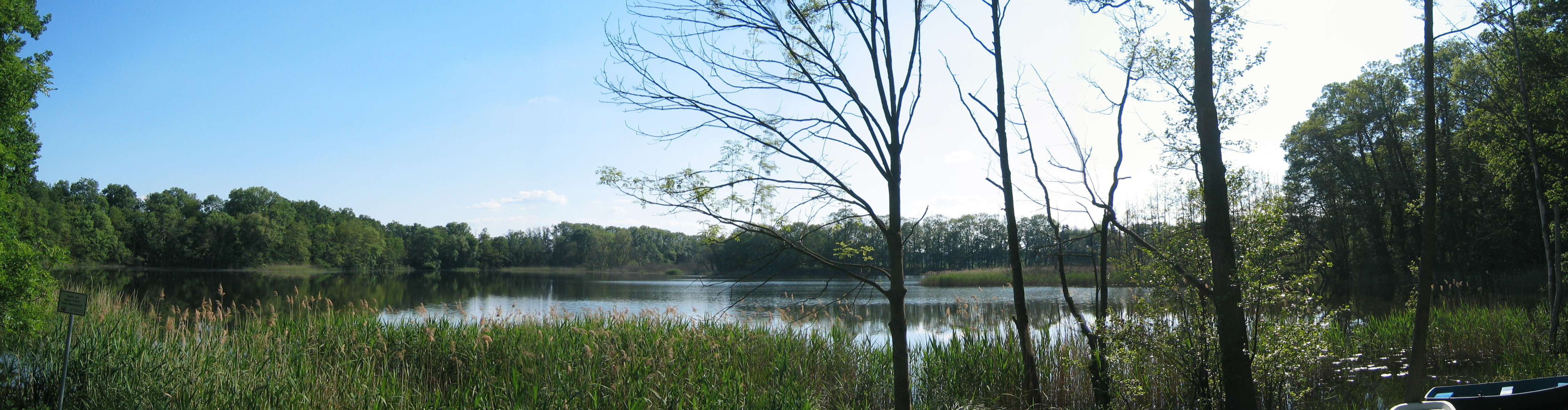
Großer Kaulsee in Schmiedeberg

- Kleiner Kaulsee; oberirdische Verbindung zum Großen Kaulsee, von dort teilw. verrohrter Abfluss zum Jacknitzgraben; ??? ha; in Schmiedeberg; 53° 8′ 36″ N, 13° 57′ 16″ O

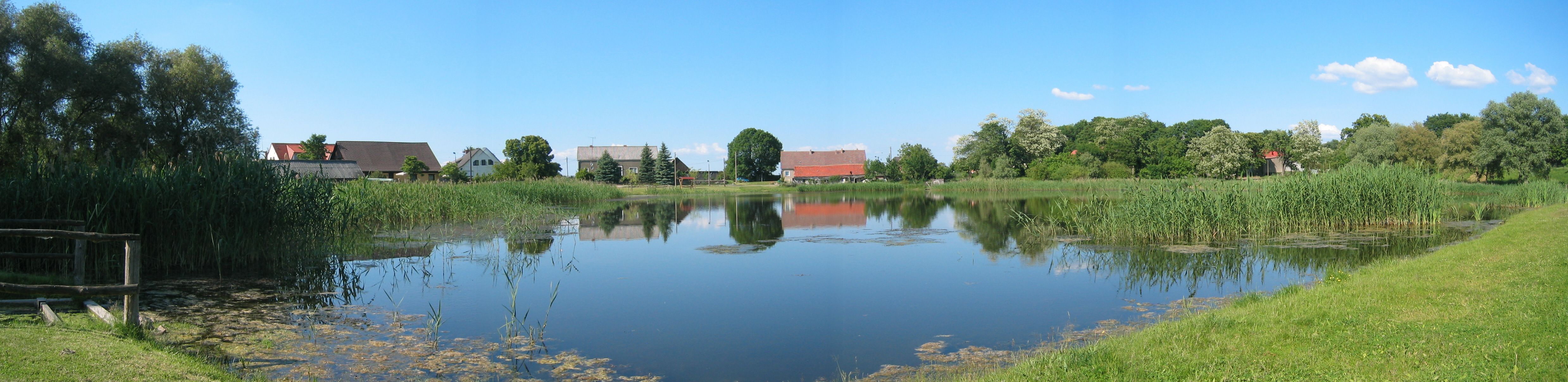
Kleiner Kaulsee in Schmiedeberg

- Großer Kelpinsee; Abfluss durch Ahlimbswalde zur Welse; 13,6 ha; östlich von Ringenwalde
- Kespersee; isoliert; 6,6 ha; Melzow (direkt an der Autobahnabfahrt A 11 Berlin–Stettin, Anschlussstelle Nr. 7 Warnitz); 53° 11′ 10″ N, 13° 55′ 38″ O, (6,1 m tief)

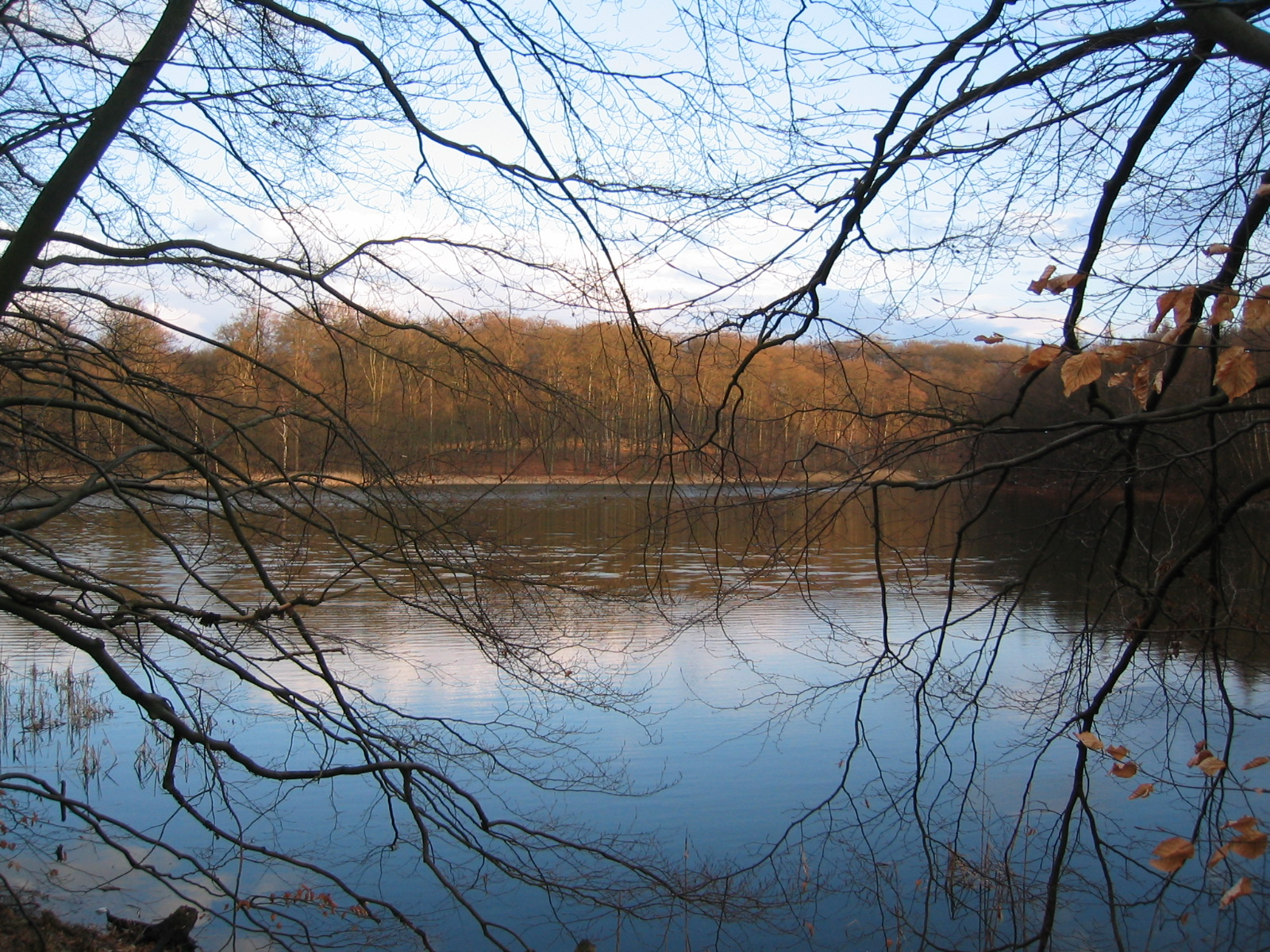
Der Kespersee bei Melzow an der Autobahn

- Kesselsee; Abfluss über Schlangengraben in Oberuckersee; ??? ha; südwestlich von Warnitz; 53° 10′ 19″ N, 13° 52′ 41″ O
- Kiensee; isoliert; ??? ha; südwestlich von Neuhaus, bei Steinhöfel
- Klare See; Abfluss durch Graben 40.9 → Dreescher Seegraben zum Unteruckersee; ??? ha; bei Dreesch; 53° 18′ 2″ N, 13° 57′ 16″ O

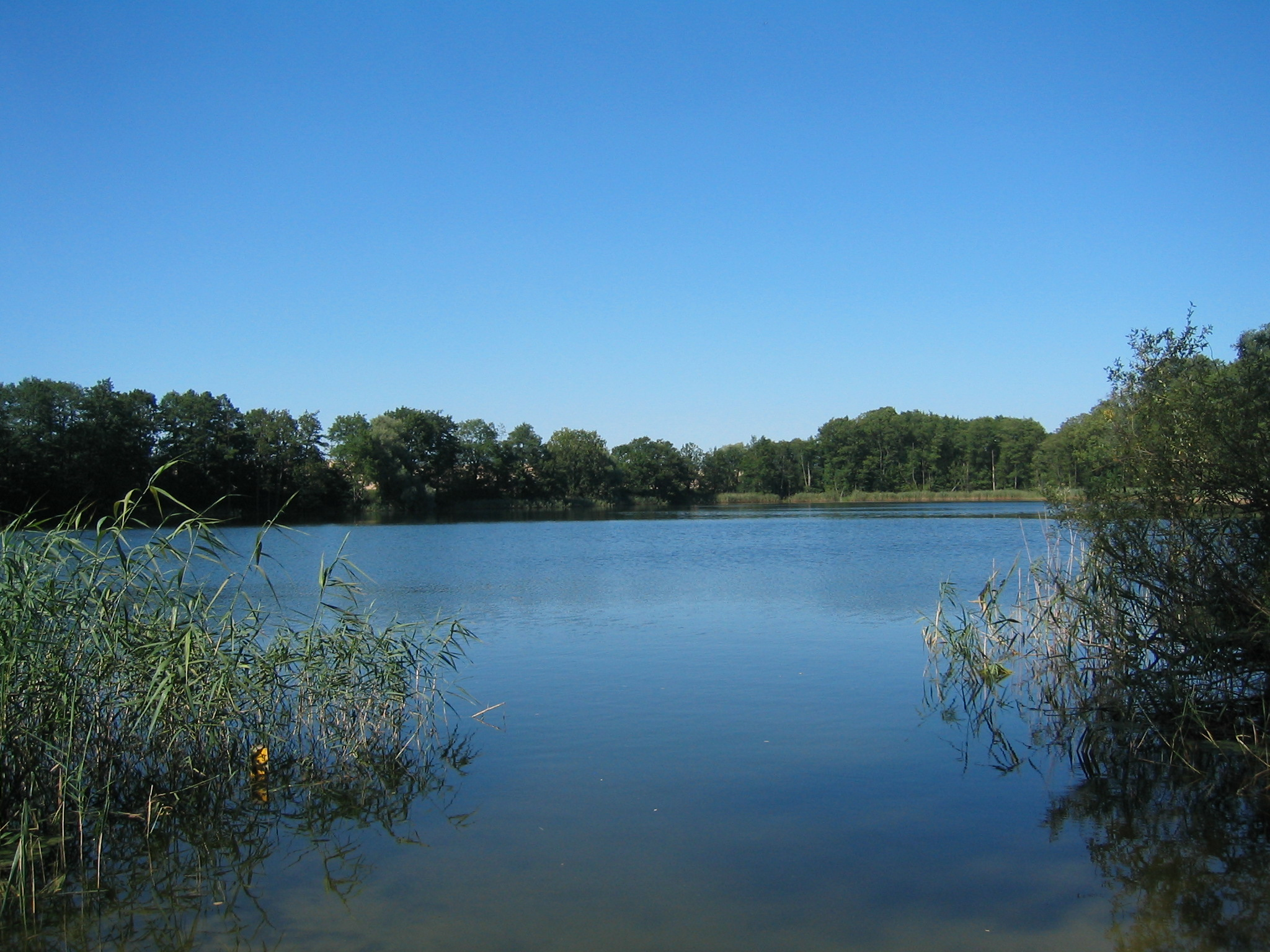
Klarersee bei Dreesch

- Klarer See; Zufluss aus dem Düstersee der Ucker, Abfluss durch den Graben 22.2 zum Stierngraben; 43,4 ha; Alt-Temmen; 53° 5′ 48″ N, 13° 44′ 49″ O
- Kleiner Sternhagener See; Verbindung zum Sternhagener See; ??? ha; nordwestlich von Sternhagen; 53° 14′ 43″ N, 13° 47′ 54″ O
- Kleiner See; isoliert; 1,00 ha; Kleptow bei Schenkenberg; im Amt Brüssow
- Kleinowsee; isoliert? – vor 1946 Abfluss durch den Kühlen Grund zur Randow; ca. 16,6 ha (mit Umland); Neu Kleinow, (Bemerkung= Eutropher Klarwassersee); 53° 15′ 0″ N, 13° 59′ 55″ O

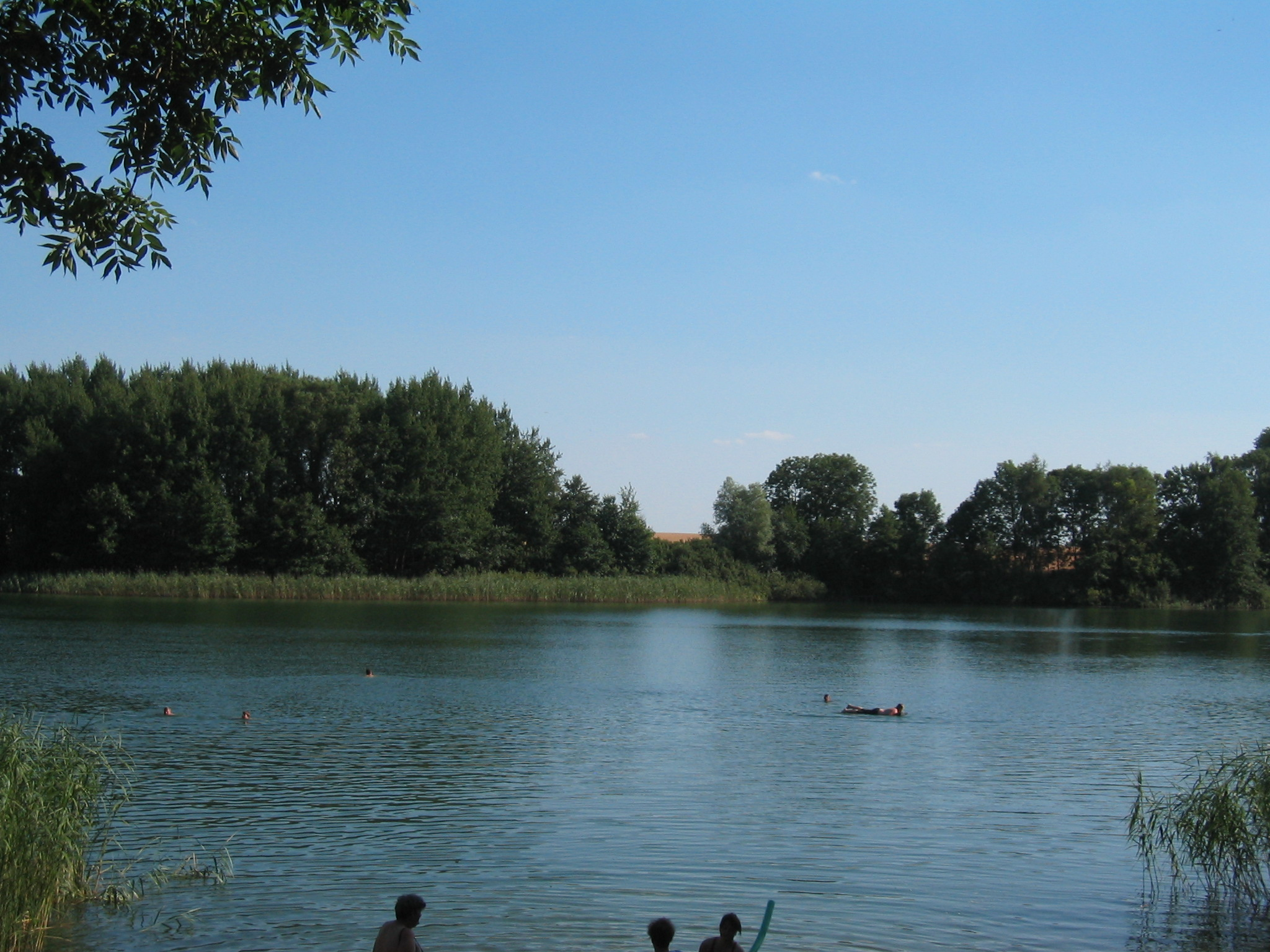
Kleinowsee bei Neu-Kleinow

- Gramzower Klostersee (DTK: Haussee); 2 Abflüsswege: westwärts zum Schmidtgraben (zw. Großem Kuhsee und Glambecksee) und ostwärts durch den Kantorsee in den Gramzower Mühlbach (zum südwärts fließenden Teil der Randow); ??? ha; 53° 12′ 58″ N, 14° 0′ 3″ O

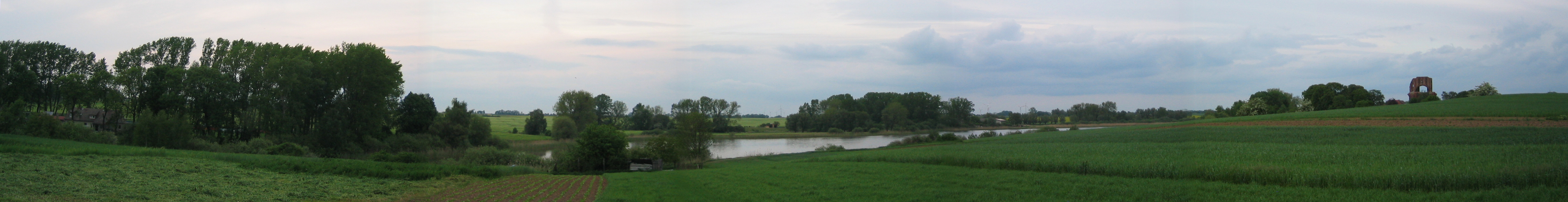
Der Haussee (auch Klostersee) von Gramzow

- Kölpinsee; Milmersdorfer Mühlenbach bis Labüskesee und Verbindung zum Lübbesee, von dort zwei Abflusswege zum Templiner Gewässer; 163 ha; Götschendorf bei Milmersdorf

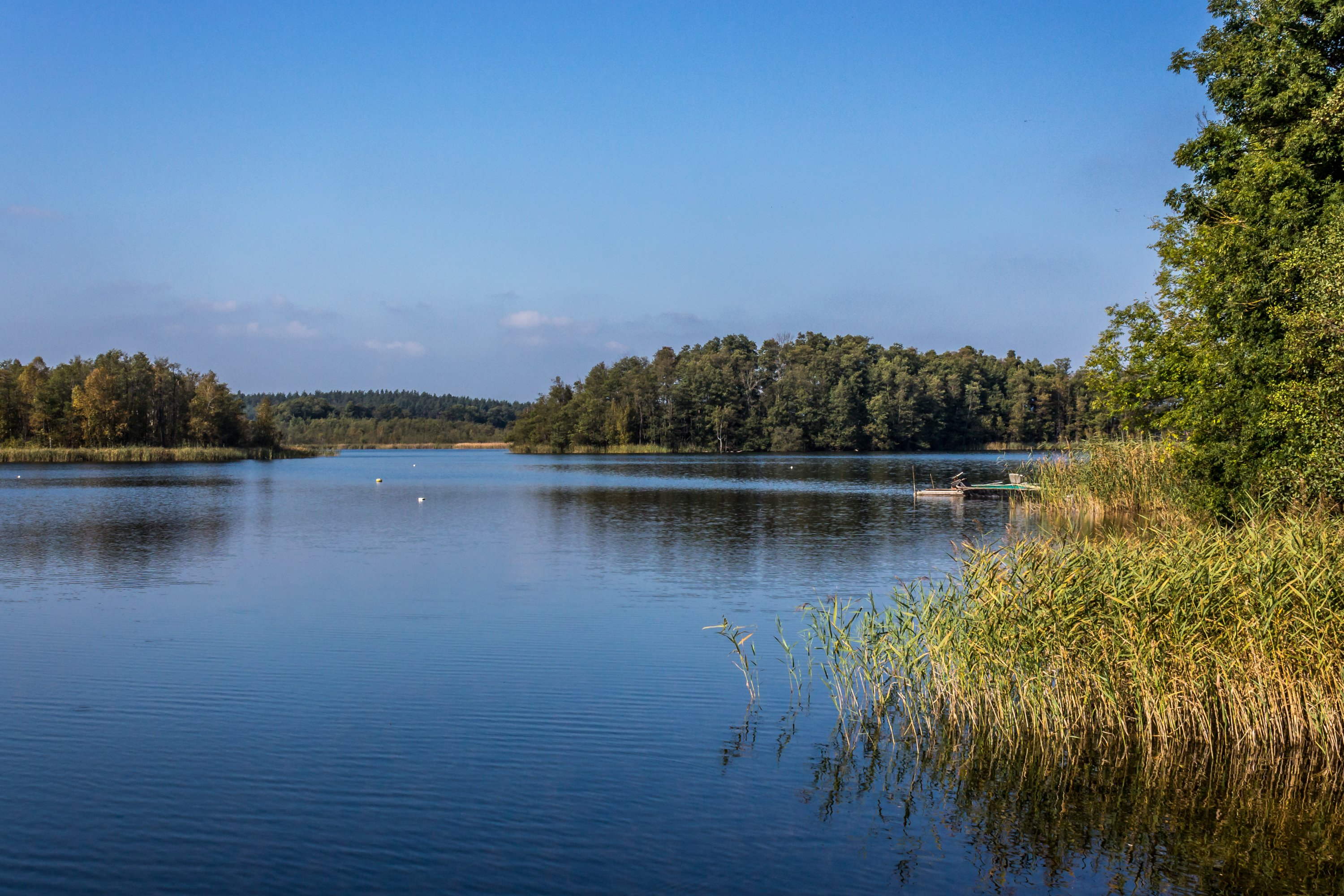
Kölpinsee Götschendorf

- Koppelsee; Bietikower Bach (teilw. verrohrt) → Dreescher Seegraben → Unteruckersee; 0,8 ha; westlich von Bietikow, Uckerfelde
- Nord-Koppelsee; 1,1 ha; bei Grünow (kleiner zweigeteilter See, nördlich der Eisenbahn)

- Süd-Koppelsee; 1,53 ha; bei Grünow (kleiner zweigeteilter See, südlich der Eisenbahn)

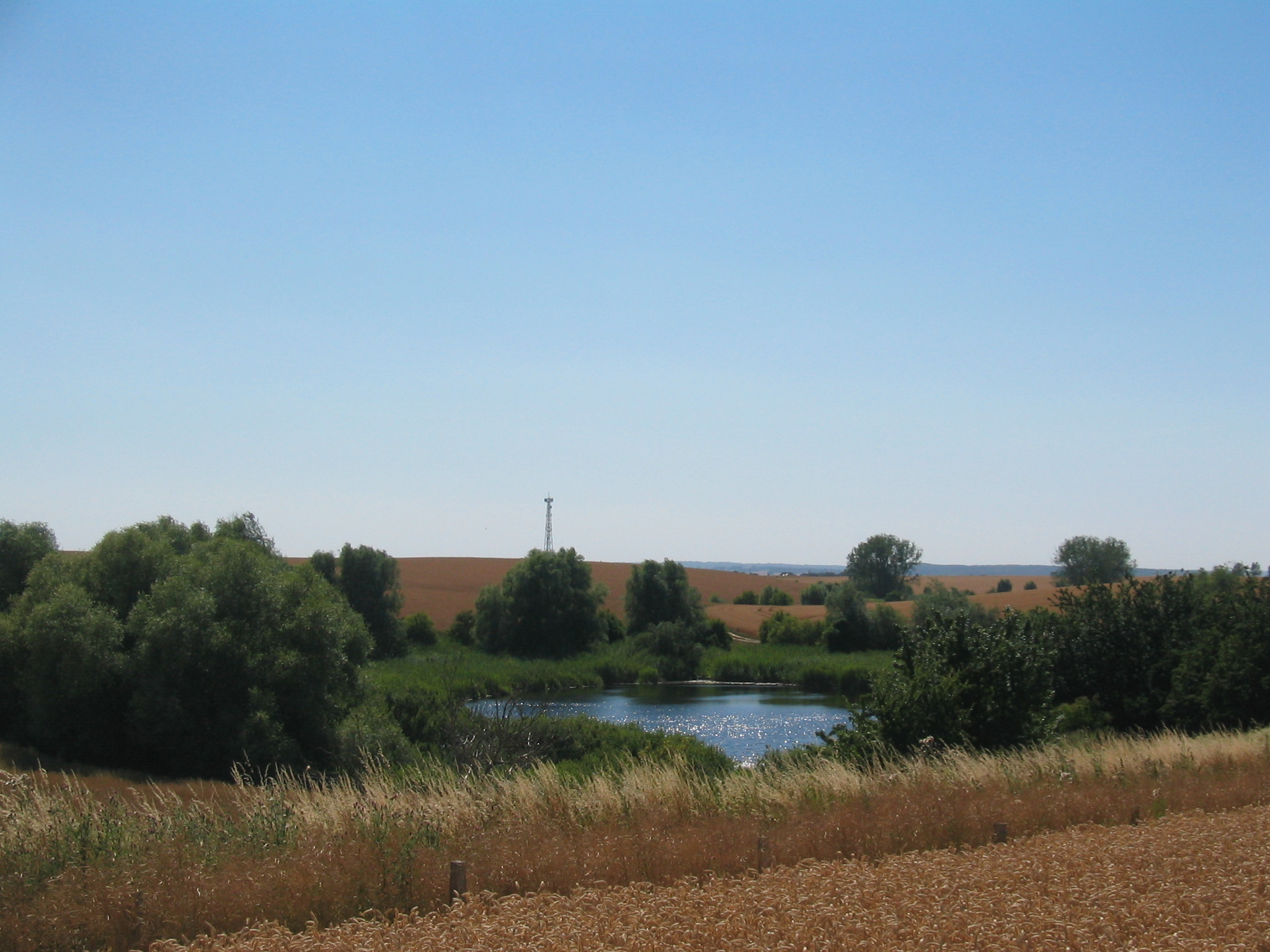
Der Süd-Koppelsee in Grünow

- Kornow See; im Verlauf des Dieckgrabens (Oberlauf des Köhntop); ??? ha; Grauenhagen, Fürstenwerder; (außerhalb der Uckermark, zu Mecklenburg Strelitz)
- Kossätensee (auch Großer Kossätensee); Verbindung zum Kleinen Kossätensee und Abfluss zum Rauegraben → Lanke des Oberuckersees; 7,53 ha; nordöstlich von Seehausen, bei Brandmühle, Abfluss in den Oberuckersee; 53° 13′ 47″ N, 13° 54′ 35″ O
- Kleiner Kossätensee; Verbindung zum Großen Kossätensee bei Seehausen, Abflussweg gleichartig; 7,53 ha; nordöstlich von Seehausen, bei Brandmühle; 53° 13′ 41″ N, 13° 54′ 23″ O
- Kotzensee; Verbindung zum Krummen See → Potzlower See; ??? ha; nördlich von Fergitz, südlich von Potzlow; 53° 11′ 46″ N, 13° 50′ 31″ O
- Krebssee; Graben 49.1 → Kossäthenseen → Rauegraben → Oberuckersee; ??? ha; Berghausen, Seehausen; 53° 14′ 36″ N, 13° 54′ 28″ O

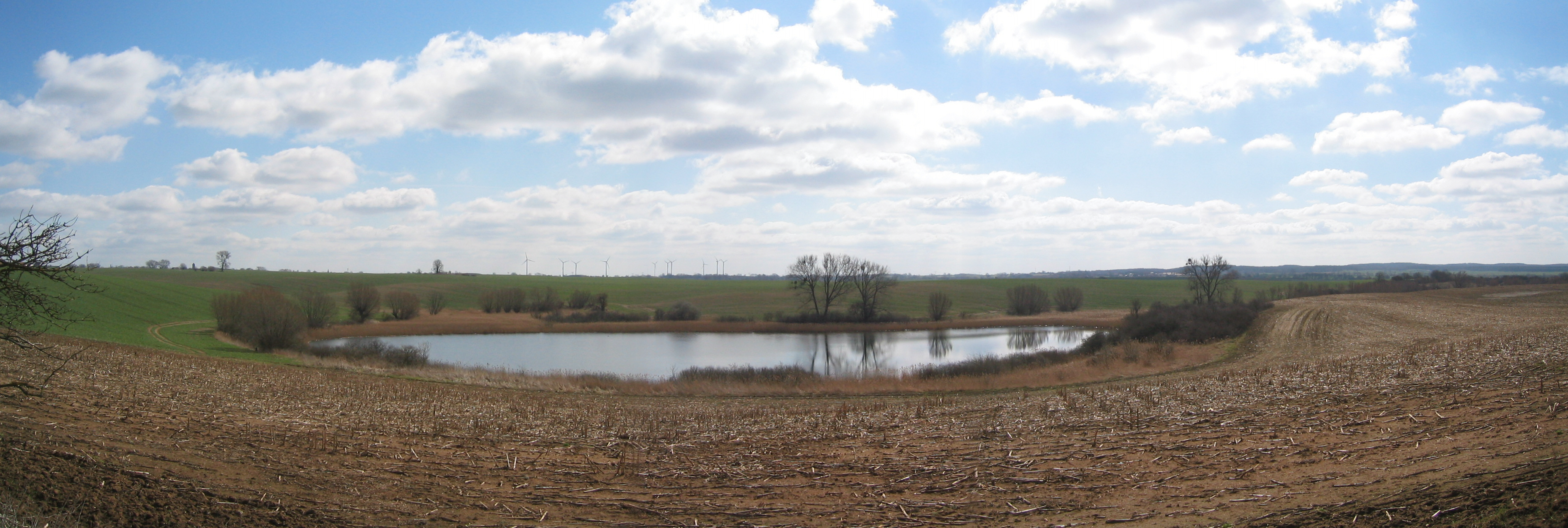
Der Krebssee bei Berghausen

- Krebssee; isoliert; ??? ha; Brüssow
- Krebssee, isoliert; ??? ha; Hohengüstow; 53° 14′ 32″ N, 13° 58′ 39″ O
- Krebssee, isoliert; 1,0 ha; Schenkenberg
- Krempsee; Krempfließ, Vietmannsdorfer Graben; ??? ha; Storkow, südwestlich von Templin
- Krewitzsee; im Verlauf des Strom Abfluss durch das Marienfließ zur Scheitelhaltung bei Boitzenburg; 75 ha; bei Krewitz, nordöstlich von Boitzenburg
- Krienkowsee; Verbindung zum Schumellensee (Scheitelhaltung bei Boitzenburg) mit Abflüssen Strom →→ Ucker und Haussbruchgraben → Lychener Gewässer → Havel; ??? ha; Boitzenburg; 53° 15′ 9″ N, 13° 34′ 51″ O
- Kleiner Krinertsee; Verbindung zum Großen Krinertsee; 46,1 ha; Hohenwalde (bei Temmen-Ringenwalde), zur Gemeinde Milmersdorf
- Großer Krinertsee; im Verlauf der Ucker; 74 ha; Hohenwalde (bei Temmen-Ringenwalde), zur Gemeinde Milmersdorf

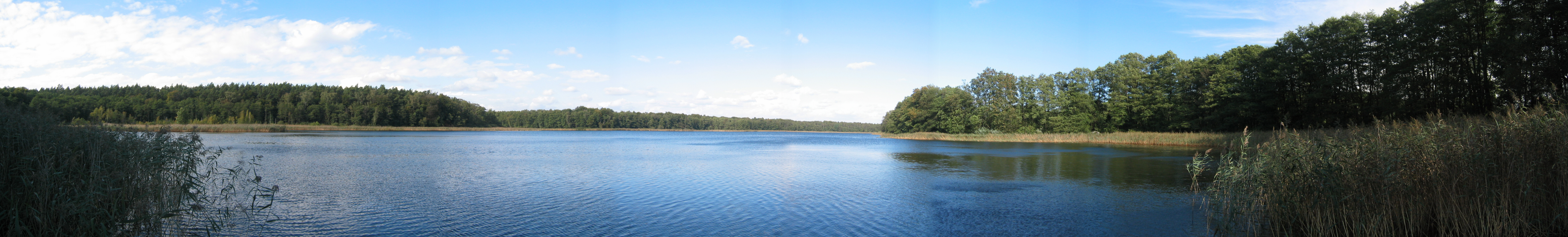
Großer Krinertsee bei Hohenwalde und Temmen

- Großer Kron(en)see; isoliert; ??? ha; Rutenberg (bei Lychen)
- Kleiner Kron(en)see; isoliert; ??? ha; Rutenberg (bei Lychen)
- Krummer See; Abfluss Dammseegraben durch den Dammsee in den Parsteiner See →→→ Finowkanal → Oder; 30 ha; Bölkendorf; südlich von Angermünde; 52° 57′ 21″ N, 14° 0′ 1″ O

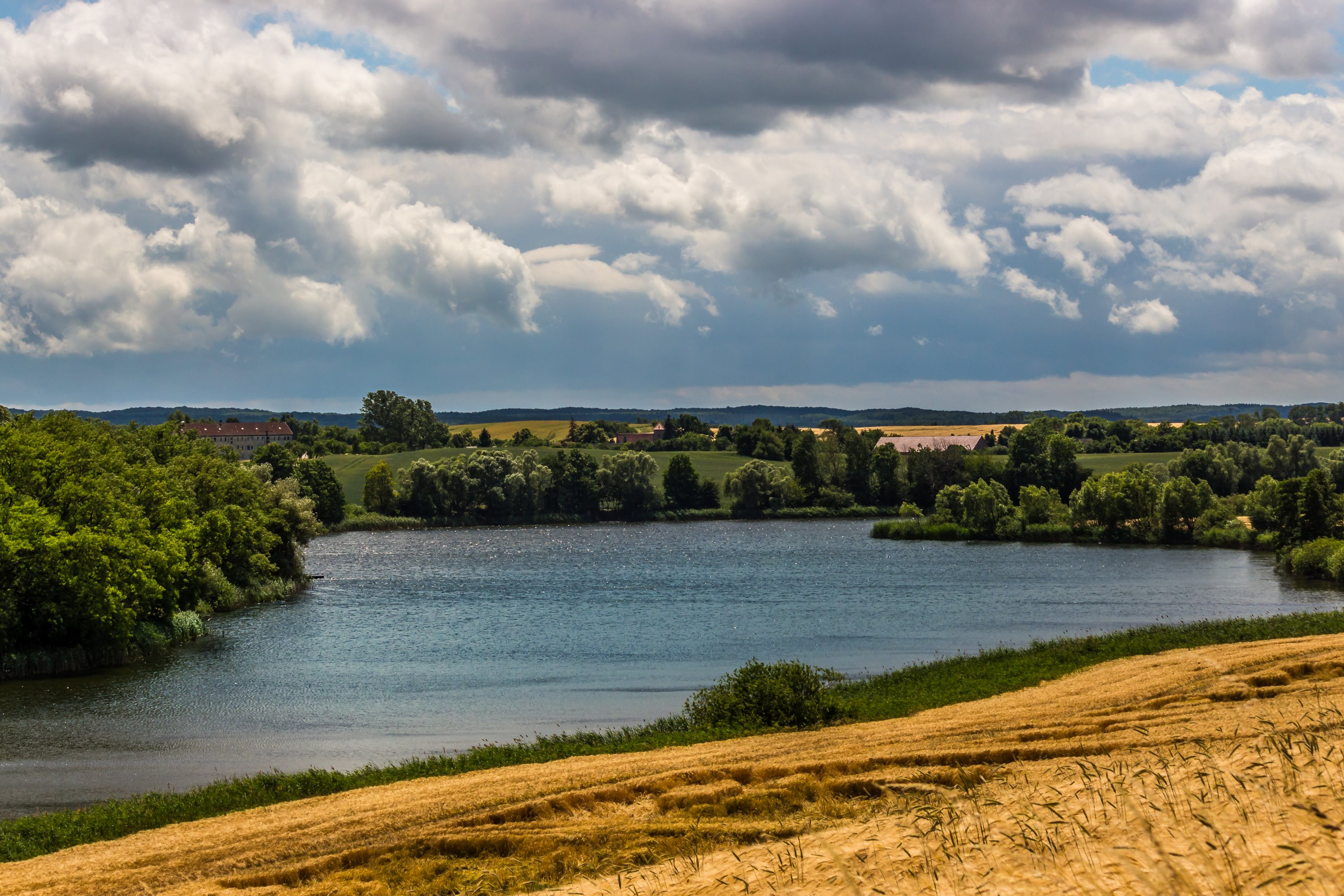
Krummer See bei Bölkendorf

- Krummer See; Verbindung zum Potzlower See (Großen Potzlowsee), von dort Abfluss durch den Potzlower Seegraben in den Oberuckersee; ??? ha; nördlich von Fergitz, südlich von Potzlow; 53° 11′ 54″ N, 13° 50′ 19″ O
- Krummer See; isoliert; ??? ha; bei Melzow; 53° 12′ 0″ N, 13° 55′ 34″ O
- Krummesee; im Verlauf des Rauegrabens unterster See vor der Lanke des Oberockersees; 14 ha; Seehausen; 53° 13′ 12″ N, 13° 53′ 20″ O

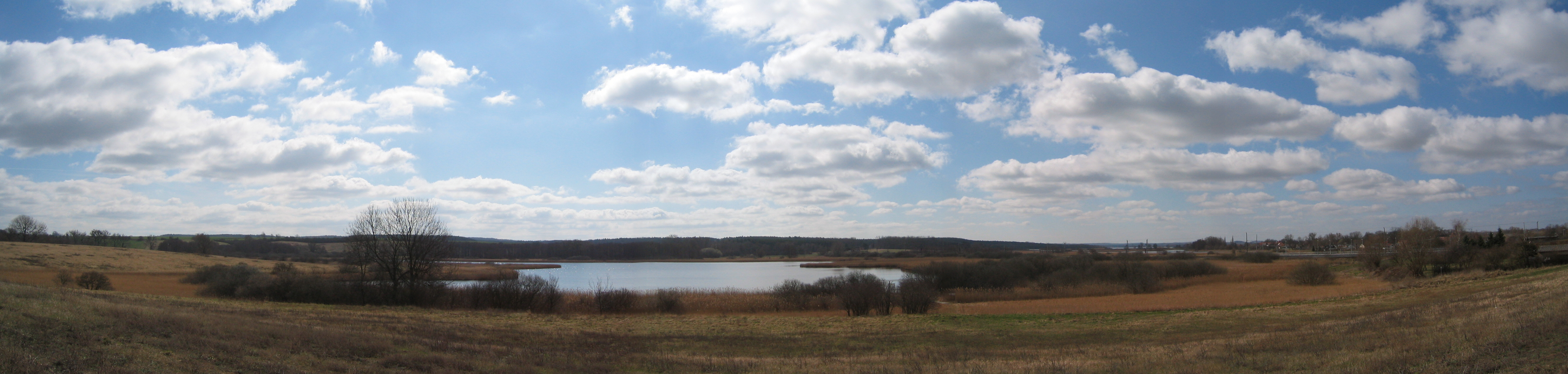
Der Krummesee in Seehausen

- Großer Kuhsee (8000169628611); Zusammen mit Gramzower Schulzensee Abfluss zum Glambecksee (8000369628611), von dort langstreckig verrohrt zum Schmidtgraben (696286) → Welse; 26,0 ha; Karlshof, südwestlich von Gramzow; 53° 12′ 23″ N, 13° 58′ 51″ O
- Kleiner Kuhsee; Verbindung zum Großen Kuhsee; ??? ha; Karlshof, südwestlich von Gramzow; 53° 12′ 30″ N, 13° 58′ 10″ O
- Großer Kuhwallsee; Templiner Wasser, Schulzenfließ, Großer Lankensee; ??? ha; bei Hammelspring, südwestlich von Templin
- Kuhzer See (mit Schulzenort, Schwalbenlanke, Mittenwalder Lanke, Haßlebener Lanke); Abfluss Kuhzer Seegraben → Templiner Gewässer, im Verlauf Fauler See, Petznicksee, Neuwasser, Grenzwasser, Hertha See; 220 ha; Kuhz (bei Mittenwalde, Haßleben); Faltensee durch Zusammenschieben der Grundmoräne durch spätere Gletscher entstanden; 53° 12′ 58″ N, 13° 39′ 6″ O
- Küchenteich; zusammen mit Schumellensee und Hardenbecker Haussee zur Scheitelhaltung bei Boitzenburg verbunden, Abfluss in den Strom (und aus dem Hardenbecker Haussee in Richtung Havel); ??? ha; Boitzenburg; 53° 15′ 43″ N, 13° 35′ 58″ O
- Großer Küstriner See; im Verlauf des Lychener Gewässers; 216 ha; zwischen Küstrinchen und Mahlendorf (östlich von Lychen)

### L
- Laagensee; nach älteren Karten Abfluss in den Briesensee (Binneneinzugsgebiet), nicht vom WBV unterhalten; 32,1 ha; bei Poratz, westlich von Neuhaus in der Nähe von Steinhöfel
- Laatzer See; isoliert; ??? ha; Kirchenforst Templin
- Labüskesee; Labüskekanal, Milmersdorfer Mühlenbach von Kölpinsee bis Labüskesee, Verbindung zum Temnitzsee, Verbindung zum Fährsee, Templiner Gewässer; ??? ha; nördlich von Milmersdorf
- Langesbruch; isoliert; ??? ha; im Melzower Forst; 53° 8′ 49″ N, 13° 54′ 13″ O
- Kleiner Lankensee; isoliert; ??? ha; bei Templin
- Libbesickesee; Libbesickergraben (zum Lübbelowsee); 35 ha; Libbesicke (bei Temmen-Ringenwalde)
- Lübbesee; Verbindung zum Fährsee; 297 ha; Templin
- Lübbelowsee; Lübelowgraben von Lübbelowsee bis Lübbesee; ??? ha, bei Götschendorf, Milmersdorf
- Lützlower See; Ablauf von der Badestelle, am nördlichen Ortsrand verrohrt, zu einem kurzen Bachtal zur Randow; ??? ha; Lützlow; 53° 14′ 48″ N, 14° 1′ 59″ O

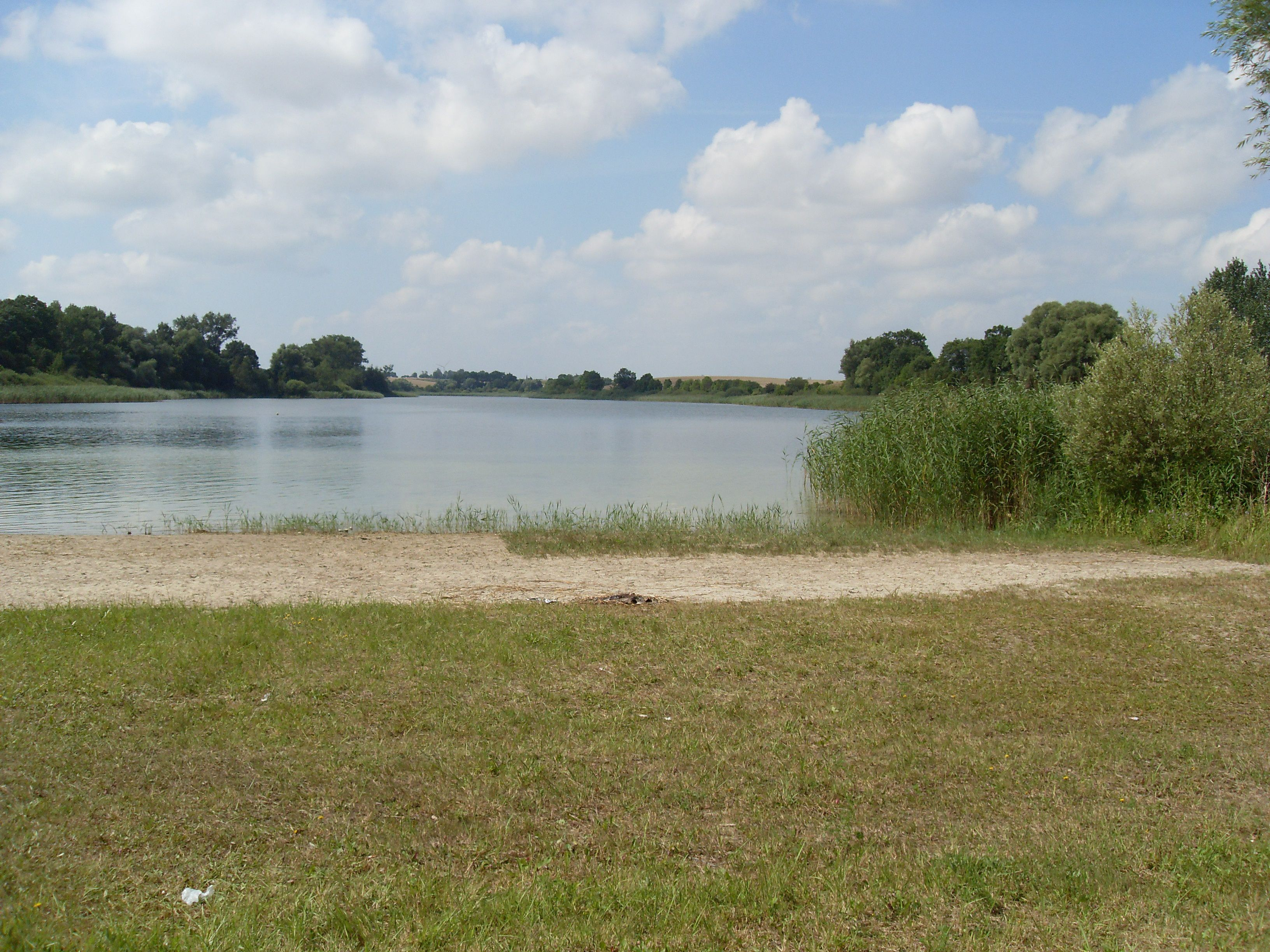
Lützlower See

- Großer Lychensee; Lychener Gewässer, Sammelbecken der 7 Lychener Seen, wird von der Woblitz durchflossen; 273 ha; Lychen
- Kleiner Lychensee; Lychener Gewässer; 4,0 ha; bei Lychen

### M
- Großer Mehlitzsee; Lübbeseegraben zum Templiner Gewässer; ??? ha; Ahlimbsmühle bei Milmersdorf
- Kleiner Mehlitzsee; Lübbeseegraben zum Templiner Gewässer; ??? ha; Ahlimbsmühle bei Milmersdorf
- Mellensee; im Verlauf des Strom Zufluss aus dem Carwitzer See und Abfluss zur Scheitelhaltung bei Boitzenburg; 75 ha; Funkenhagen
- Mellensee; Verbindungen zum Großen Lychensee; 15 ha; Lychen
- Melzowbruch (auch Groß Melzower); Abfluss zum Großen Dolchen/-Dolgensee →→ Oberuckersee; ??? ha; nordöstlich von Melzow, am Forsthaus Warnitz; 53° 10′ 31″ N, 13° 54′ 21″ O
- Menkiner See; 400 m Graben zur Randow; 27,5 ha; Menkin
- Mittelsee; Abfluss zum Melzowbruch → Gr. Dolgensee →→ Oberuckersee; ??? ha; nordöstlich von Melzow, nordöstlich vom Forsthaus Warnitz; 53° 10′ 42″ N, 13° 54′ 45″ O
- Möllensee; Ucker; ??? ha; Seehausen; 53° 13′ 54″ N, 13° 51′ 24″ O

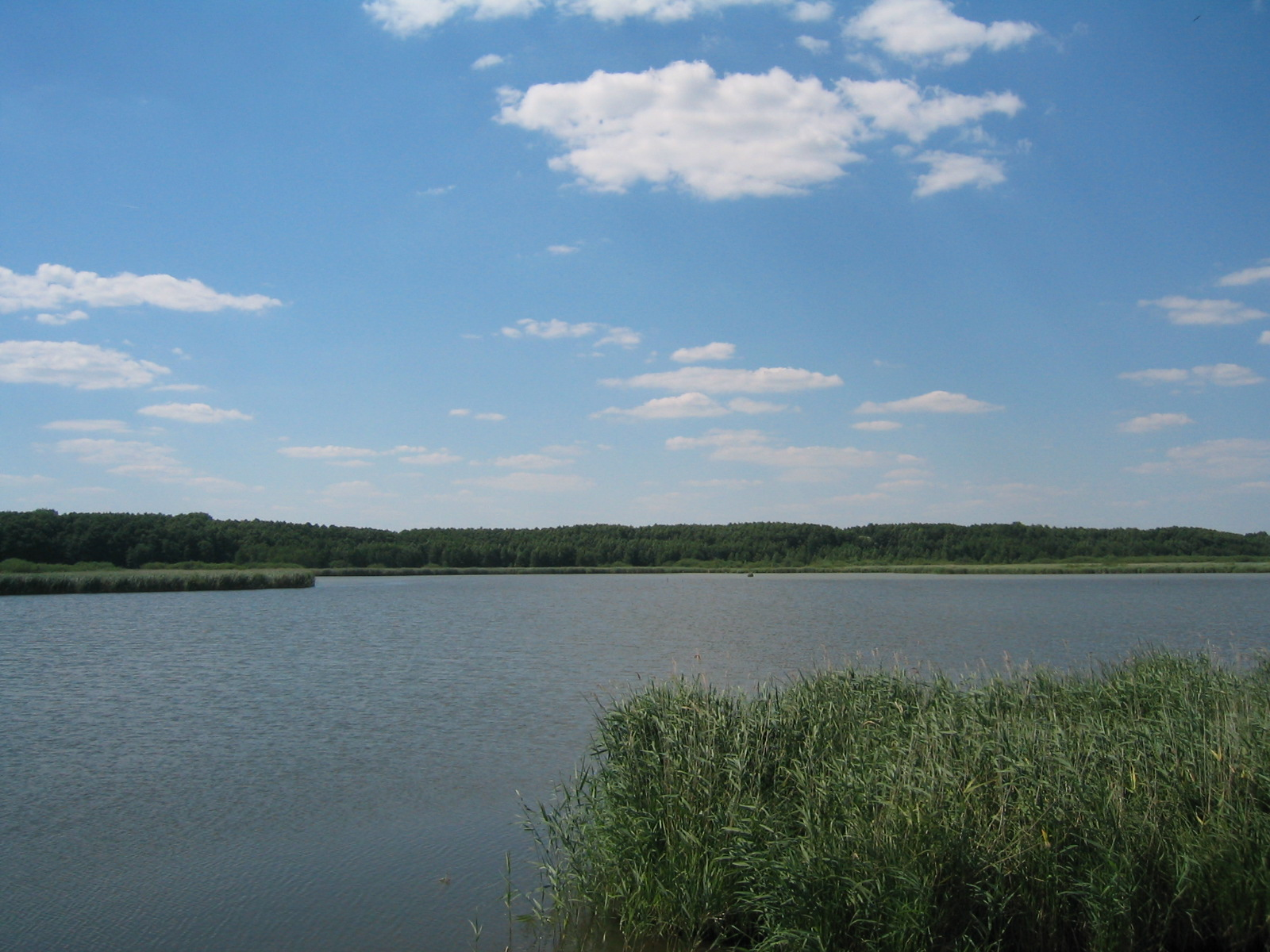
Der Möllensee im Kanal bei Seehausen

- Moosbruchseen; isoliert; 3,82 ha; bei Grünow
- Mudrowsee; Nettelgraben → Rogätzer Kanal → Finowkanal; ??? ha; Dobberzin bei Angermünde; 53° 0′ 17″ N, 14° 1′ 14″ O
- (Kleiner) Mudrowsee (auch Priestersee); isoliert; ??? ha; Herzsprung bei Angermünde; 52° 58′ 50″ N, 13° 59′ 18″ O

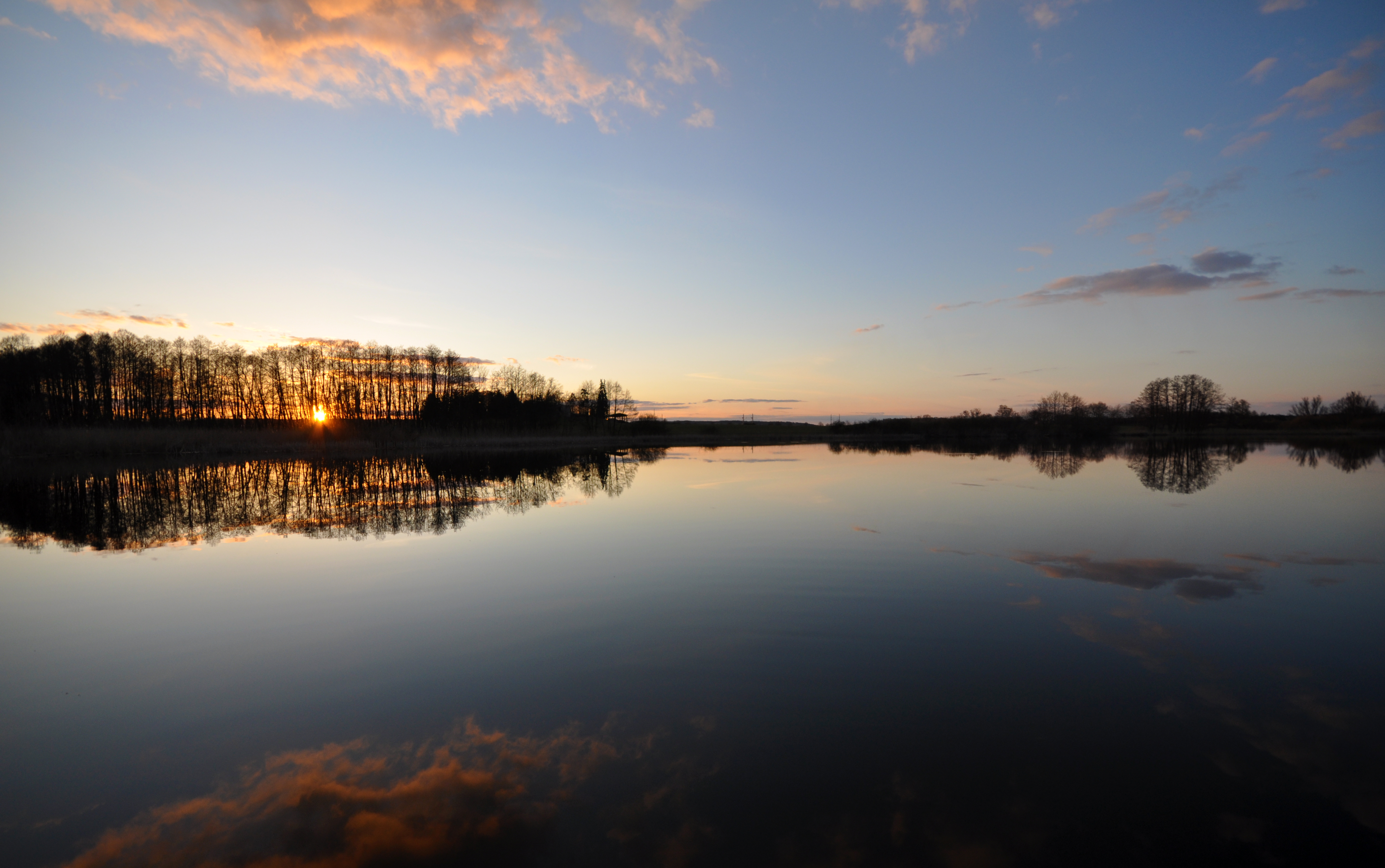
Kleiner Mudrowsee vom Ostufer aus gesehen

- Mühlenbruch; Ablauf zum Unteruckersee überwiegend verrohrt; ??? ha; südlich von Seelübbe; 53° 14′ 53″ N, 13° 54′ 5″ O
- Mühlensee; im Verlauf der „Kleinen“ Ucker zwischen Behrendsee und Düstersee, dazu Zufluss vom Sabinensee; ??? ha; bei Willmine und Alt-Temmen; 53° 6′ 24″ N, 13° 46′ 24″ O

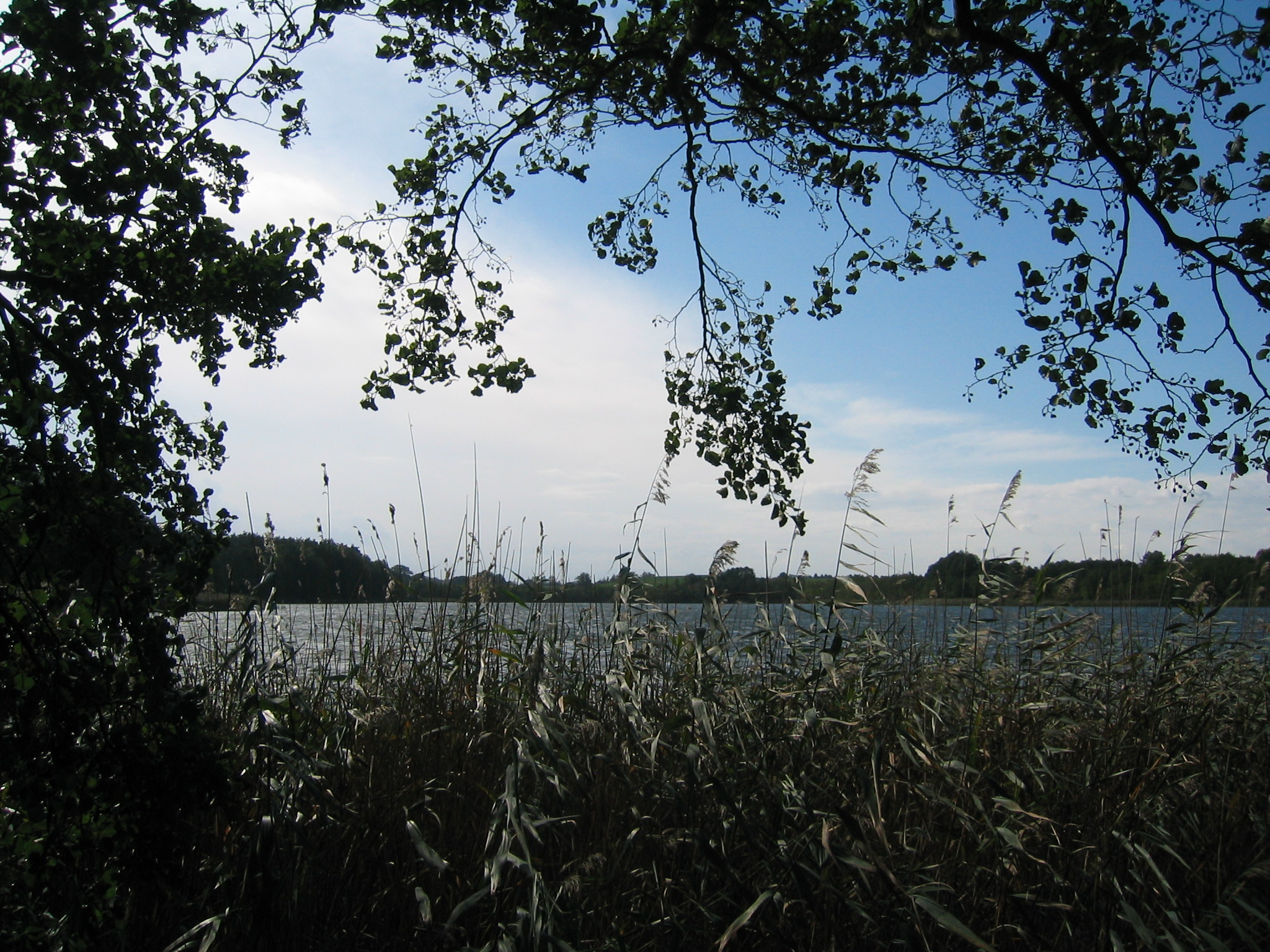
Der Mühlensee bei Willmine

- Mühlensee; Mühlenbach; 2,24 ha; bei Schmölln
- Mündesee; im Verlauf des Dievenitzgrabens zur Welse; 120 ha; Angermünde

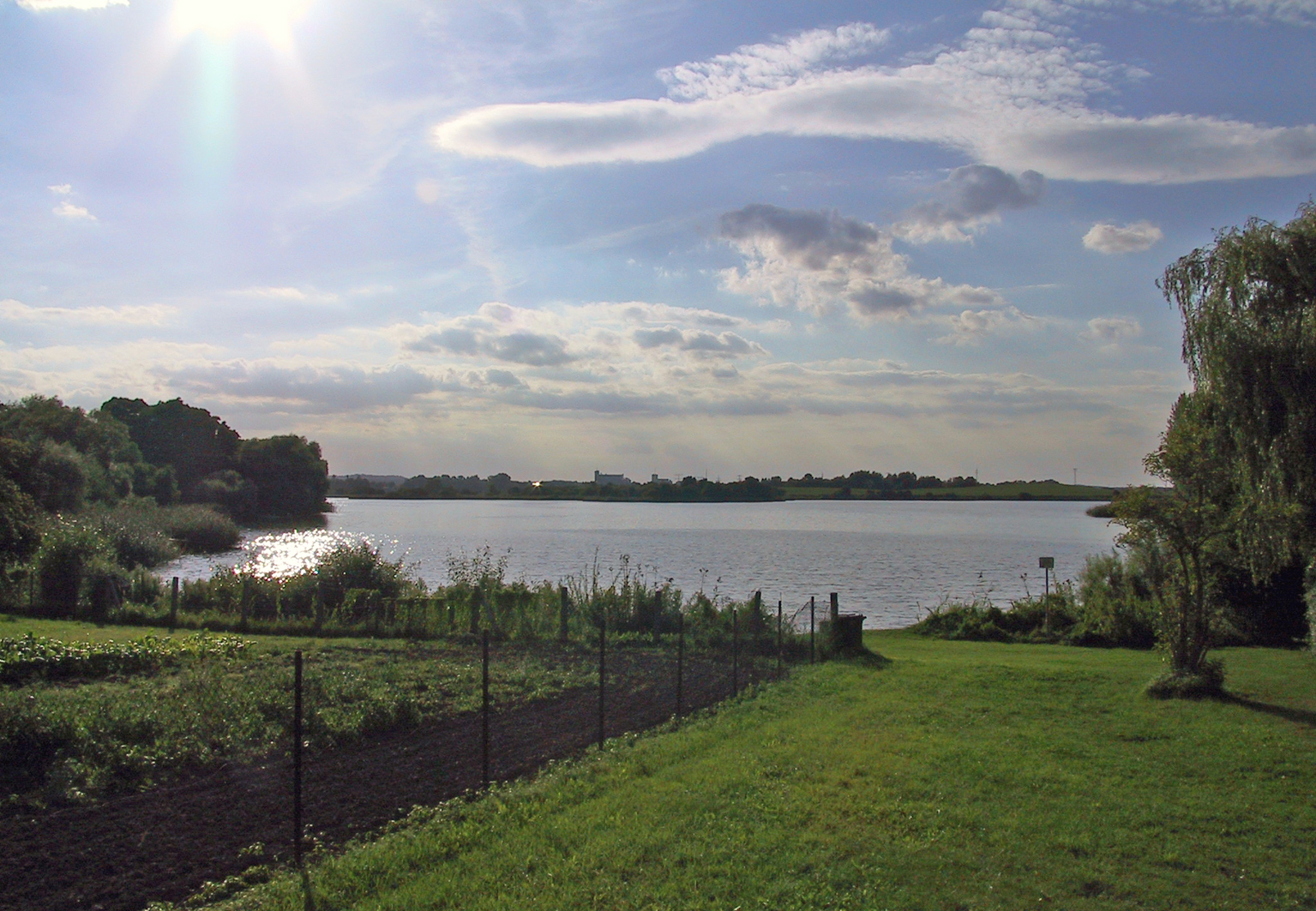
Der Mündesee in Angermünde

### N
- Naugartener See; Abfluss durch den Laakgraben (bedeutet „Seegraben“) zum Strom; ??? ha; Naugarten; 53° 18′ 50″ N, 13° 40′ 45″ O
- Nesselpfuhl; Lychener Seenkreuz; 17 ha; Lychen
- Nettelpfuhl; erkennbarer Abflussweg zum Nettbruch, von dort durch Großen und Kleinen Borgsee zum Oberlauf des Schmidtgrabens; ??? ha; Melzower Forst; 53° 11′ N, 13° 56′ O

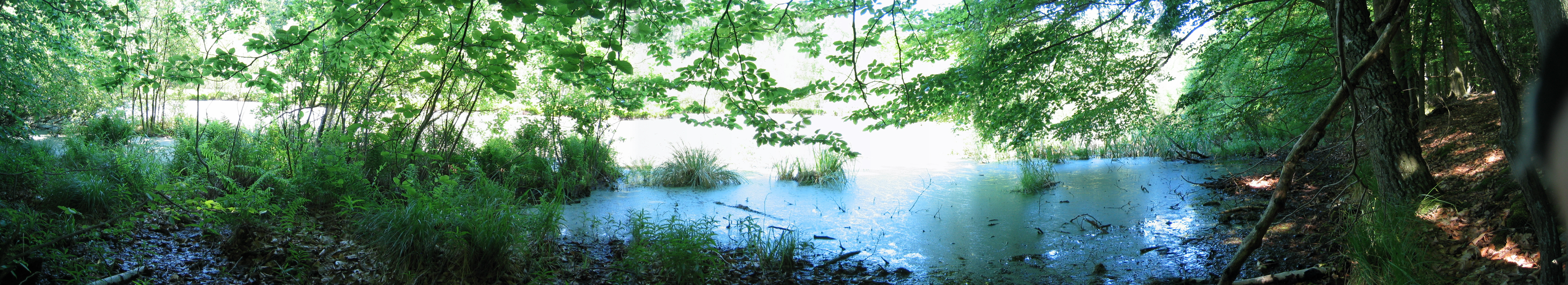
Der Nettelpfuhl im Melzower Forst, direkt an der BAB 11 – Autobahnabfahrt Warnitz

- Netzowsee; Netzowfließ bei Knehden, Verbindung zum Bruch- und Gleuensee; ??? ha; Netzow (bei Templin)

### O
- Oberpfuhl; Lychener Seenkreuz; 65 ha; Lychen
- Oberuckersee; Ucker; 685 ha; Warnitz; 53° 11′ 8″ N, 13° 51′ 47″ O

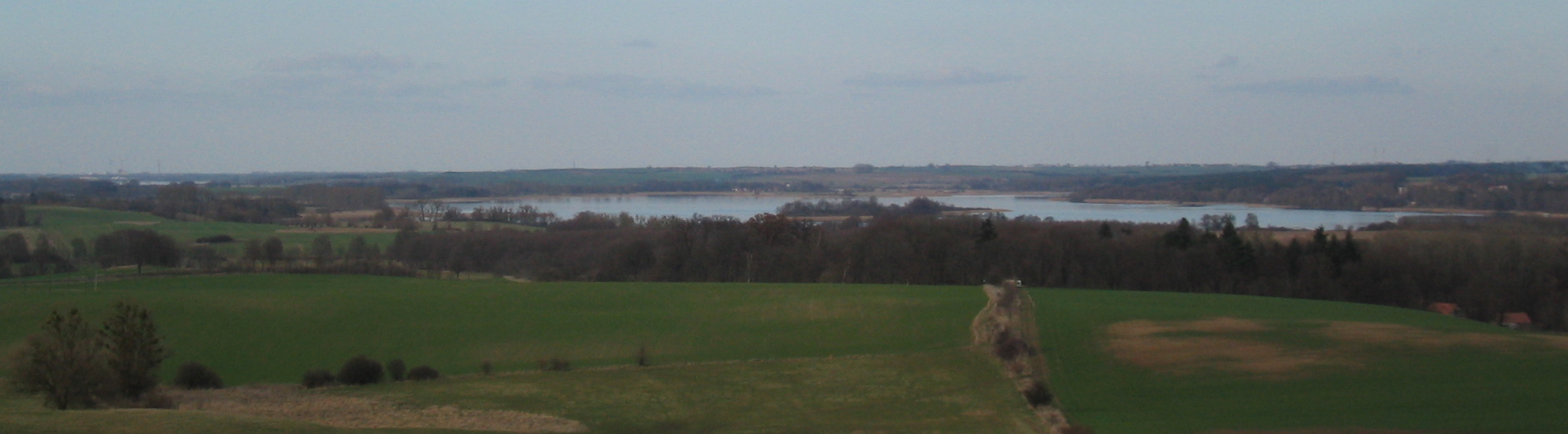
Der Oberuckersee mit Burgwallinsel

### P
- Papensee; Verbindung zur Ucker; ??? ha; nordwestlich von Seehausen; 53° 13′ 26″ N, 13° 52′ 34″ O
- Großer Papensee; Ablauf zum Großen Burgsee → Rauegraben → Oberuckersee; 1,28 ha; bei Blankenburg; 53° 12′ 44″ N, 13° 55′ 53″ O
- Großer Parmensee; im Verlauf der Quillow; 123 ha; Parmen, südlich von Fürstenwerder
- Parsteinsee; Abfluss durch Nettelgraben → Ragöser Fließ zur Havel-Oder-Wasserstraße; 1009 ha; Herzsprung bei Angermünde

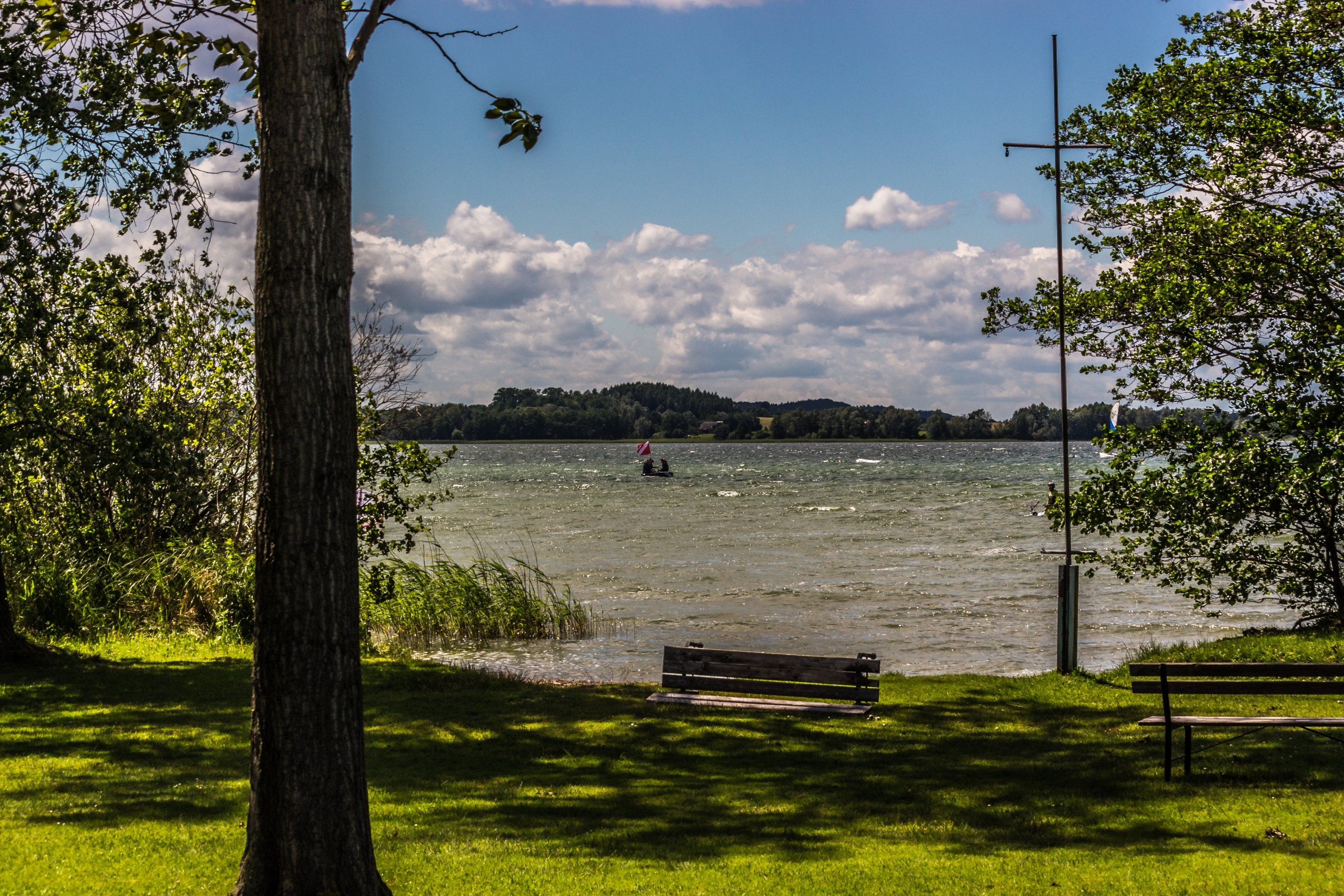
Parsteinsee am Campingplatz Parstein

- Großer Peetzigsee; Binneneinzugsgebiet, Zufluss aus dem Burgsee; ??? ha; Gut Peetzig bei Angermünde; 53° 4′ 11″ N, 13° 55′ 11″ O

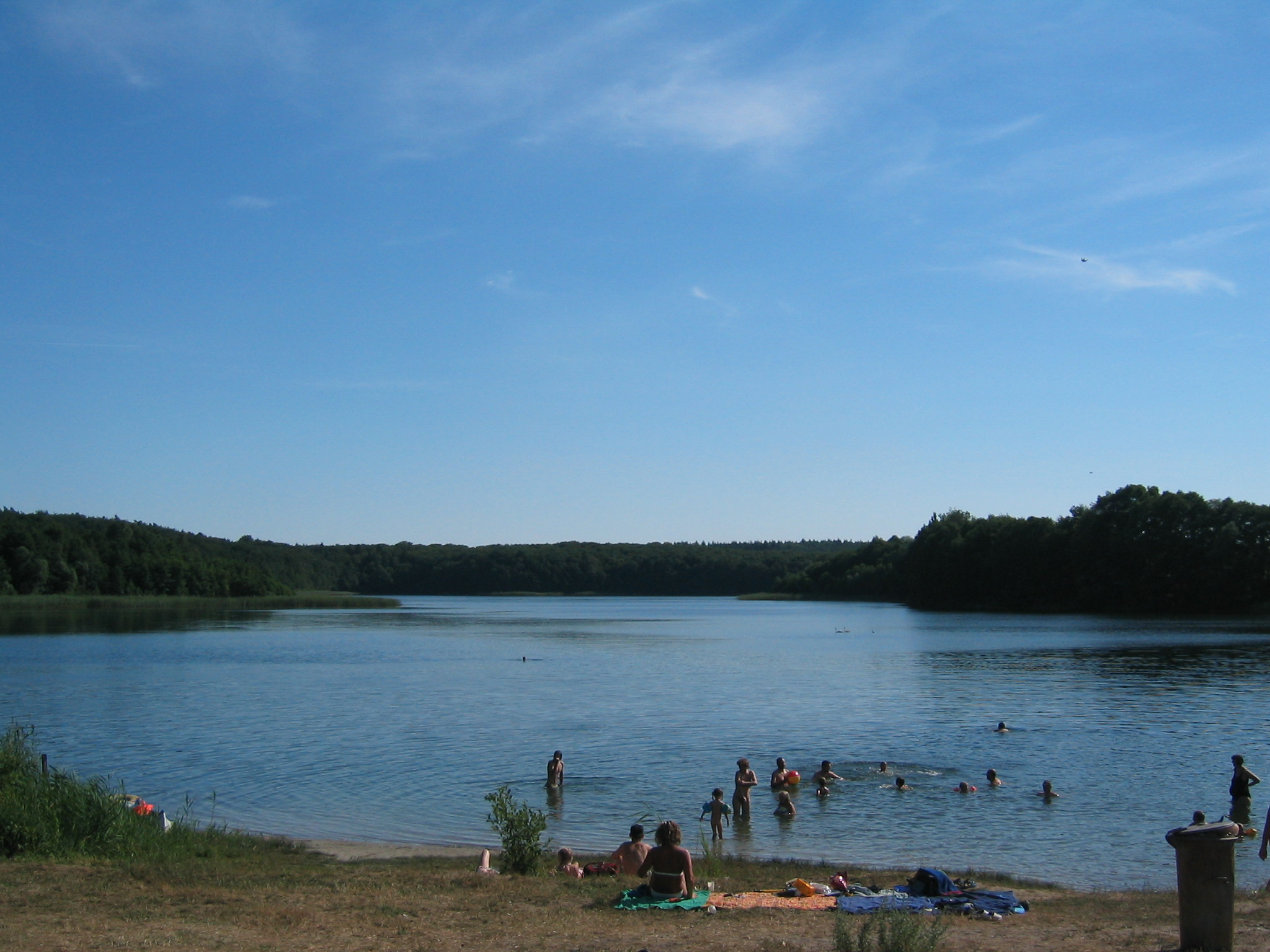
Großer Peetzigsee

- Kleiner Peetzigsee; Binneneinzugsgebiet des Großen Peetzigsees; ??? ha; Gut Peetzig, Greiffenberg bei Angermünde
- Petschsee; Abfluss zum Dievenitzgraben, der durch den Mündesee zur Welse fließt; ??? ha; östlich von Angermünde; 53° 0′ 57″ N, 14° 3′ 2″ O
- Großer Petznicksee; Abfluss durch den Scheßbachgraben zur Scheitelhaltung bei Boitzenburg; zus.: 17,5 ha; Boitzenburger Land, südöstlich von Weggun, Zerweliner Heide; 53° 18′ 54″ N, 13° 36′ 20″ O

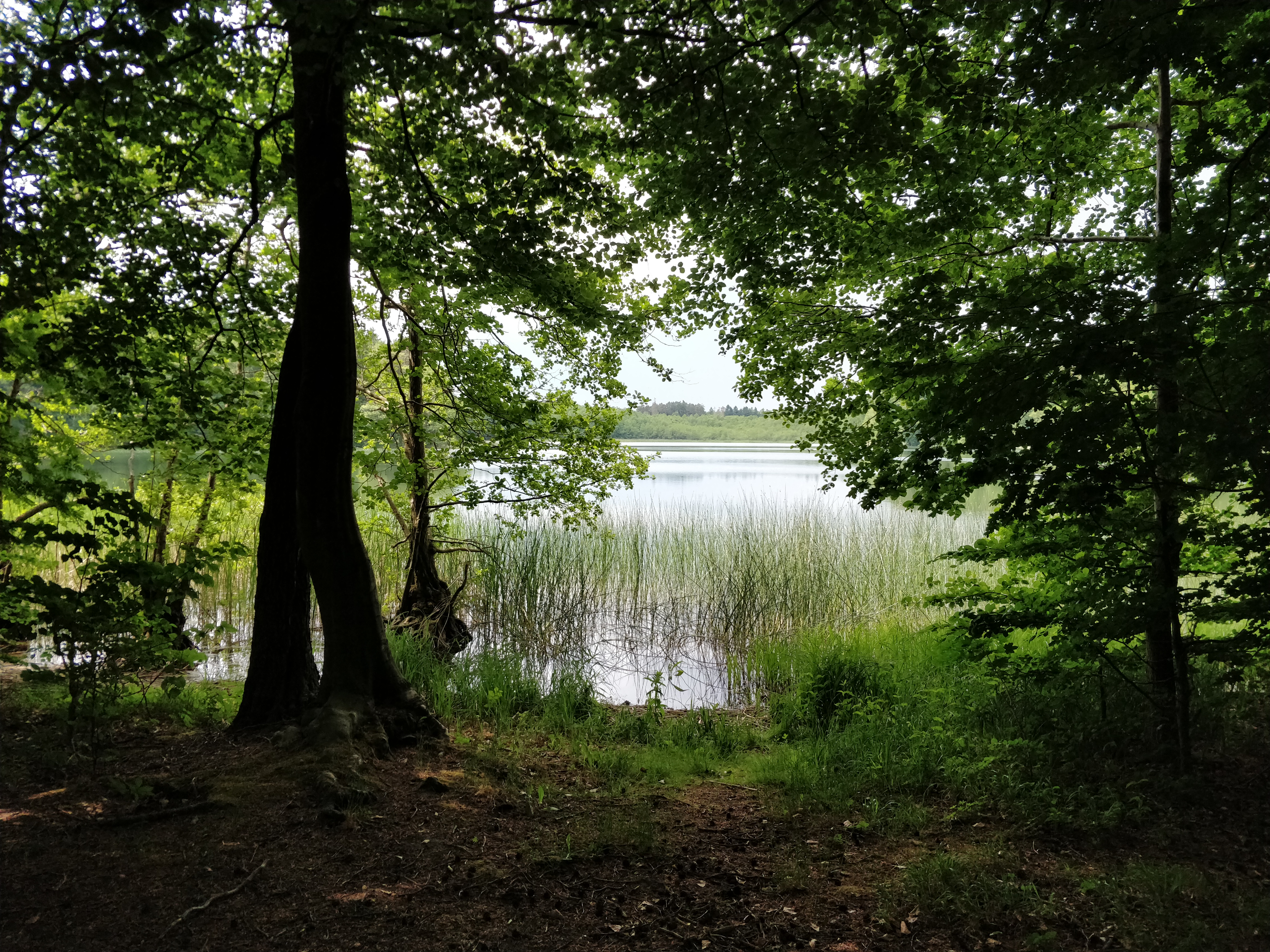
Großer Petznick

- Kleiner Petznicksee; Abfluss durch den Scheßbachgraben zur Scheitelhaltung bei Boitzenburg; ??? ha; Boitzenburger Land, südöstlich von Weggun, Zerweliner Heide; 53° 18′ 43″ N, 13° 36′ 8″ O
- Petznicksee; Aalgraben; 75 ha; Petznick, nordöstlich von Templin 53° 9′ 19″ N, 13° 36′ 53″ O
- Pinnower See; Verbindung zum Plötzensee, Katharinensee; 54 ha; südöstlich von Pinnow (Ortsteil der Gemeinde Gerswalde) / Potzlow Ausbau; 53° 12′ 29″ N, 13° 47′ 19″ O
- Platkowsee; Lychener Seenkreuz; 70 ha; Wuppgarten bei Lychen
- Plötzensee; Verbindung zum Pinnower See; ??? ha; südwestlich von Potzlow (Abbau); 53° 11′ 49″ N, 13° 48′ 12″ O

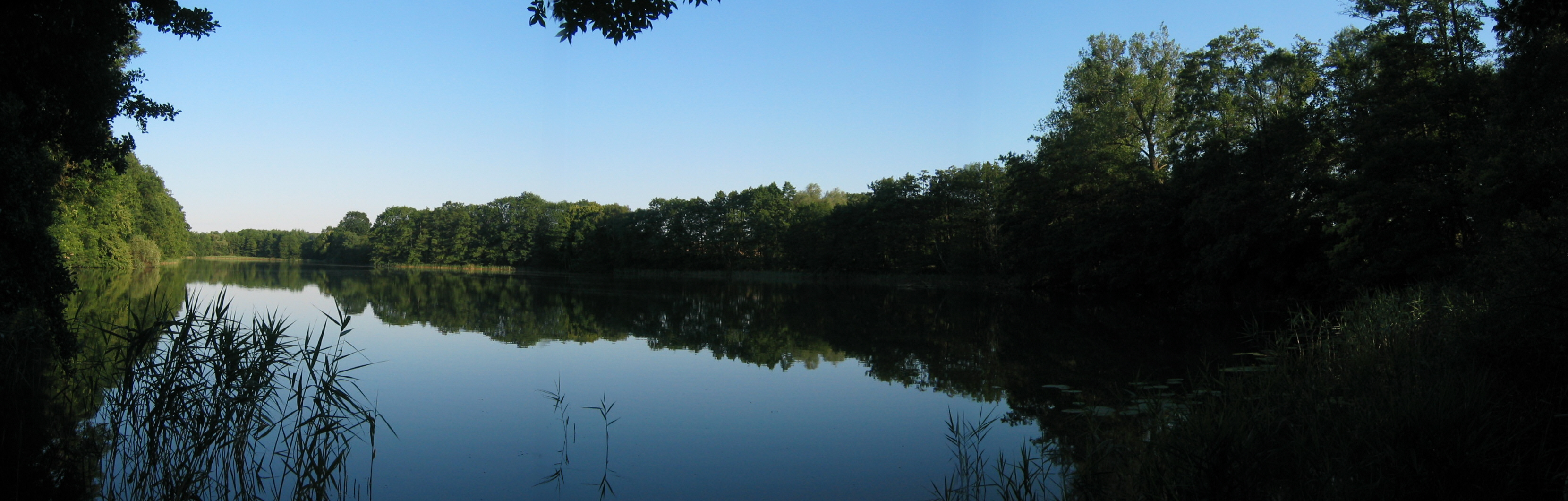
Plötzensee

- Großer Plötzsee; Ablauf durch den Plötzengraben zum Teschemdorfer Graben in Richtung Oder; ??? ha; nördlich von Görlsdorf bei Angermünde; 53° 3′ 55″ N, 13° 56′ 30″ O

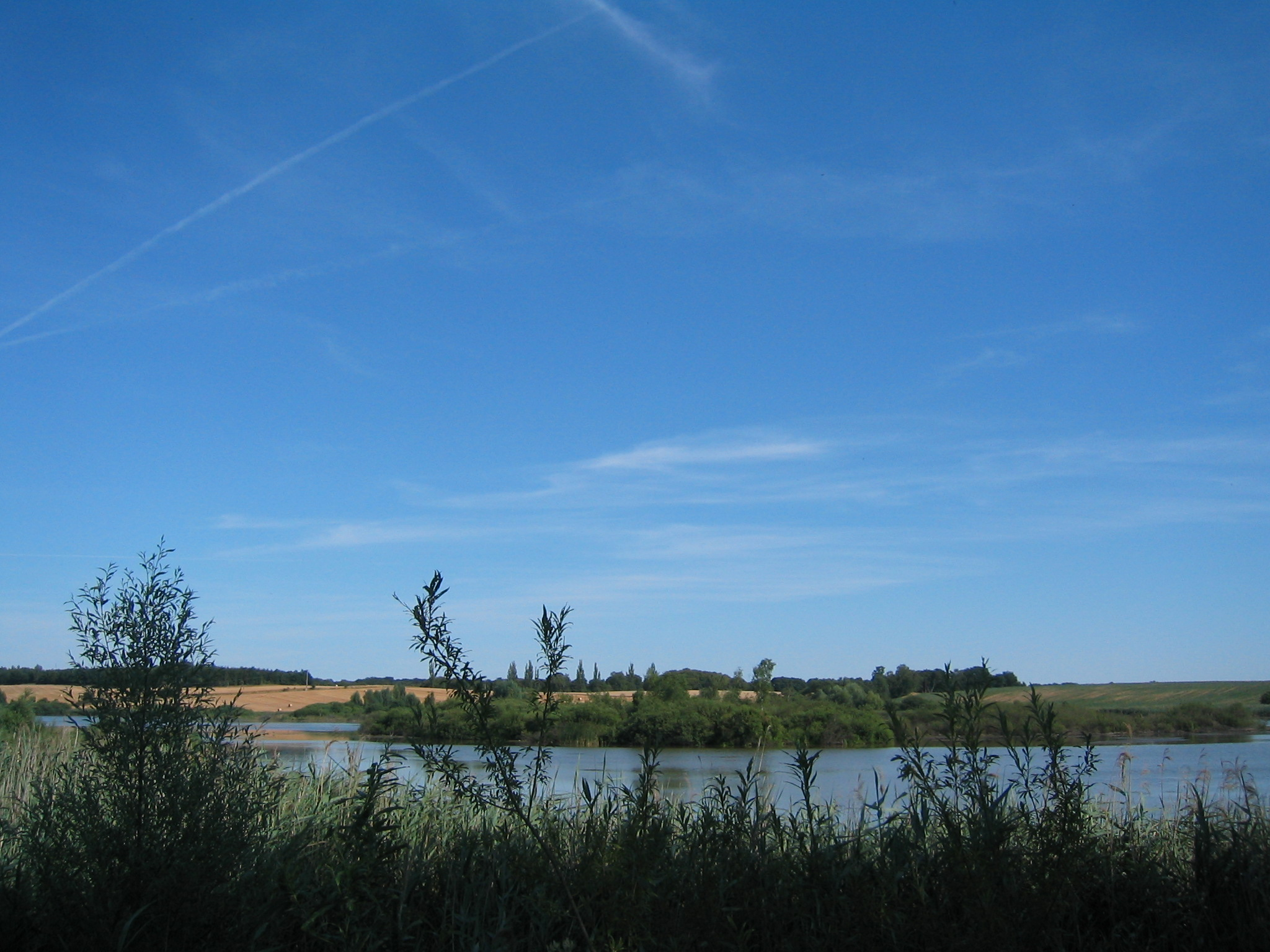
(Großer) Plötzsee

- Großer Plunzsee; Abfluss mit verrohrten Strecken durch den Fennbruchgraben zum Parsteiner See; ca. 24,0 ha; südlich von Zuchenberg, südwestlich von Angermünde; 52° 59′ 18″ N, 13° 56′ 10″ O

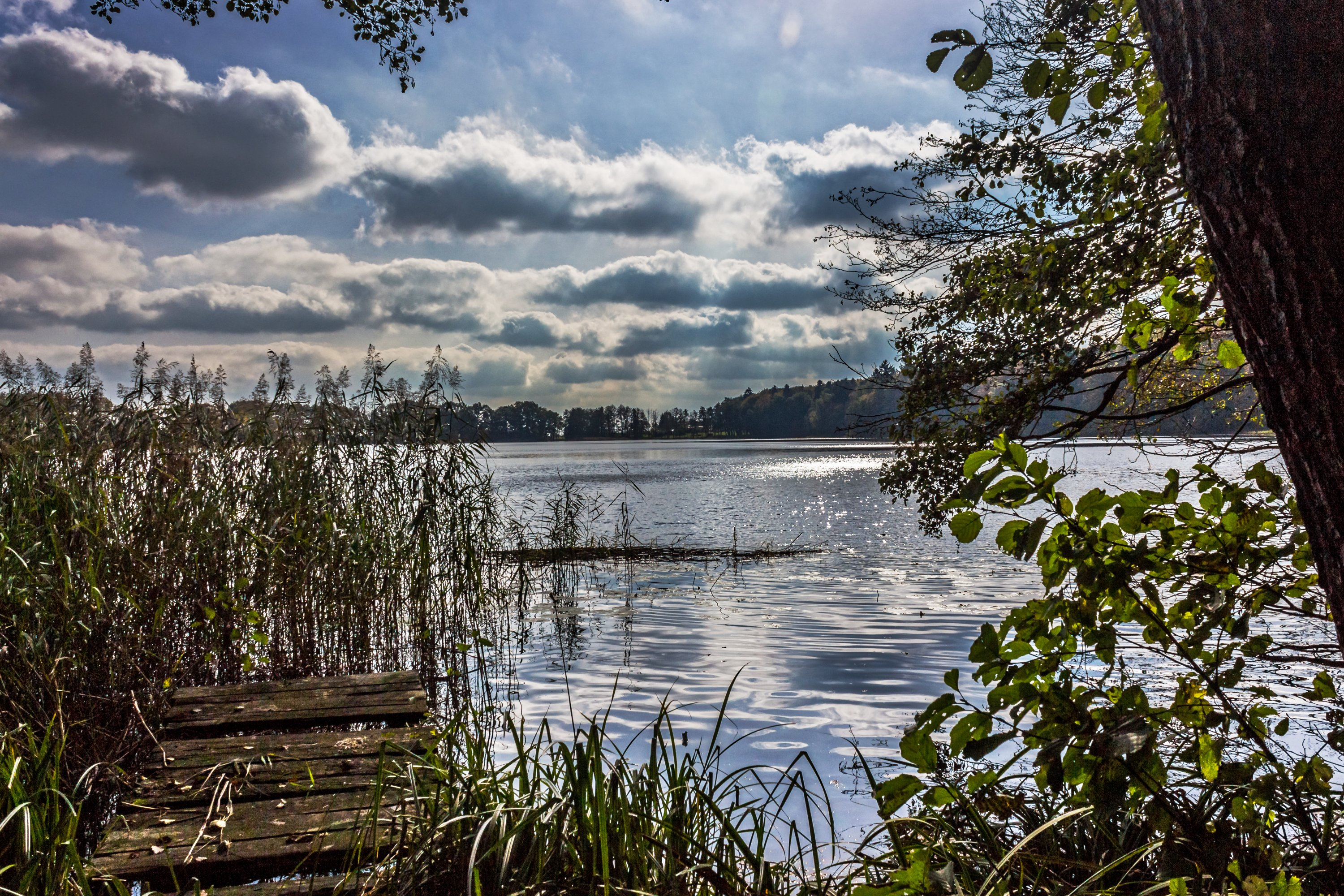
Großer Plunzsee

- Kleiner Plunzsee; Abfluss mit verrohrten Strecken durch den Fennbruchgraben zum Parsteiner See; 3 ha; südlich von Zuchenberg, südwestlich von Angermünde; 52° 59′ 34″ N, 13° 56′ 10″ O

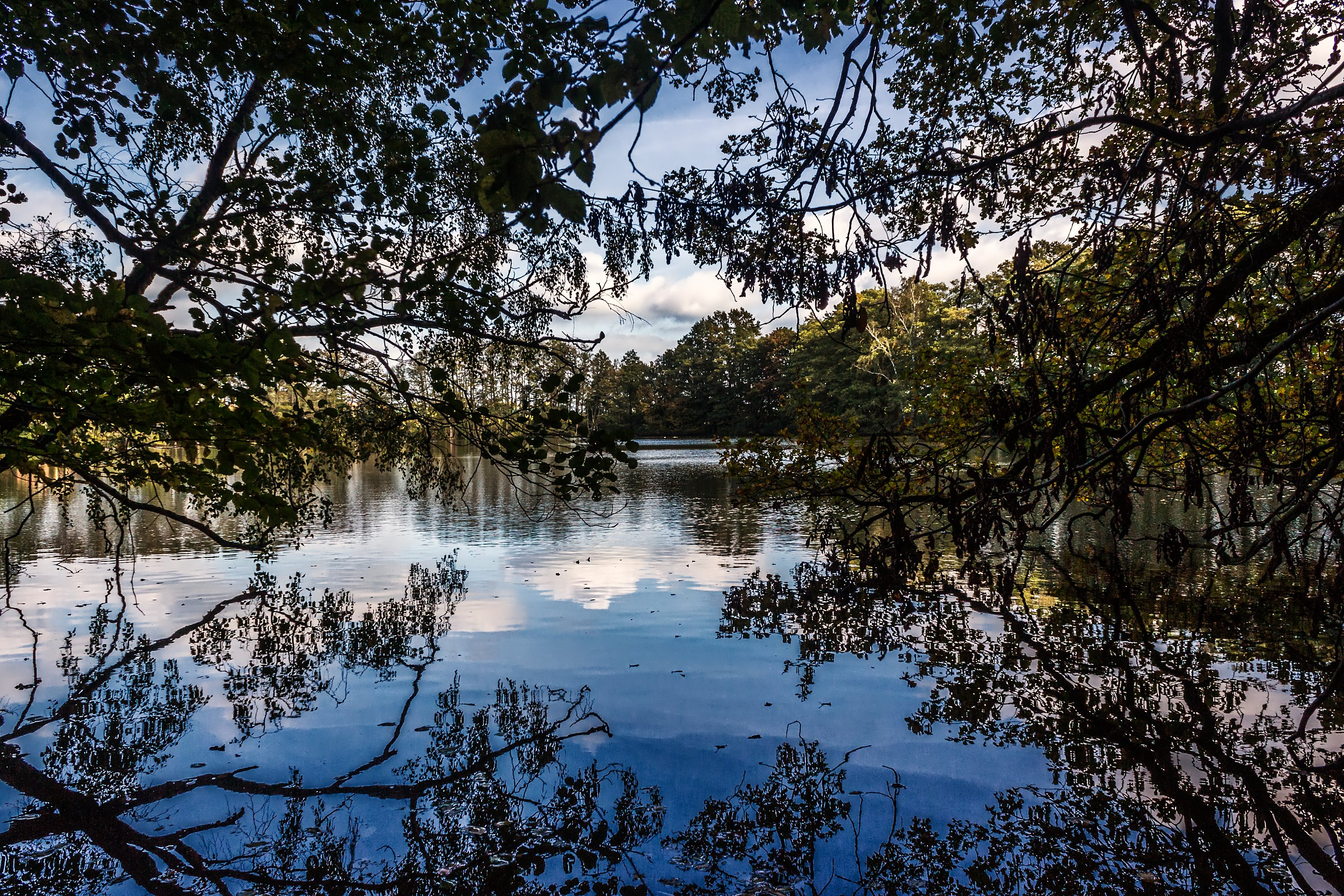
Kleiner Plunzsee

- Polsensee; Vietmannsdorfer Graben, Bollwinfließ; 55,3 ha; bei Vietmannsdorf
- Polßensee; Jacknitzgraben → Schmidtgraben → Welse; 5,0 ha; nördl. von Oberuckersee-Schmiedeberg; 53° 8′ 59″ N, 13° 56′ 47″ O

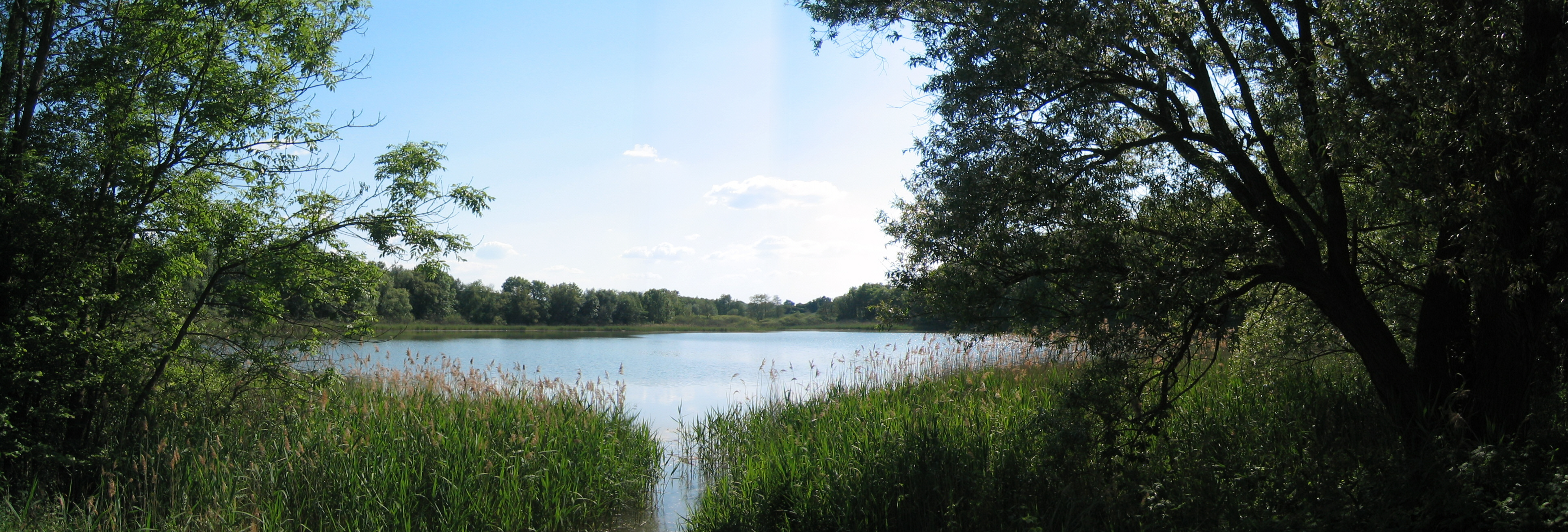
Polßener See

- Potzlowsee; Potzlower Seegraben zum Oberuckersee; 159 ha; Potzlow; 53° 12′ 33″ N, 13° 50′ 35″ O

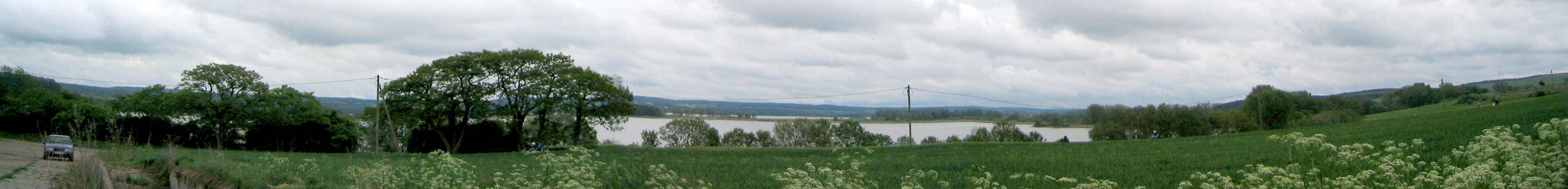
Großer Potzlowsee

- Großer Prähnssee; Abfluss durch den Prähnseegraben zum Dreescher Seegraben → Unteruckersee; ??? ha; südlich vom Dreesch; 53° 17′ 2″ N, 13° 58′ 0″ O

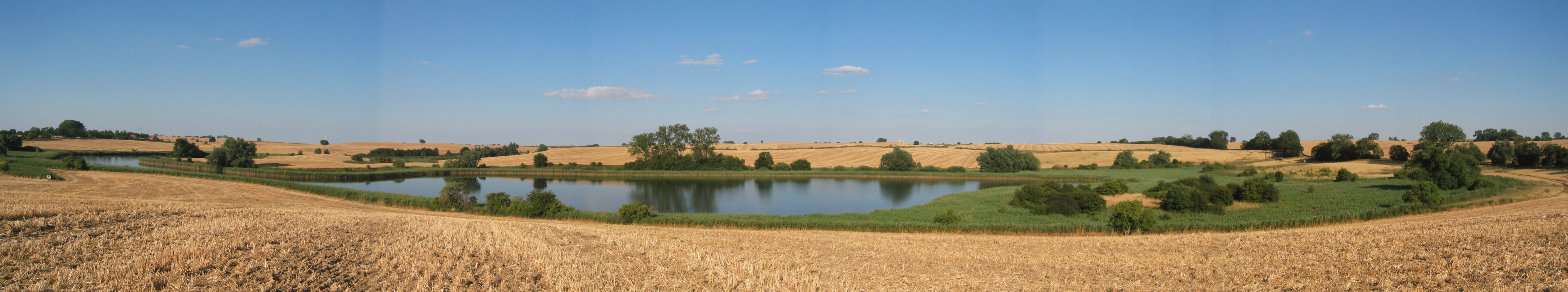
Großer Prähnssee

- Kleiner Prähnssee; Verbindung zum Großen Prähnssee; ??? ha; südlich vom Dreesch; 53° 17′ 13″ N, 13° 58′ 19″ O
- Proweskesee; kurzer Abflussweg zum Quellbach der Ucker; 5,74 ha; bei Hohenwalde, nördlich von Ringenwalde

### R
- Ragollinsee; Abfluss zum Großen Dolgensee' (Trebowseegraben zum Templiner Gewässer); ??? ha; nördlich von Kreuzkrug, westlich von Petznick
- Rathenowsee; Zu- und Abfluss Lychener Gewässer; Warthe (Boitzenburger Land)
- Großer Rathsee; isoliert; ??? ha; in der Kleinen Heide südwestlich von Prenzlau, nordöstlich von Schmachtenhagen; 53° 16′ 40″ N, 13° 47′ 26″ O
- Kleiner Rathsburgsee; Abfluss durch Großen Rathsburgsee und Großen Kuhsee zum Glambecksee, von dort verrohrt in den Schmidtgraben; 10,65 ha; Heidehof (bei Blankenburg); GKZ 8000269628611; 53° 12′ 1″ N, 13° 56′ 20″ O
- Großer Rathsburgsee; Abfluss durch Großen Kuhsee zum Glambecksee, von dort verrohrt in den Schmidtgraben; ??? ha; Heidehof (bei Blankenburg); 53° 12′ 6″ N, 13° 57′ 6″ O
- Reckowsee; Ablauf zum nahen Bagemühler Fließ; ??? ha; Carmzow, südwestlich von Brüssow
- Redernswalder See;[6] Abfluss durch den Redernswalder Graben in die Welse; 58 ha; nordwestlich von Wolletz;

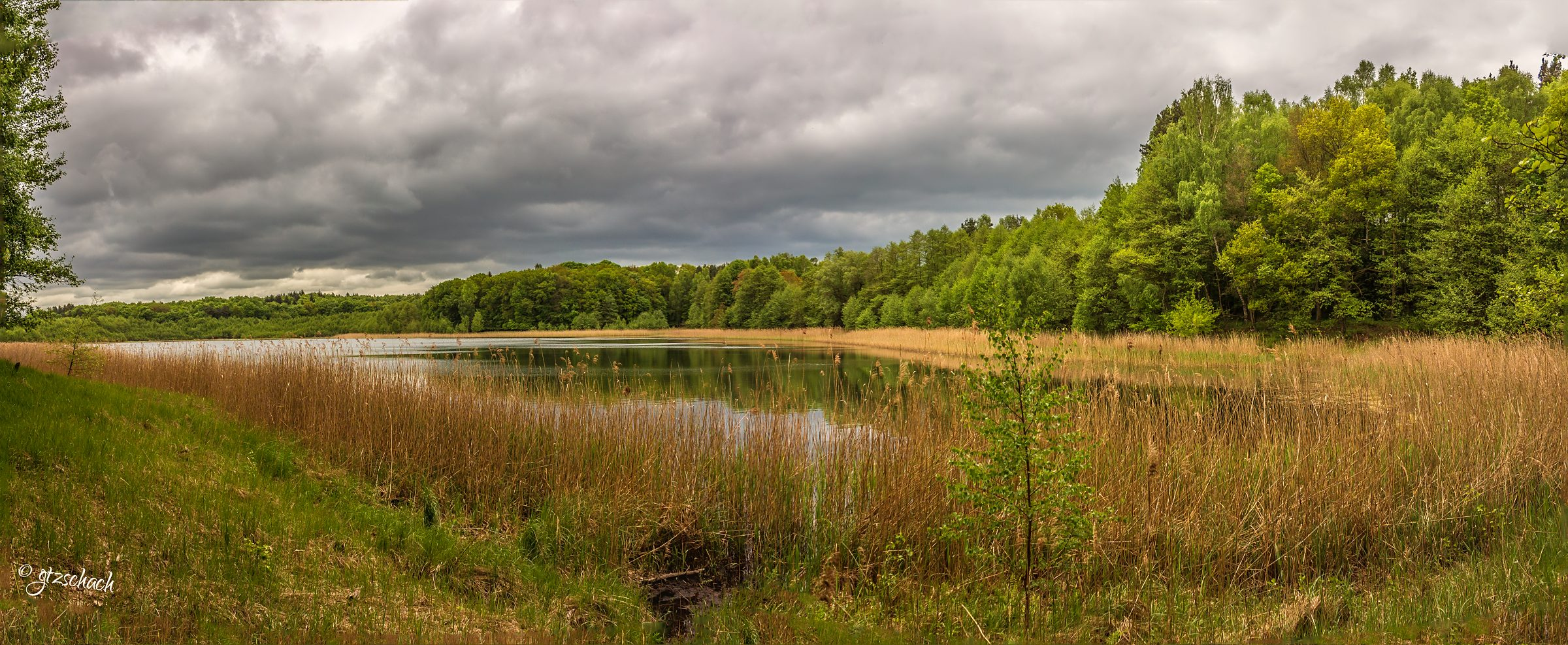
Redernswalder See

- Reiherkuhle; isoliert; ??? ha; nördlich von Melzow; 53° 11′ 17″ N, 13° 54′ 20″ O
- Rittgartener See; Dolgener Bach zum Köhntop; ??? ha; Rittgarten, Augustfelde, Wittstock; 53° 23′ 17″ N, 13° 43′ 7″ O
- Rohrhalmgrund; wahrscheinlich Ablauf zum Mittelsee; ??? ha; nordöstlich von Melzow; 53° 10′ 37″ N, 13° 55′ 5″ O
- Rohrpfuhl; isoliert; ??? ha; Haßleben; 53° 12′ 56″ N, 13° 41′ 48″ O
- Rosinsee; Abfluss durch den Ziethener Seebruchgraben in den Parsteiner See; ??? ha; Klein Ziethen, Nähe B 198, südwestlich von Angermünde; 52° 57′ 29″ N, 13° 56′ 51″ O

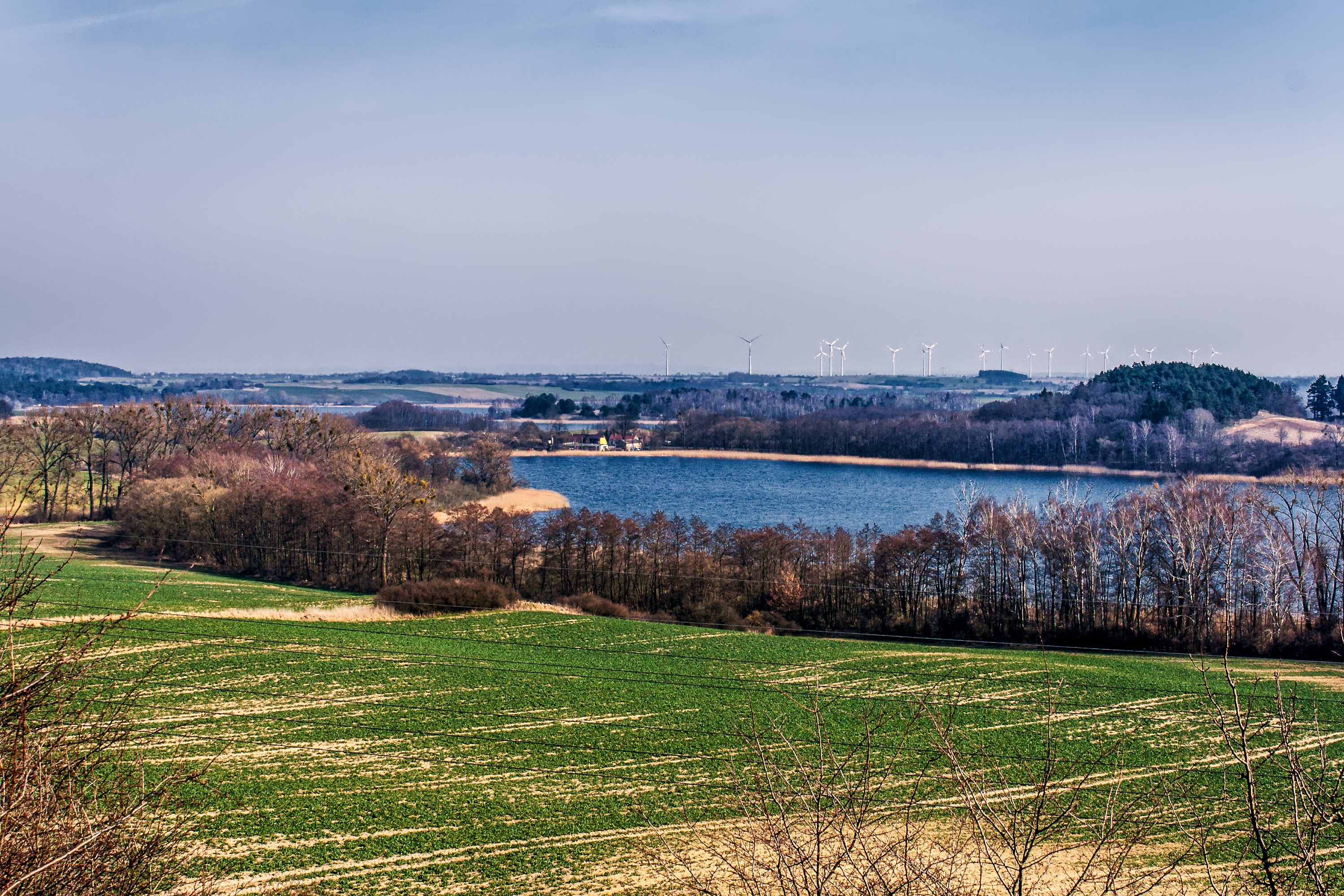
Rosinsee

- Rosinsee; nach aktuellen Karten abflusslos, nach älteren Abfluss zum Brodowinsee; 20 ha; südöstlich von Brodowin

- Rote See; isoliert; 4,6 ha; Prenzlau

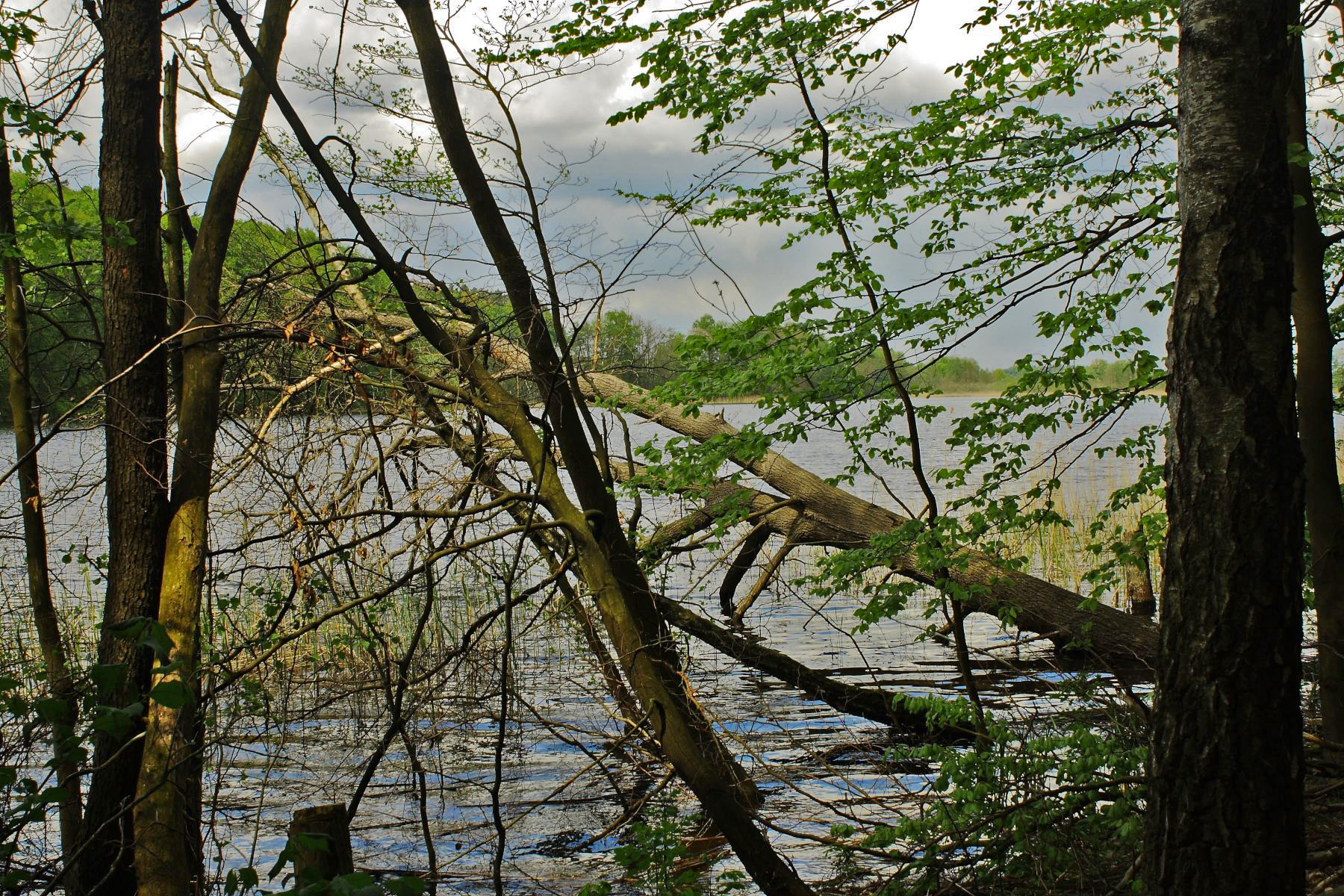
Südufer Rosinsee am Rosinfenn

- Rote See; Abfluss durch Krummen See → Rauegraben in den Oberuckersee; 0,5 ha; Seehausen (kleiner Teich)
- Roter See; Abfluss durch den Graben 40.9 (GKZ 9681726) in den Dreescher Seegraben (GKZ 968172); ??? ha; westlich von Dreesch; 53° 17′ 39″ N, 13° 56′ 27″ O
- Röddelinsee; Templiner Kanal; ??? ha; Röddelin (bei Templin)
- Runder See; im Abfluss aus dem Krummen See zum Großen Potzlowsee; 2,0 ha; südlich von Potzlow; 53° 12′ 6″ N, 13° 50′ 18″ O

### S
- Sabinensee; Abfluss zum Mühlensee der „Kleinen“ Ucker; ??? ha; Willmine zw. Böckenberg und Temmen; 53° 6′ 45″ N, 13° 45′ 51″ O

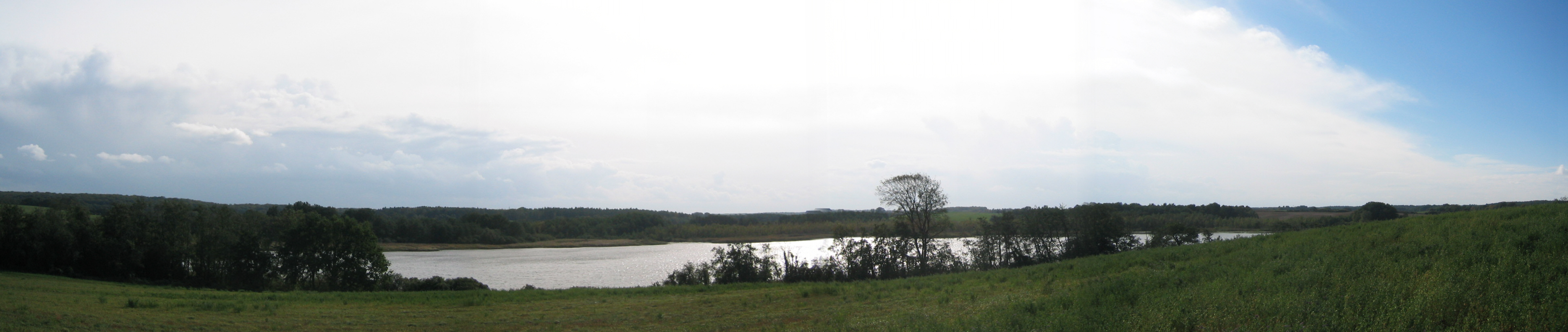
Sabinensee

- Großer Sandsee; unvollständig kartierter, aber in Luftbildern (wo nicht verrohrt) erkennbarer Abfluss durch den benachbarten Tiefern See zum Unteruckersee; 3,18 ha; Röpersdorf
- Sandowsee; Zulauf aus westlich benachbarten Seen (600 m + 270 m); 0,80 ha; Schenkenberg
- Scharfrichtersee; isoliert; ??? ha; in Prenzlau
- Schloßsee; Verbindung zum Küchenteich; ??? ha; Boitzenburg
- Schmaler Temmen; Verbindung zum Düstersee; 13,19 ha; bei Alt-Temmen, Neu-Temmen im Suckower Forst
- Schönebergsee; isoliert; ??? ha; südöstlich von Neuhaus, bei Steinhöfel; 53° 4′ 8″ N, 13° 50′ 44″ O
- Gramzower Schulzensee; Abflüss zum Glambecksee → Schmidtgraben und Pseudofifurkation zum Gramzower Haussee (→ Gramzower Mühlbach); ??? ha;; 53° 12′ 38″ N, 13° 59′ 48″ O
- Großer Schulzensee; Verbindung zum Unteruckersee; ??? ha; südlich von Röpersdorf; 53° 16′ 16″ N, 13° 50′ 31″ O
- Kleiner Schulzensee; Verbindung zum Unteruckersee; ??? ha; südlich von Röpersdorf; 53° 16′ 20″ N, 13° 50′ 33″ O
- Schulzensee (einer von zahlreichen Seen dieses Namens); Verbindung zum Kleinen Sternhagener See; ??? ha; nordöstlich von Sternhagen; 53° 14′ 44″ N, 13° 48′ 22″ O
- Schwaneberger See; heute verrohrter Ablauf zum Entwässerungsweg von Wallmow zum Graben 63.2, der unterhalb von Woddow ins Bagemühler Fließ (zur Randow) mündet; 2,68 ha; gelegen auf halbem Wege zwischen Wallmow und Schwaneberg
- Schweineloch; isoliert; ??? ha; im Melzower Forst; 53° 11′ 32″ N, 13° 55′ 40″ O
- Schwemmpfuhl; isoliert; ??? ha; südöstlich von Buchholz; 53° 11′ 43″ N, 13° 45′ 32″ O
- Schumellensee; Verbindung zum Haussee, Krienkowsee, Küchenteich; ??? ha; Boitzenburg; 53° 15′ 23″ N, 13° 34′ 30″ O

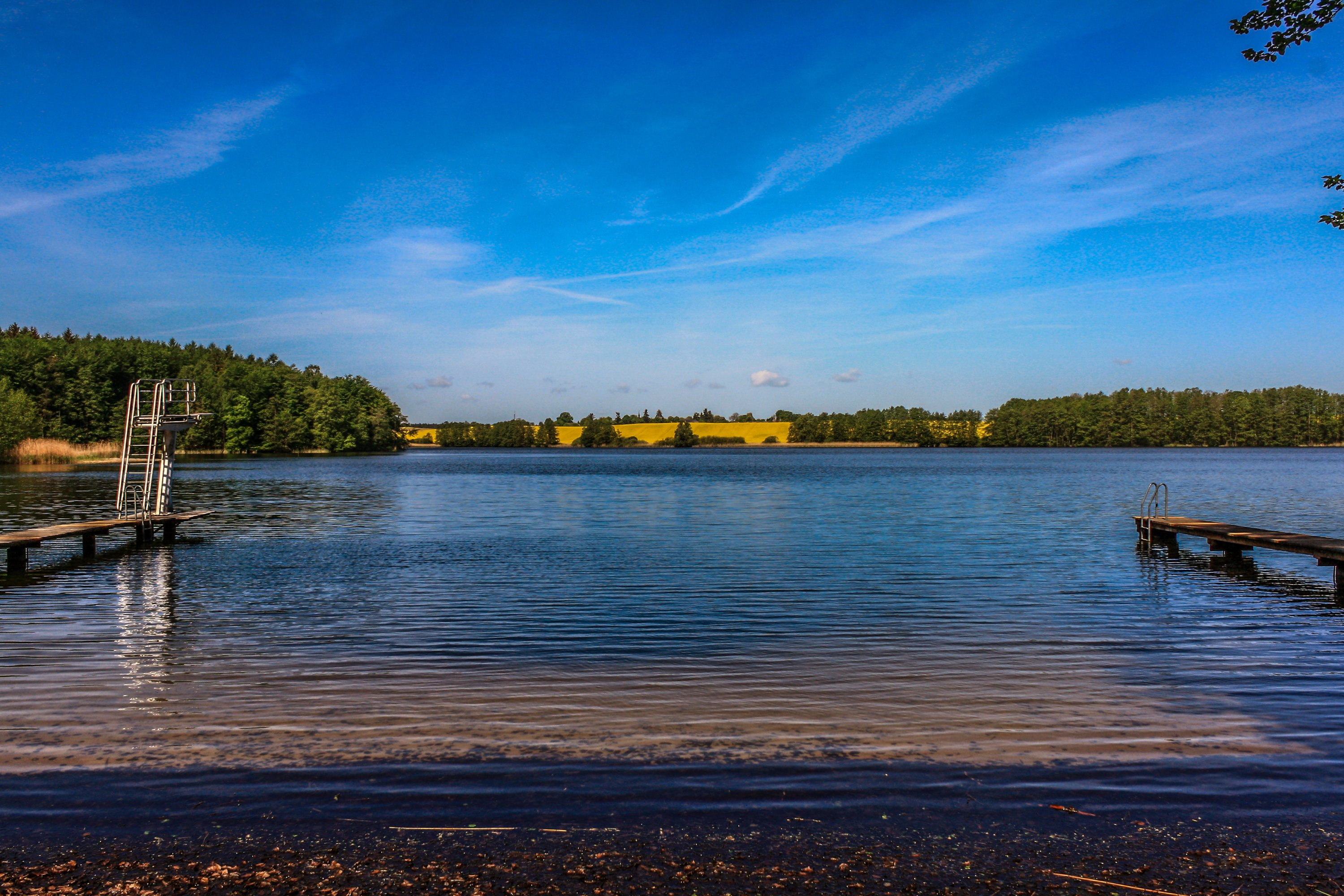
Schumellensee

- Seelübber See; Abfluss zum Unteruckersee heute verrohrt, früher unter freiem Himmel;[7] ??? ha; Seelübbe; 53° 16′ 5″ N, 13° 53′ 47″ O

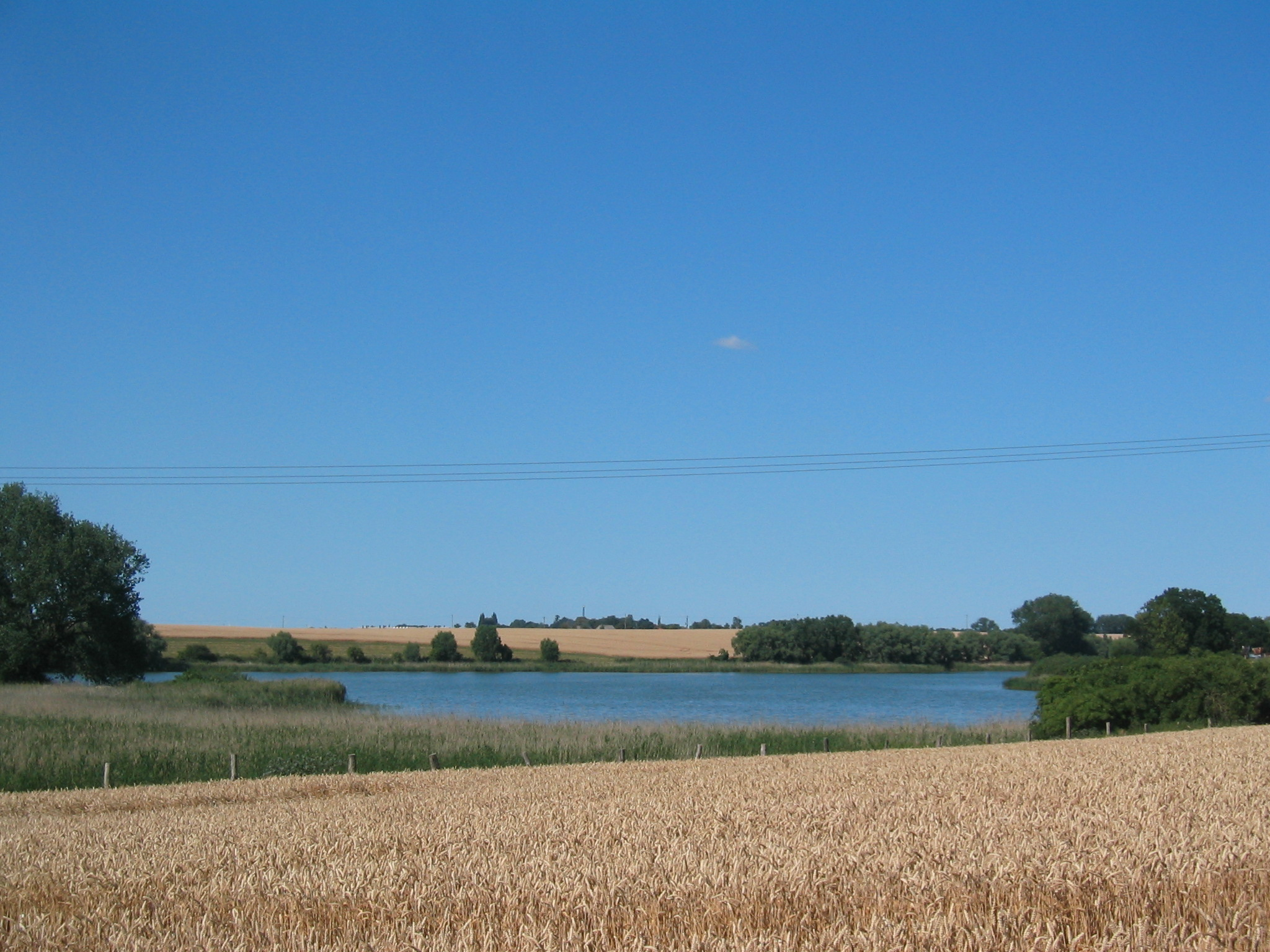
Seelübber See

- Seenkette Augustenfelde; nicht in der DTK10 eingetragener Abflussweg bis zum Gut in Luftbildern deutlich erkennbar; ??? ha; Augustenfelde, östlich B198; 53° 17′ 14″ N, 13° 54′ 33″ O
- Serwester See; Verbindung zum Parsteiner See; 71 ha; Serwest; 52° 56′ 37″ N, 13° 55′ 48″ O

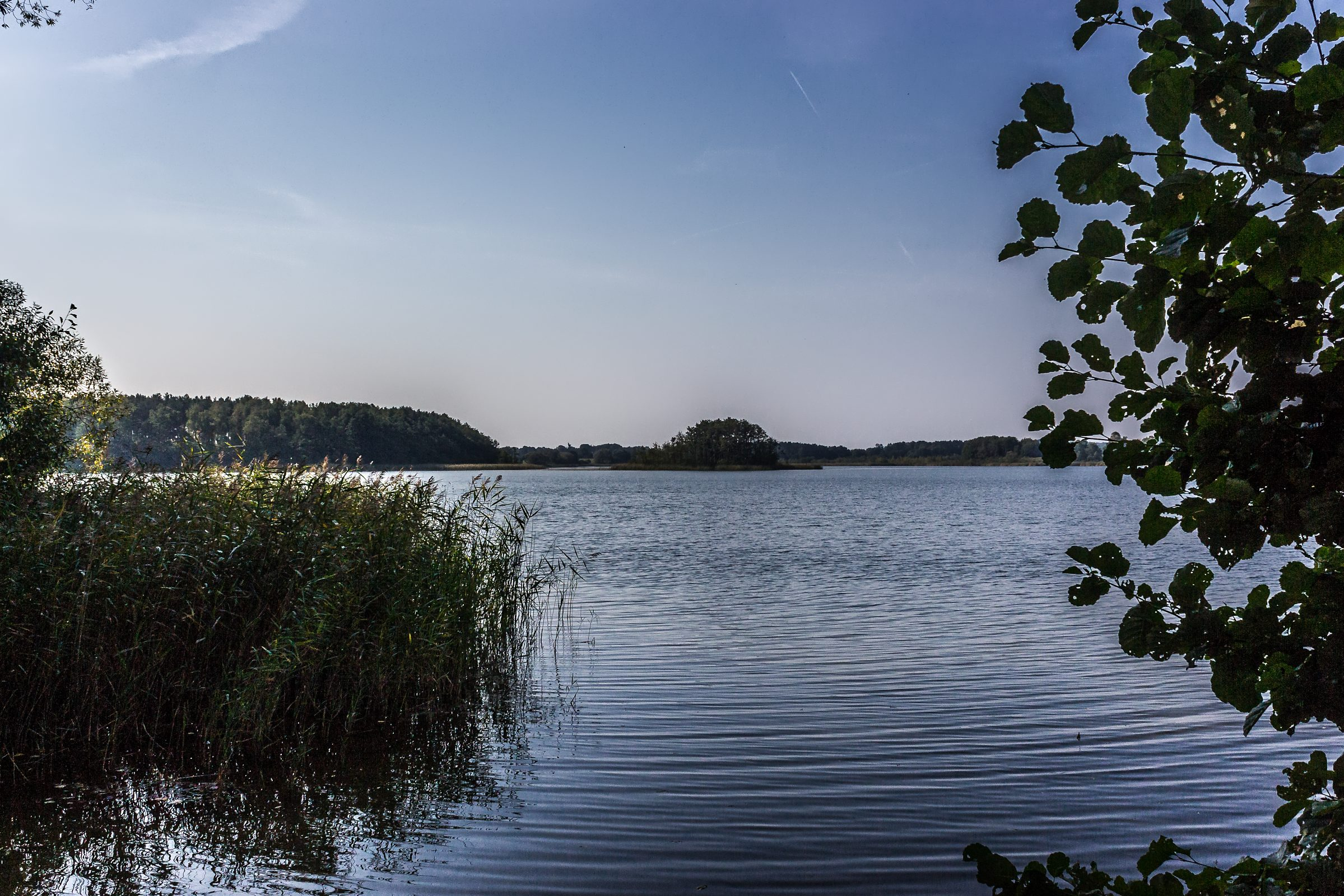
Serwester See

- Silbersee (auch Silberholz); Abfflussweg: Krummer See → Runder See → Potzlower See → Oberuckersee; ??? ha; südlich von Potzlow; 53° 11′ 57″ N, 13° 50′ 8″ O
- Stadtsee; Lychener Gewässer; 19 ha; Lychen
- Stadtsee = Templiner See; im Verlauf des Templiner Gewässers; 94,64 ha; Templin
- Stausee; Verbindung zum Quillow (Parmensee) Ücker; 7,63 ha; Dedelow; 53° 21′ 44″ N, 13° 47′ 28″ O
- Steinsee; Quellsee des Mühlenwiesengrabens durch den Großen Haussee zur Quillow; 8,0 ha; bei Arendsee; 53° 19′ 6″ N, 13° 37′ 20″ O
- Sternhagener See; Verbindung zum Kleinen Sternhagen See, Katharinensee, Stiersee; ??? ha; Sternhagen, Lindenhagen; 53° 14′ 33″ N, 13° 46′ 51″ O
- Großer Stewensee/Gr. Stebensee; Abfluss durch Stewengraben/Stervengraben → Landiner Abzugsgraben in die Welse; ??? ha; Julienwalde, westlich von Pinnow
- Kleiner Stewensee/Kl. Stebensee; Abfluss durch Stewengraben/Stervengraben → Landiner Abzugsgraben in die Welse; ??? ha; Julienwalde, westlich von Pinnow
- Stiernsee; Stierngraben zum Oberuckersee; ??? ha; nördlich von Pinnow (Ortsteil der Gemeinde Gerswalde) / Potzlow Ausbau; 53° 13′ 20″ N, 13° 47′ 58″ O
- Stoizsee; isoliert; westlich von Warthe
- Großer Suckowsee; Suckowseegraben durch den Krienkowsee zur Scheitelhaltung bei Boitzenburg; ??? ha; südlich von Boitzenburg, westlich von Wichmannsdorf; 53° 14′ 26″ N, 13° 36′ 6″ O

### T
- Templiner See; Templiner Kanal, Templiner Seenkreuz; 94,64 ha; Templin (auch Stadtsee genannt)

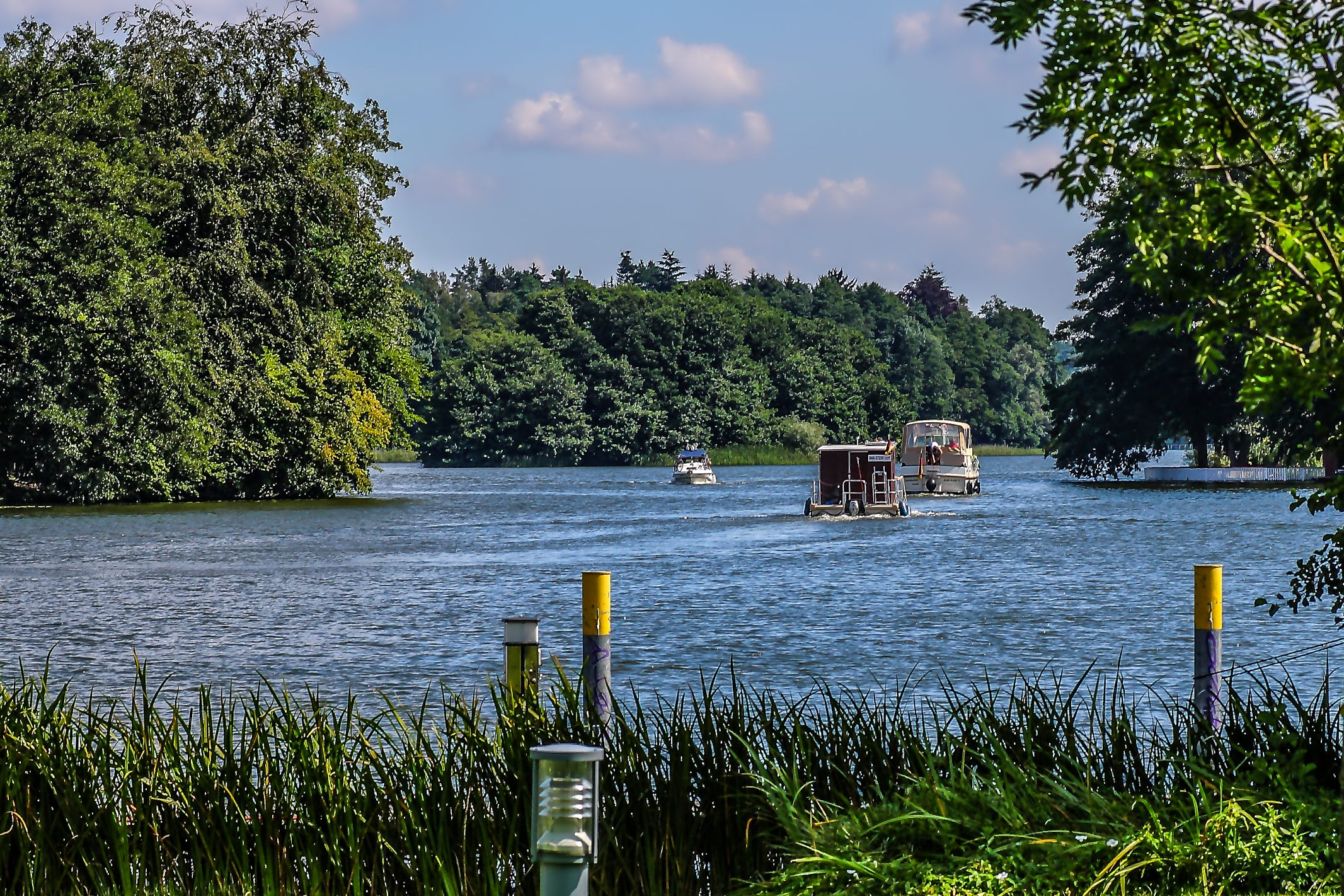
Templiner See

- Temnitzsee; Verbindung zum Labüskesee; 13,83 ha; nördlich von Milmersdorf, (Nähe B109)
- Teufelssee; Abfluss zum Graben 67.9 → Steinfurther Bach → Ucker; 3,10 ha; Jagow
- Tiefer See; isoliert; 9 ha; südöstlich von Bölkendorf; mit 60 Metern eines der tiefsten Gewässer der Uckermark; 52° 56′ 43″ N, 14° 0′ 29″ O

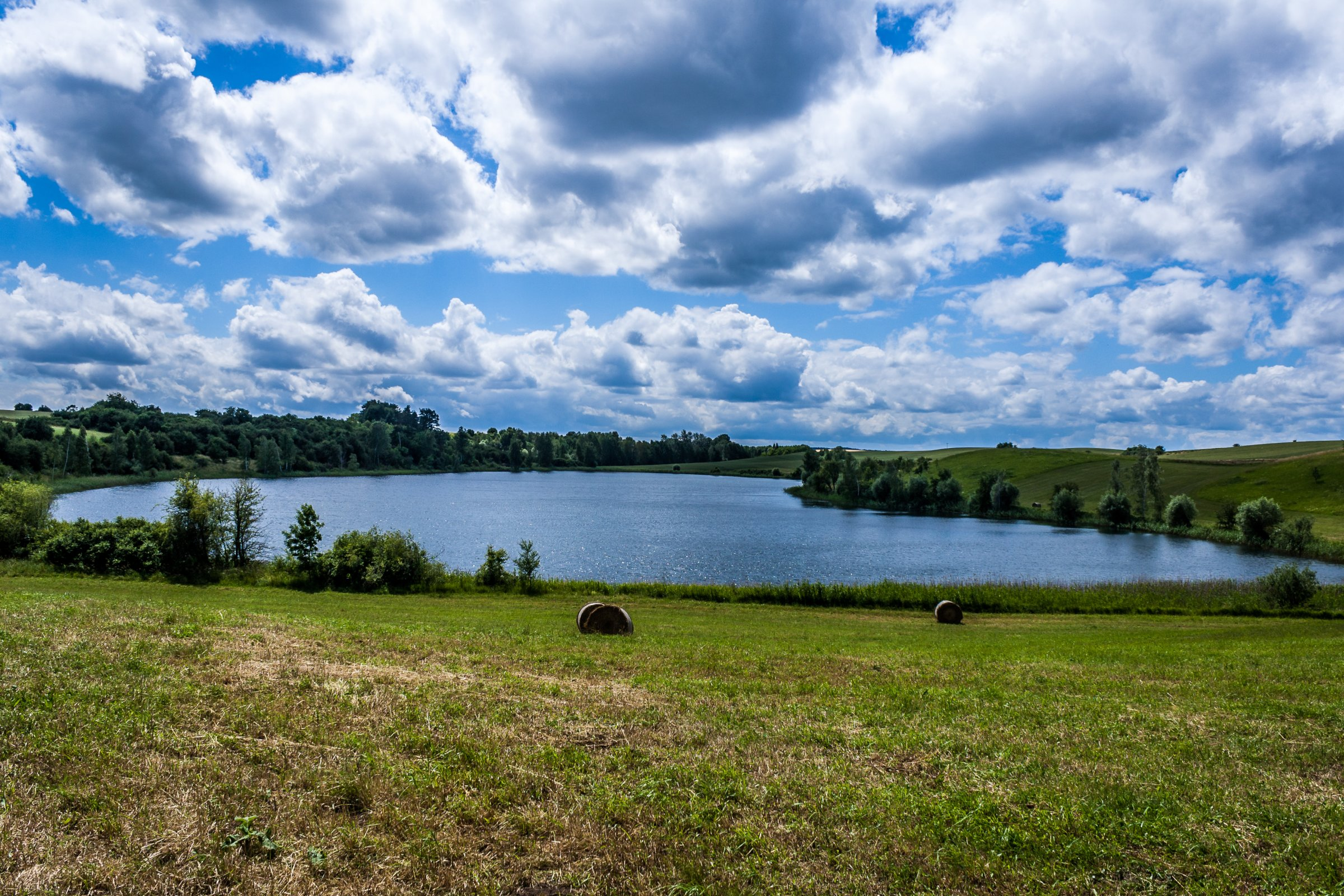
Tiefer See bei Bölkendorf

- Tiefer See; isoliert; ??? ha; Hohengüstow; 25 Meter tiefes Gewässer; 53° 14′ 26″ N, 13° 58′ 18″ O
- Tornower See; isoliert; 2,8 ha; Tornow; 53° 23′ 48″ N, 13° 57′ 50″ O
- Trebowsee; Trebowseegraben (in der Ortslage Herzfelde teilw. verrohrt) zum Teempiner Gewässer; 127,58 ha
- Großer Triensee; isoliert; 2,14 ha; Melzow; 53° 9′ 20″ N, 13° 52′ 6″ O

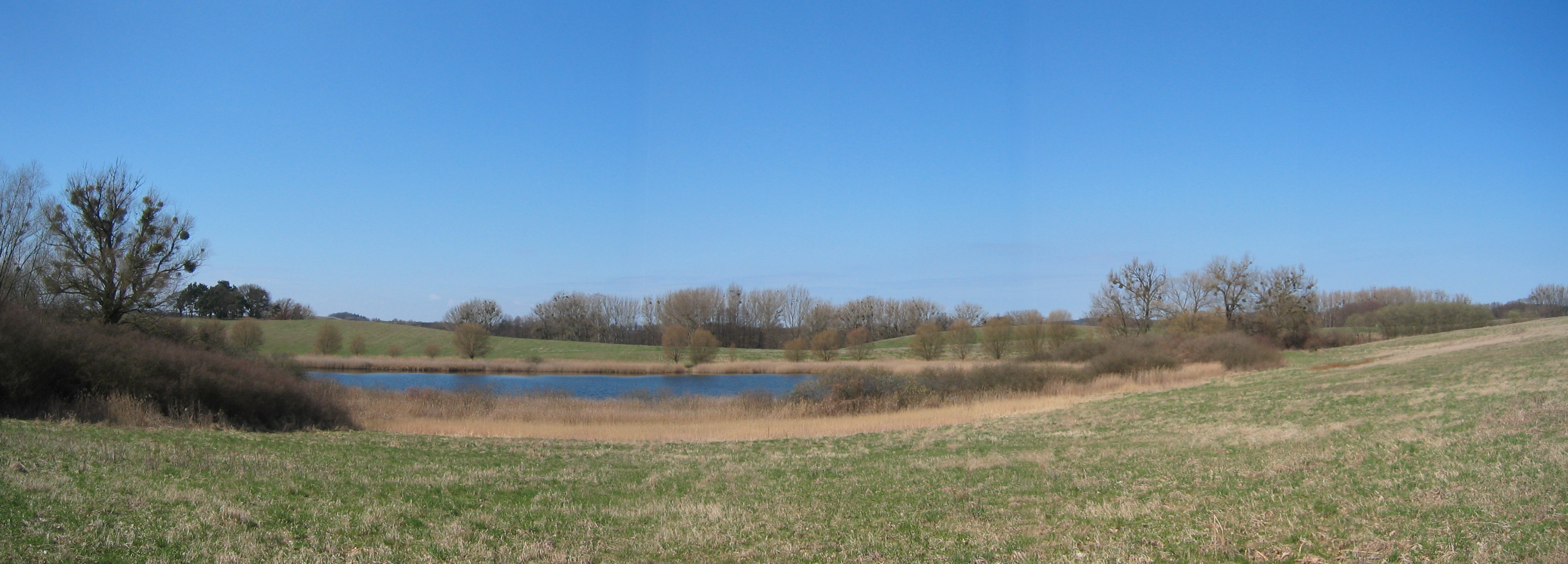
Großer Triensee

- Kleiner Triensee; isoliert; 1,43 ha; Melzow; 53° 9′ 29″ N, 13° 52′ 2″ O

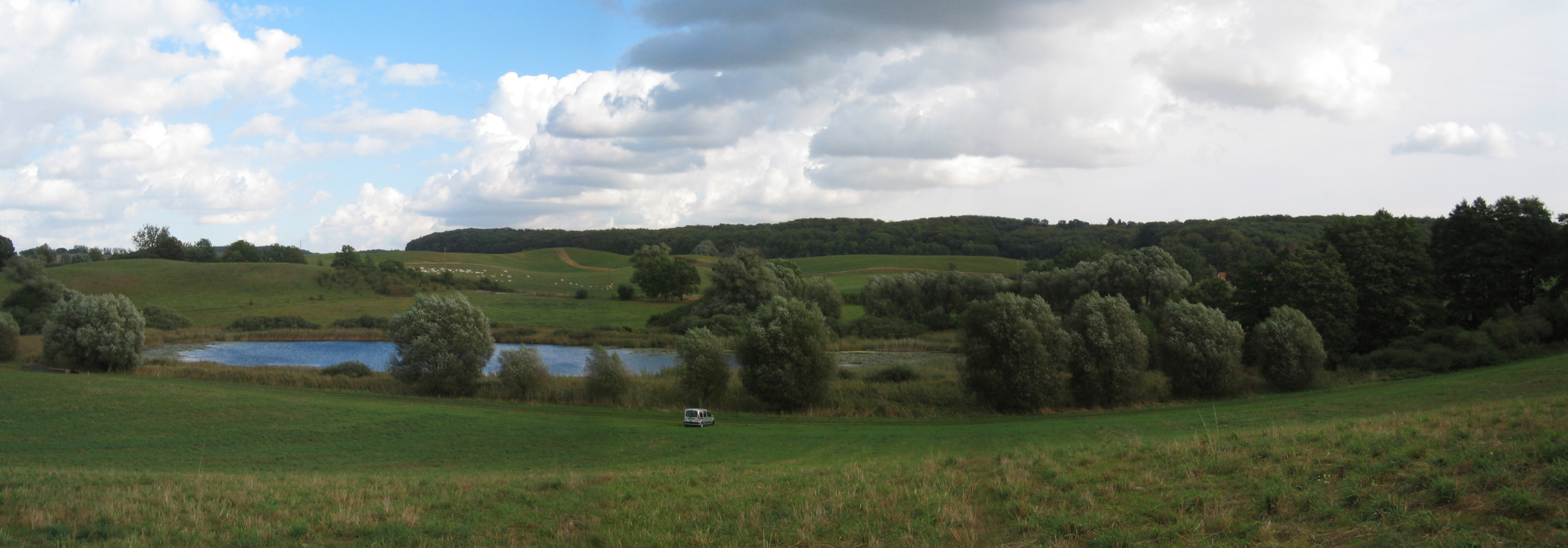
Kleiner Triensee

- Trumpfsee; Abfluss zum Östlichen Oberuckerseegraben (Dükereingang fehlt in der DTK10, ist aber im Luftbild gut zu kennen); ??? ha; Melzow, am Trumpf; 53° 10′ 30″ N, 13° 53′ 28″ O

### U
- Unteruckersee; Ucker; 1000 ha; Prenzlau; 53° 16′ 48″ N, 13° 51′ 52″ O

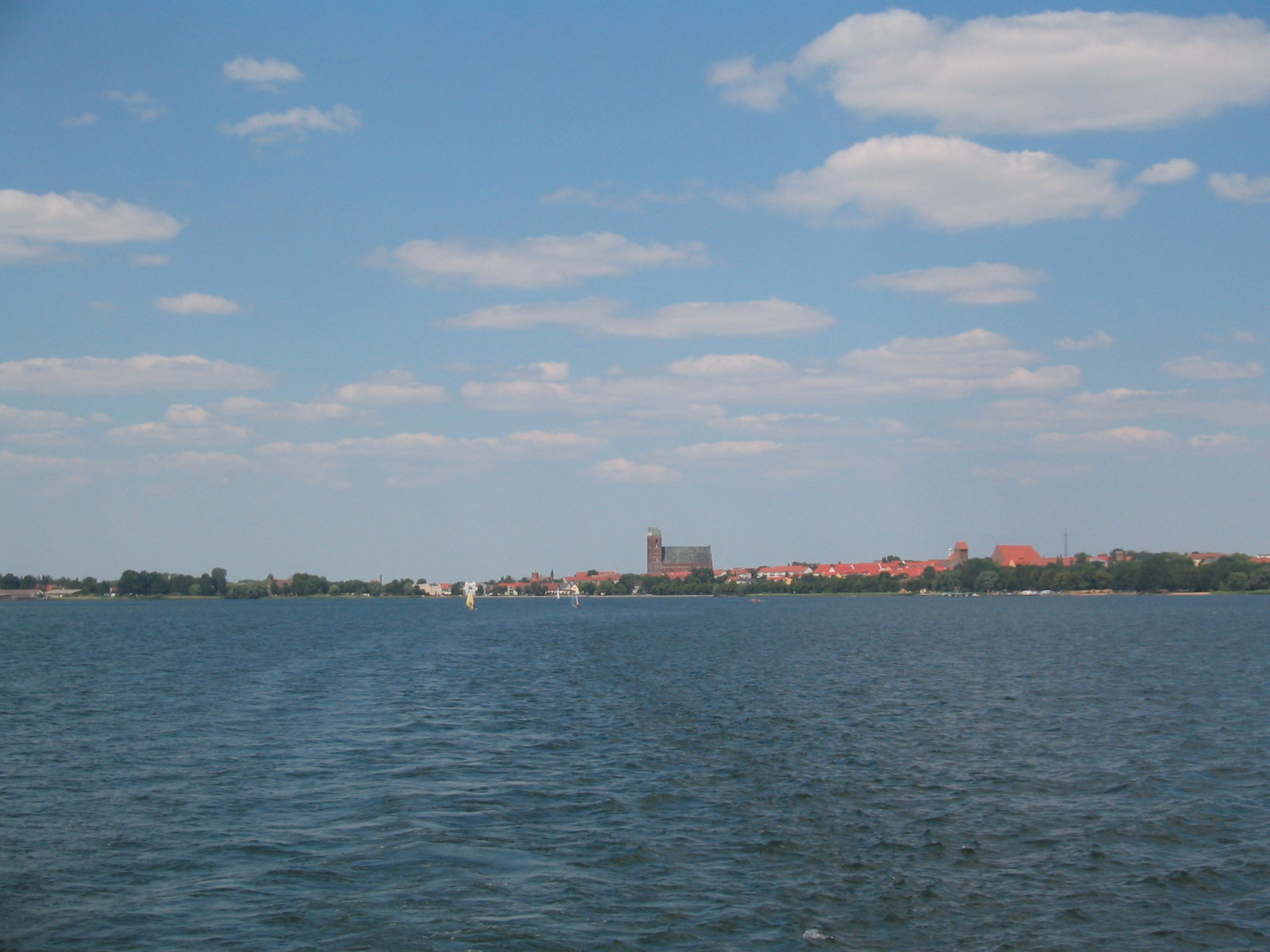
Unteruckersee mit Blick auf Prenzlau

### V
- Vogelbruch; isoliert; ??? ha; südwestlich von Pinnow; 53° 11′ 48″ N, 13° 46′ 33″ O

### W
- Kleiner Warbende See; Verbindung zum Warbender See; 5,8 ha; Warbende, südwestlich von Fürstenwerder
- Warnitzsee; isoliert; 9 ha; südöstlich von Neuhaus (zu Steinhöfel), (bis 9,4 m tief); 53° 4′ 9″ N, 13° 50′ 10″ O
- Großer Warthesee; Lychener Gewässer; 59,7 ha; Warthe (bei Lychen)
- Kleiner Warthesee; Lychener Gewässer; 13,3 ha; Warthe (bei Lychen)
- Weißer See; Zu- und Abfluss über Gräben auf den Feldern; ??? ha; nordöstlich von Günterberg; 53° 6′ 35″ N, 13° 59′ 52″ O
- Wollenthin-See; im Verlauf des (stromabwärts ein Stück weit verrohrten) Schäfergraben Prenzlau; ??? ha; Wollenthin, Bündigershof (ca. 4 km östlich von Prenzlau); 53° 19′ 11″ N, 13° 54′ 59″ O

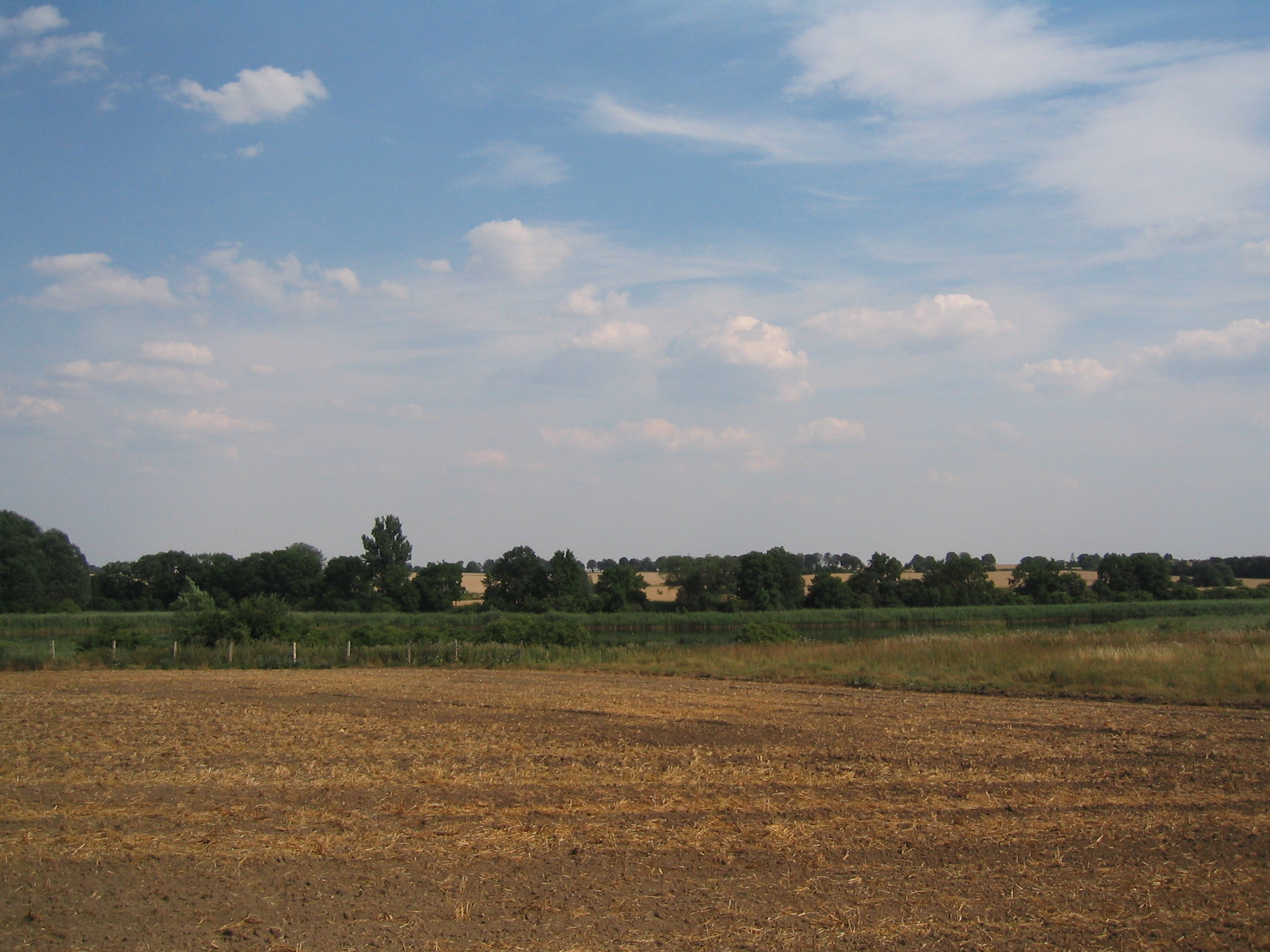
Wollenthinsee

- Wolletzsee; Welse Zu- und Abfluss; 330 ha; Wolletz

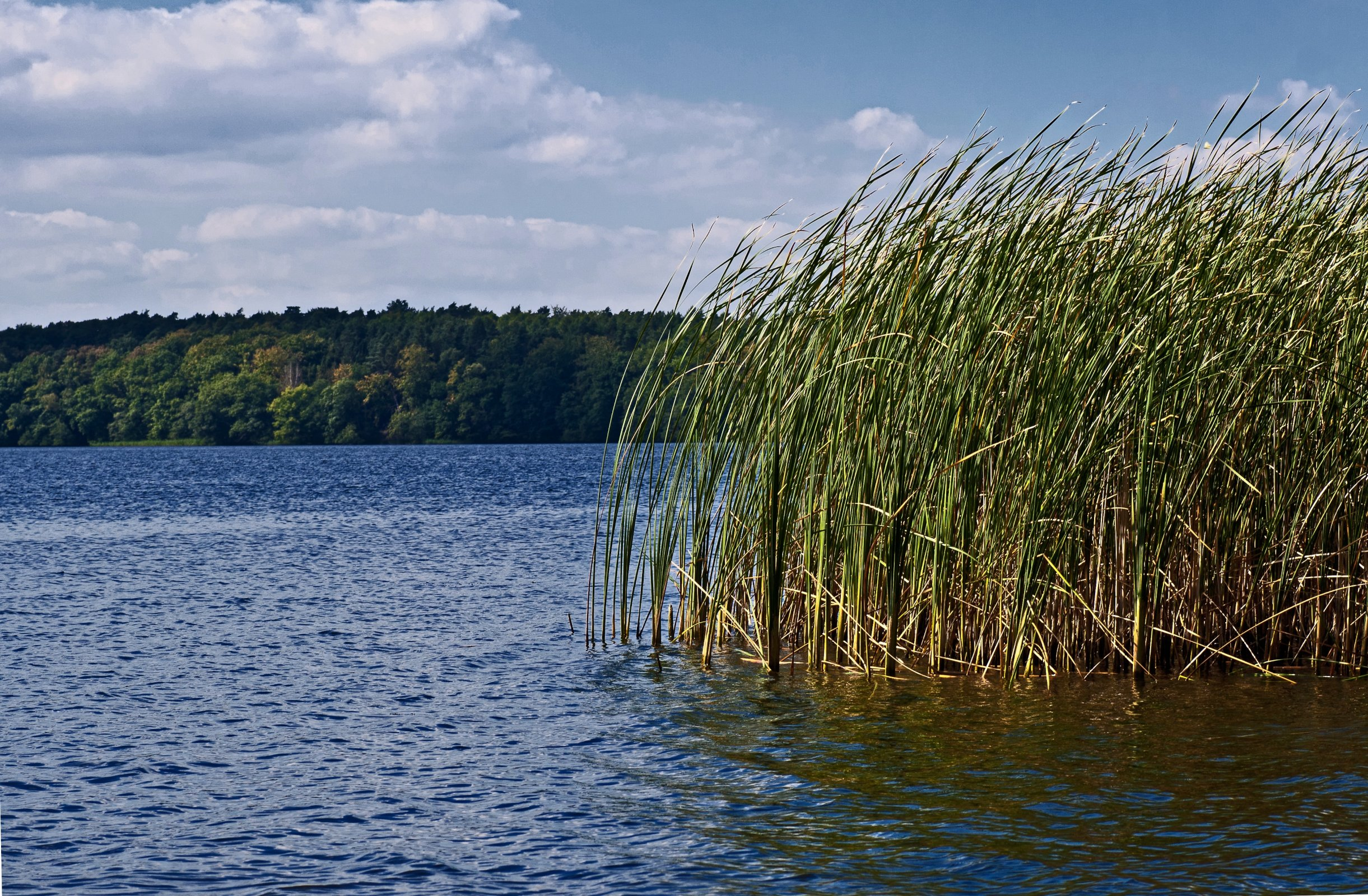
Idylle am Wolletzsee

- Wrechener See; im Verlauf der Quillow; ??? ha; Wrechen, südwestlich von Fürstenwerder; (außerhalb der Uckermark, im Landkreis Mecklenburgische Seenplatte); 53° 22′ 17″ N, 13° 31′ 41″ O

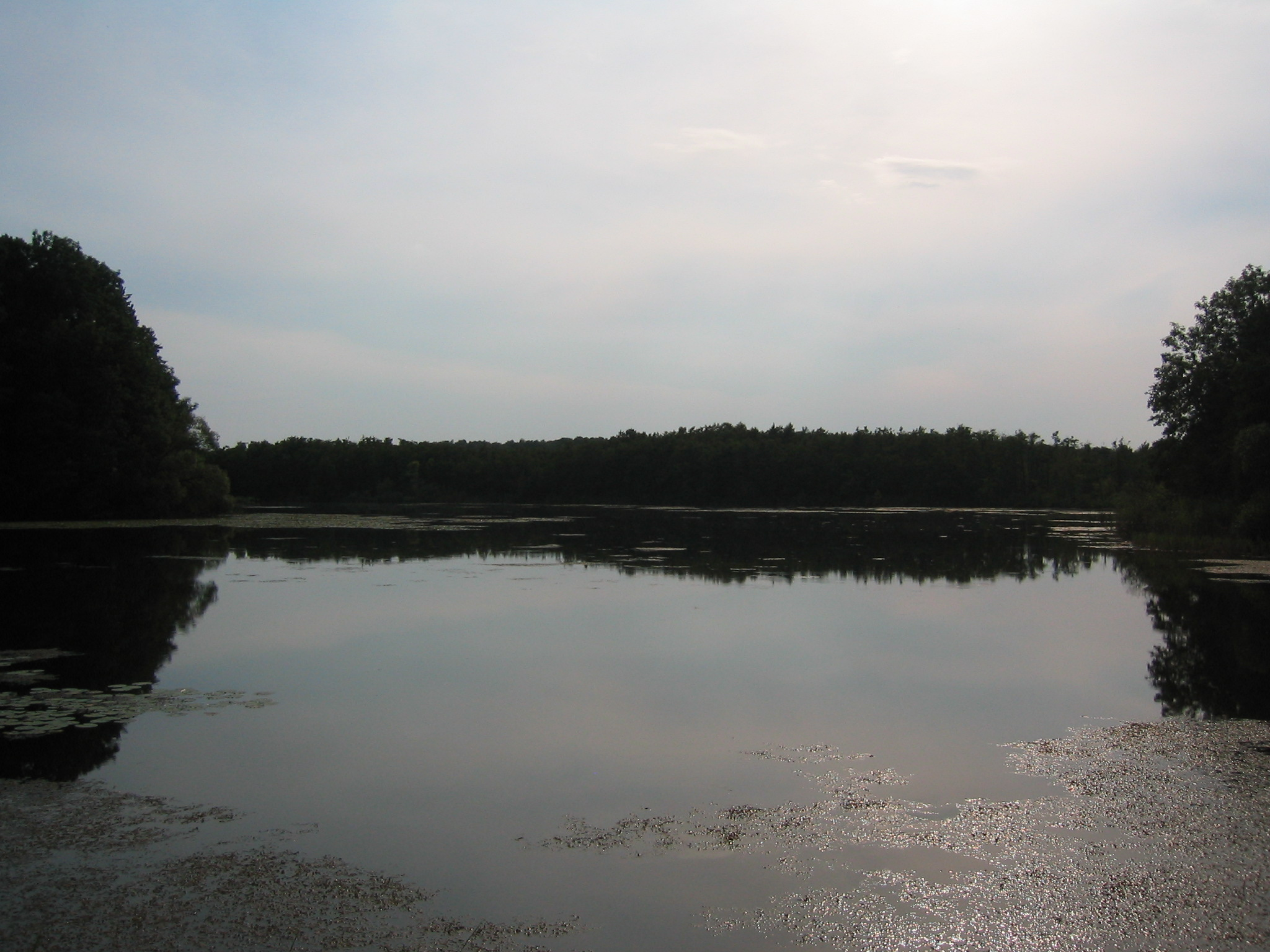
Wrechener See

- Wrietzensee; Verbindung zum Oberuckersee; ??? ha; südwestlich von Fergitz; 53° 10′ 31″ N, 13° 49′ 39″ O
- Wurlsee; Abfluss zum Nesselpfuhl des Lychener Gewässers; 163,95 ha; Lychen

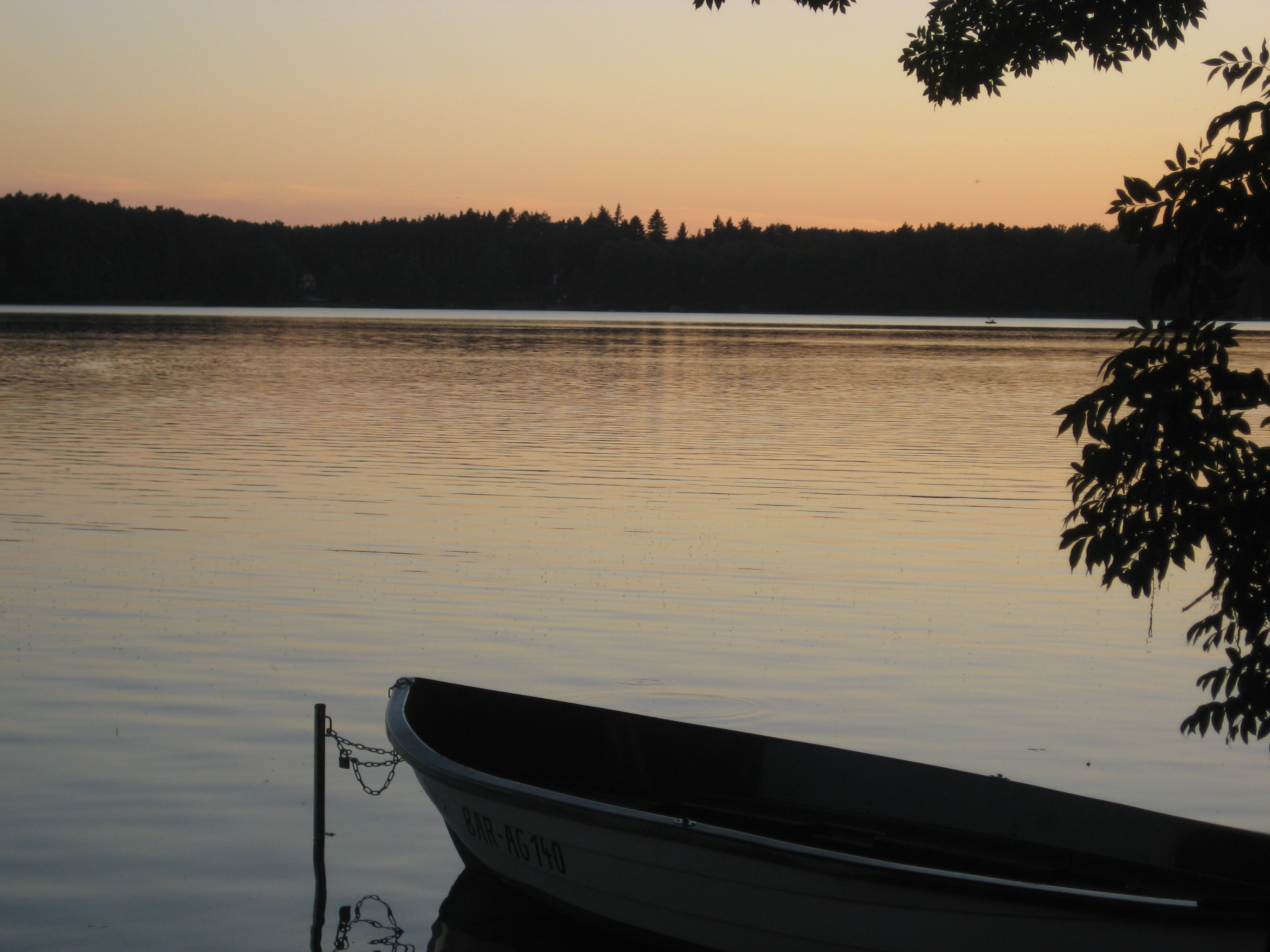
Sonnenuntergang am Wurlsee

- Wustrowsee; im frühen 20. Jh. Ablauf zum Großen Stewensee → Stewengraben → Landiner Abzugsgraben → Welse; 7,15 ha; südwestlich von Berkholz, nördlich von Johannishof

### Z
- Zaarsee; eine Bucht des Fährsees, Templiner Gewässer, aber in der Achse des Lübbeseegrabens; 29,1 ha; Templin
- Zenssee; unterster See im Verlauf des Altplachter Grabens (Zulauf des Lychener Gewässers und Südostarm des Seenkreuzes); 110,8 ha; Lychen